# 近鉄50000系電車
近鉄50000系電車（きんてつ50000けいでんしゃ）は、近畿日本鉄道の特急形車両。6両編成3本が在籍する。建造費は最初の2編成で37億円（1編成18億5000万円）。追加の3編成目の建造費は14.5億円。
「しまかぜ」の車両愛称を持つ。名称の由来は、志摩に吹く風の爽やかさと、車内で過ごす時間の心地よさから名づけられた 。
2階建ての近鉄特急のカテゴリーである「ビスタカー」にあたるため、電算記号（編成記号）はしまかぜをローマ字で書いた「Shimakaze」の頭の「S」と「Vista car」の頭の「V」をそれぞれを用いたSV を使用する。ただし、車体には「Vista car」のロゴはつけられていない。
解説の便宜上、本項では大阪難波側の先頭車の車両番号+F（Formation=編成の略）を編成名として記述する（例：ク50101以下6両編成=50101F）。また、賢島方面に向かって右側を「海側」・左側を「山側」と記述する。

## 概要
| 2014年ブルーリボン賞を受賞し記念ラッピングが施された |  | 2014年ブルーリボン賞を受賞し記念ラッピングが施された |
| 2014年ブルーリボン賞を受賞し記念ラッピングが施された |  |                                                      |

1990年代半ば以降、伊勢志摩を訪れる観光客、そして特急利用客が減少傾向にある中でその活性化と今後の特急車両の有り方を示すことを狙いとして設計・開発が行われた。
2013年3月、その年に伊勢神宮の第62回神宮式年遷宮が挙行されるタイミングに合わせて大阪難波、近鉄名古屋の両駅から三重県伊勢志摩地方に位置する賢島駅間で営業運転を開始し、2014年10月からは京都発着列車も設定された。同年までに6両編成3本計18両がすべて近畿車輛で製造された。
通常の車両でもアーバンライナーのデラックスシート以上の座席（2-1人掛けでシートピッチ1,250mm）を配しており、両先頭車は展望席のあるハイデッカー構造としたほか、近鉄の伝統である2階建て構造のカフェテリア車両及びグループ向けのサロン席と和洋個室を設けるなど、利用者のニーズを全面的に取り入れた設備を設けた。
これまでの近鉄特急車両は21000系「アーバンライナー」を始め、23000系「伊勢志摩ライナー」のような固定編成系列であっても、レギュラーシート（普通車）の設定があり、汎用特急車と比較して設備面の差が極端にかけ離れたものではなかった。このため、通常の特急運用に21000系や23000系が投入されることもこれまでは行なわれてきた。しかし、当該系列は観光特急専用車両として在来の近鉄特急車両とは一線を画し、レギュラーシートの設定が皆無のうえ、全席に特急料金とは別に「しまかぜ」特別車両料金が設定される。このため、通常の特急運用との互換性を一切持たず、「しまかぜ」専用の運用のみ受け持つ。設備面は在来特急車両とは次元が異なっており、あくまで伊勢志摩観光輸送に徹した内容で、通勤利用、短距離利用を想定していない。30000系「ビスタカーIII世」も伊勢志摩観光特急車両として開発されたが、開発当時の時勢もあって1席でも多く座席を設置する車内構成に対し、当該系列では徹底して乗客本位のスタイルを追求した結果、座席数は大きく減少し、既存の特急車両の約半分となった。
車両形式は在来の特急車両からの一新の意味を込めて50000系とした。
2014年には鉄道友の会より「ブルーリボン賞」を受賞した。

## 開発経緯

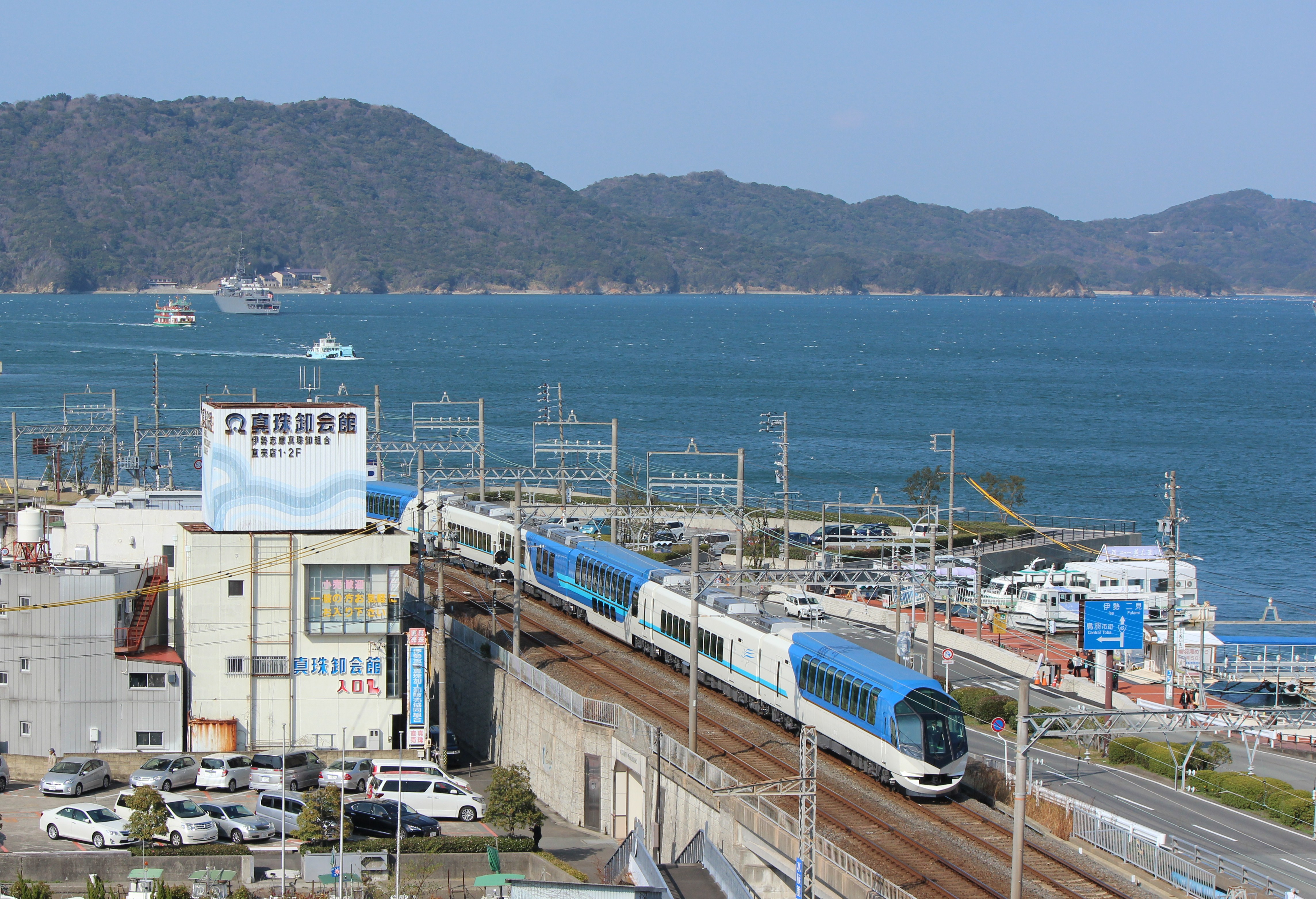
旅への期待感を持続させるデザインが採用された
志摩線　鳥羽駅 - 中之郷駅間

伊勢神宮における20年に1度の式年遷宮に照準を合わせ、2009年夏頃から構想が持たれた。この当時に議題に挙がり、鉄道運営を行う立場から見て問題視された社会情勢は下記の通りであった。
- 少子高齢化社会の到来
- モータリゼーション（車社会）の進展
- 乗客が鉄道に求める機能やサービスの多様化

これらの現実を踏まえたうえで、鉄道に求められるサービスを追求するため、次の開発テーマを設定した。
- 移動手段としての電車を超える
- 乗ること自体が旅の目的となる
- 移動時間自体が楽しみとなる

上記テーマを具現化させるため、21000系の開発以来定番となっているマーケティングリサーチを実施した。ただし、その規模は広範囲かつ多大で、関西、中部、首都圏におけるインターネット調査（4,000人を対象）をはじめ、伊勢志摩方面に向かう特急利用客約1万名、伊勢志摩地域の宿泊施設利用者や観光事業者のアンケート、ヒアリング調査を実施し、求められる車両の姿を浮き彫りにしていった。
こうして得られた意見をもとに車両コンセプトを設定した。
- 広々とした座席空間
- 快適さを追求したプレミアムシート
- 様々な旅のスタイルにこたえるバリエーション豊かな客室
- 気持ちよくご乗車いただくための設備、サービス

これを踏まえ、本系列では、21000系以来近鉄の車両デザインを手掛けている山内陸平がデザインの監修を、車両全体のデザインについては井上昭二が担当した。山内は車両コンセプトとして、出発駅で乗客が抱く期待感を目的地まで持続させるように「わくわく感の醸成と持続」と設定した。そして、「少しでも上質な旅空間を」という思いでデザインしたと解説している。

## 車体
普通鋼製で、先頭形状は、曲面を多用するこれまでの近鉄特急車両と異なり、多面構成とした。大型ガラスを6枚使用し（ライトや扉下部も含めれば9枚）、両サイド下のガラスにHID式の前照灯各2灯ずつを配した。伝統的に運転台よりも上に前照灯を配置してきた近鉄電車において異質なデザインとなったうえ、ブラックアウト処理から電灯部が顔をのぞかせる部分の切れ込みが吊り上っているため、鋭角的な先端形状とも相まって鋭い印象となっている。中央ガラス部は非常扉を兼用し、上に跳ね上げて開く方式である。標識灯兼尾灯は22600系と同様、車体下部に吊り下げて設置した。排障器はブラックで目立たなくさせたうえで、車体デザインと一体になったスカートを前面に設置した。連結器は密着式で、使用時以外は奥に格納する。ワイパーは運転台と中央の窓に2か所設置した。
窓は全車1窓単位で独立しており、21000系以来連続窓を基調とした流れとは一線を画すデザインとなった。
乗降扉は22600系と同形状のプラグ式で、バリアフリー対応として全扉の開口幅を900mmに統一した。
また、本系列はダブルデッカー、ハイデッカー、平床の3種類の車両を併せ持つ編成であるため、凹凸の多い外観も特徴の一つである。この内、ハイデッカーとダブルデッカーは車両限界で許容される高さ一杯まで車体が拡大され、コンター（車体断面）は30000系中間車や20000系に準ずるが、両サイドには緩いカーブが描かれ、この2系列とは趣が異なる。平床車両は22600系のコンターに準ずるが、レール面上から車体最上部までは3,758.9mm（22600系比+68.9mm）とされ、特に屋根肩部は車両限界まで肉薄する高さとなった。これによって、ダブルデッカー車やハイデッカー車と隣り合っても、違和感のない外観となった。
塗装は、クリスタルホワイト■と「伊勢志摩の晴れやかな空」をイメージしたファインブルー■の組合わせで、爽やかさを表現するとともに、境目に最上級を表す金帯■を配した。モ50200形とモ50500形の側面には「しまかぜ Premium Express SHIMAKAZE」のロゴタイプと心地よい風をイメージした流れるようなマークをプリントした。
列車無線アンテナは両先頭車の連結面寄りに設置した。屋根部分を斜めにカットし、20000系のサイドビューと似通っている。
行先表示器の仕様は22600系と同様である。日本語、英語を交互で表示するほか、「しまかぜ」の表示も行なう。速度60km/h以上で消灯する。
基本的にク50100形とク50600形、及びモ50200形とモ50500形の車内構成は一部を除き共通であるため、側窓や外観も共通部分が多い。しかし、サロンと個室を配するモ50300形とカフェ設備を有するサ50400形は前二者と大きく異なって、先頭形状とともに当該系列の特異性を際立たせる外観的特徴を持つ。モ50300形は30000系以来で車体中央に乗降扉を配置し、大阪(名古屋)側にサロン、伊勢志摩側に個室を設け、このため窓も大窓とされた。サ50400形は20000系「楽」以来久しく途絶えていたダブルデッカー構造で、窓も1階、2階室用に別個で設置した。塗装も基調色の青が車両の大半を覆い、なおのこと特異な印象を与えている。

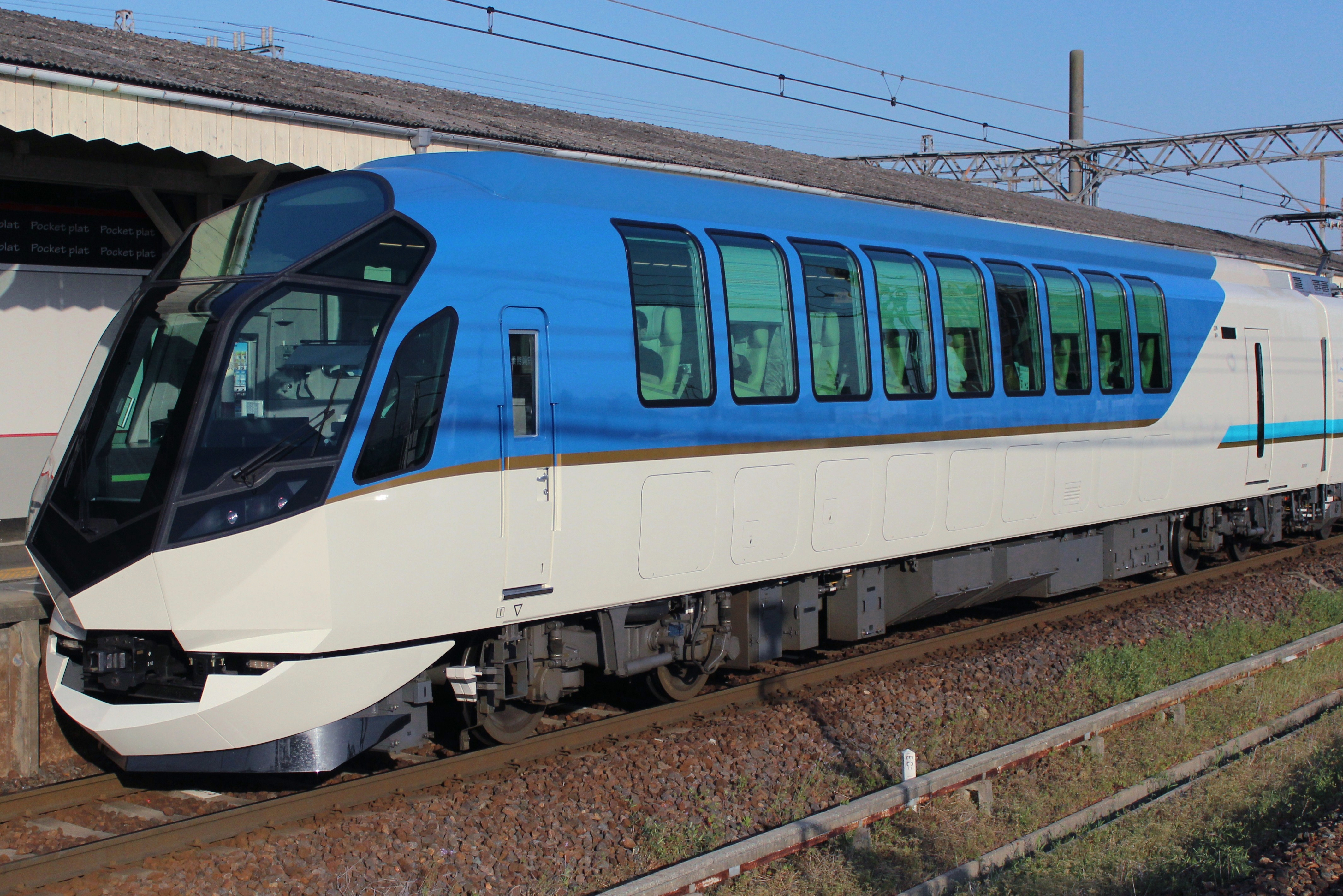
ク50100形（ク50600形と概ね共通） ハイデッカータイプ
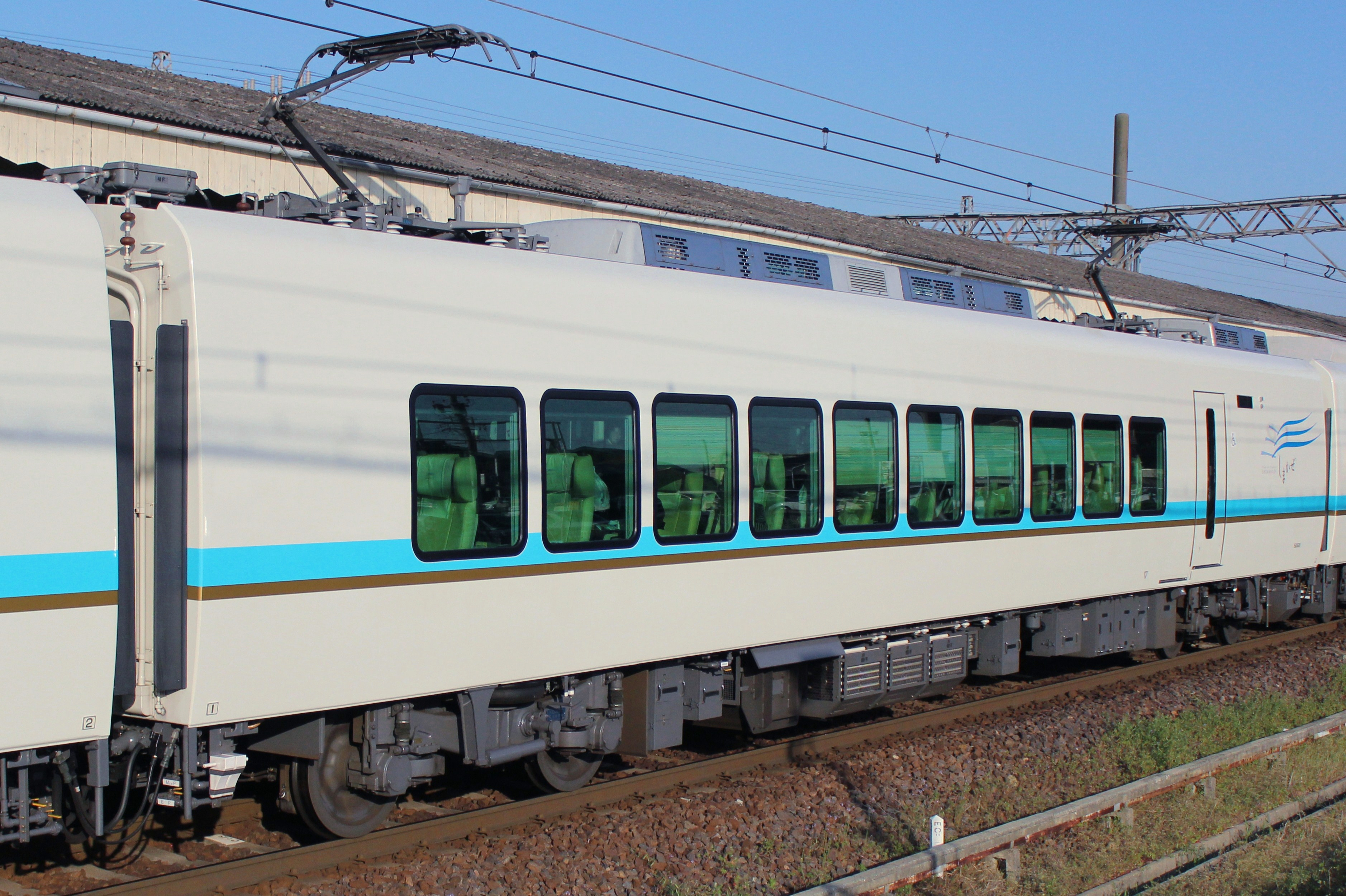
モ50500形（モ50200形と概ね共通） 平床タイプ
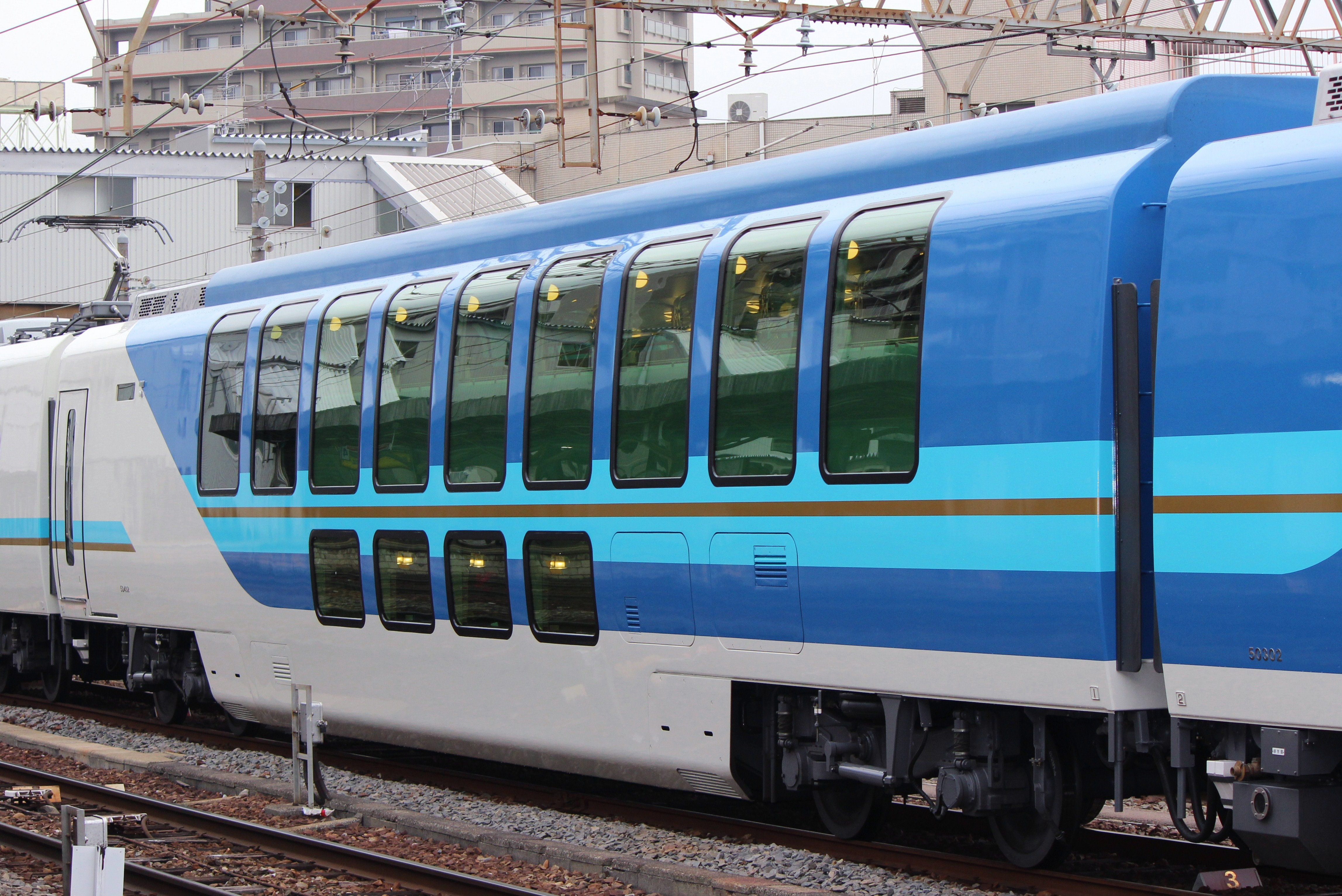
サ50400形 ダブルデッカータイプ 当編成の特異性を際立たせる窓配置
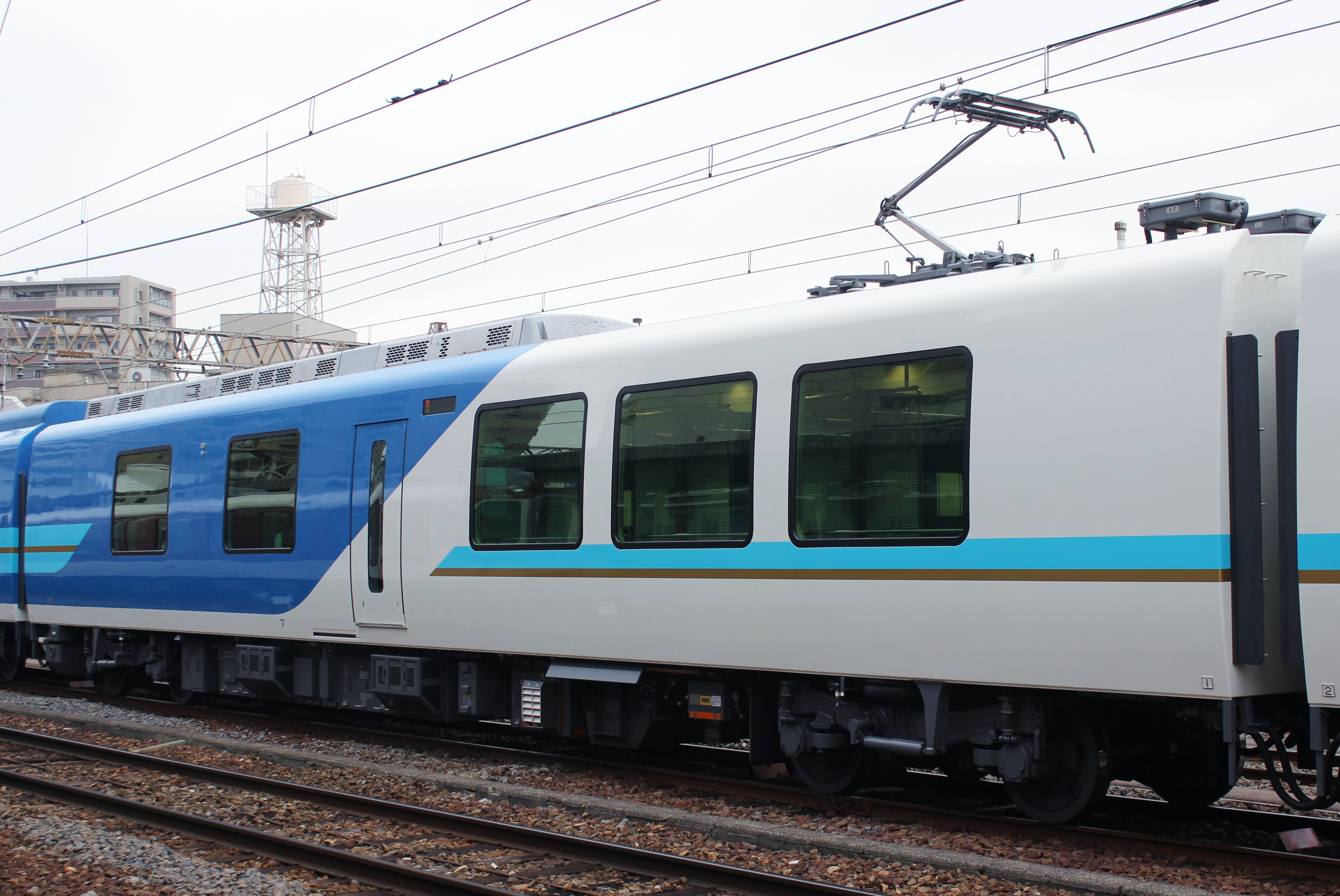
モ50300形 サロンと個室のため、大窓を装備
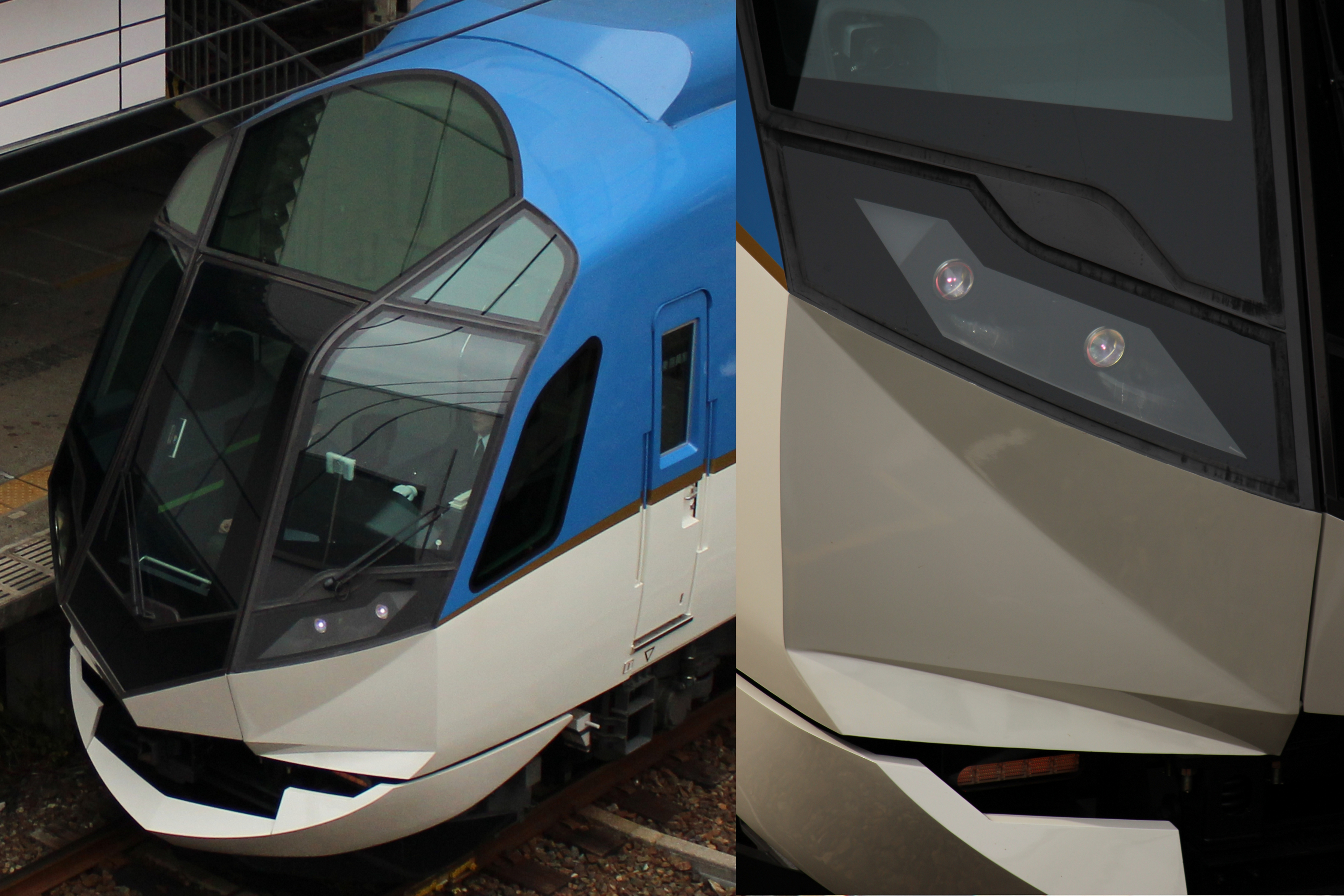
鋭い印象のフロント
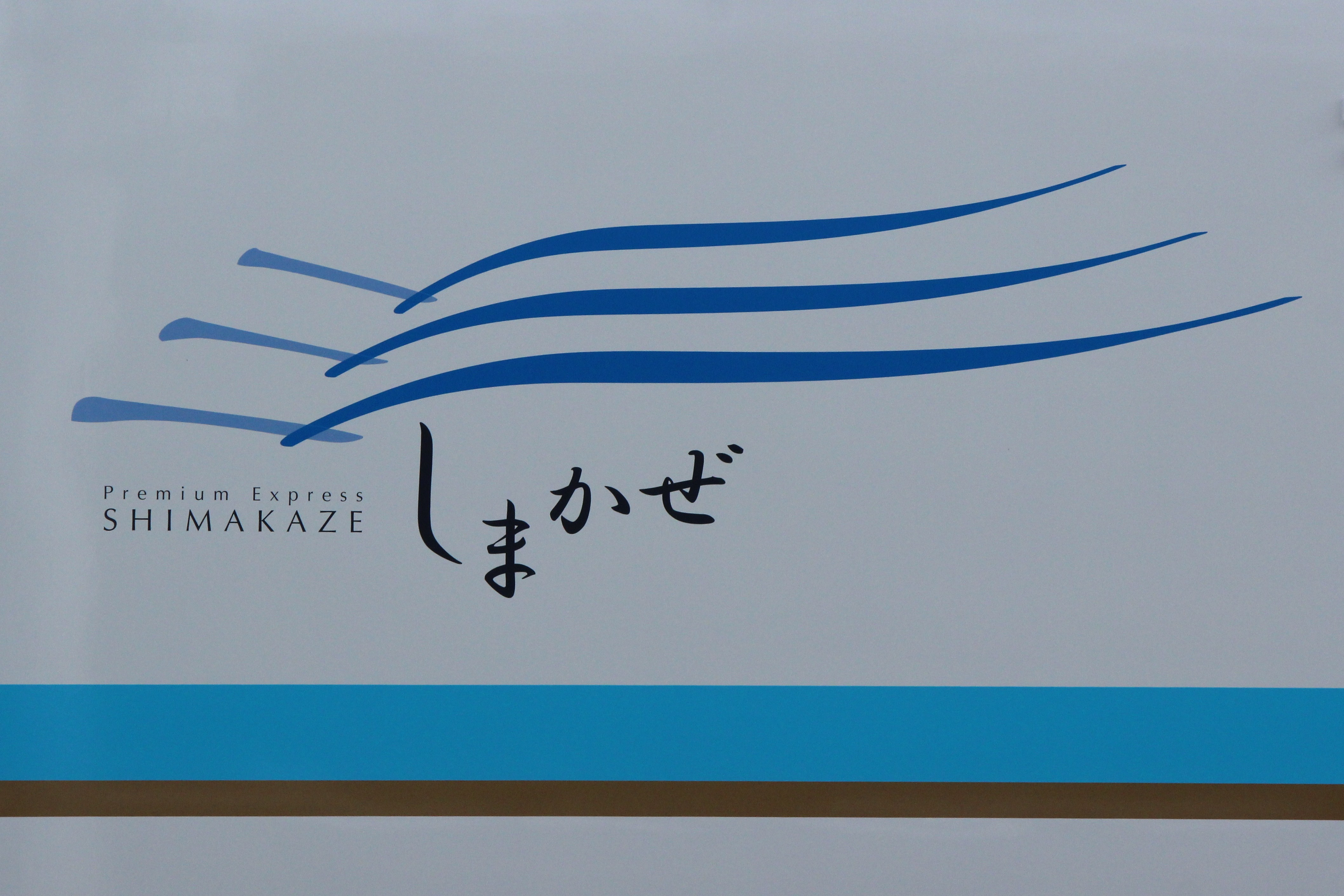
側面のしまかぜのマーク
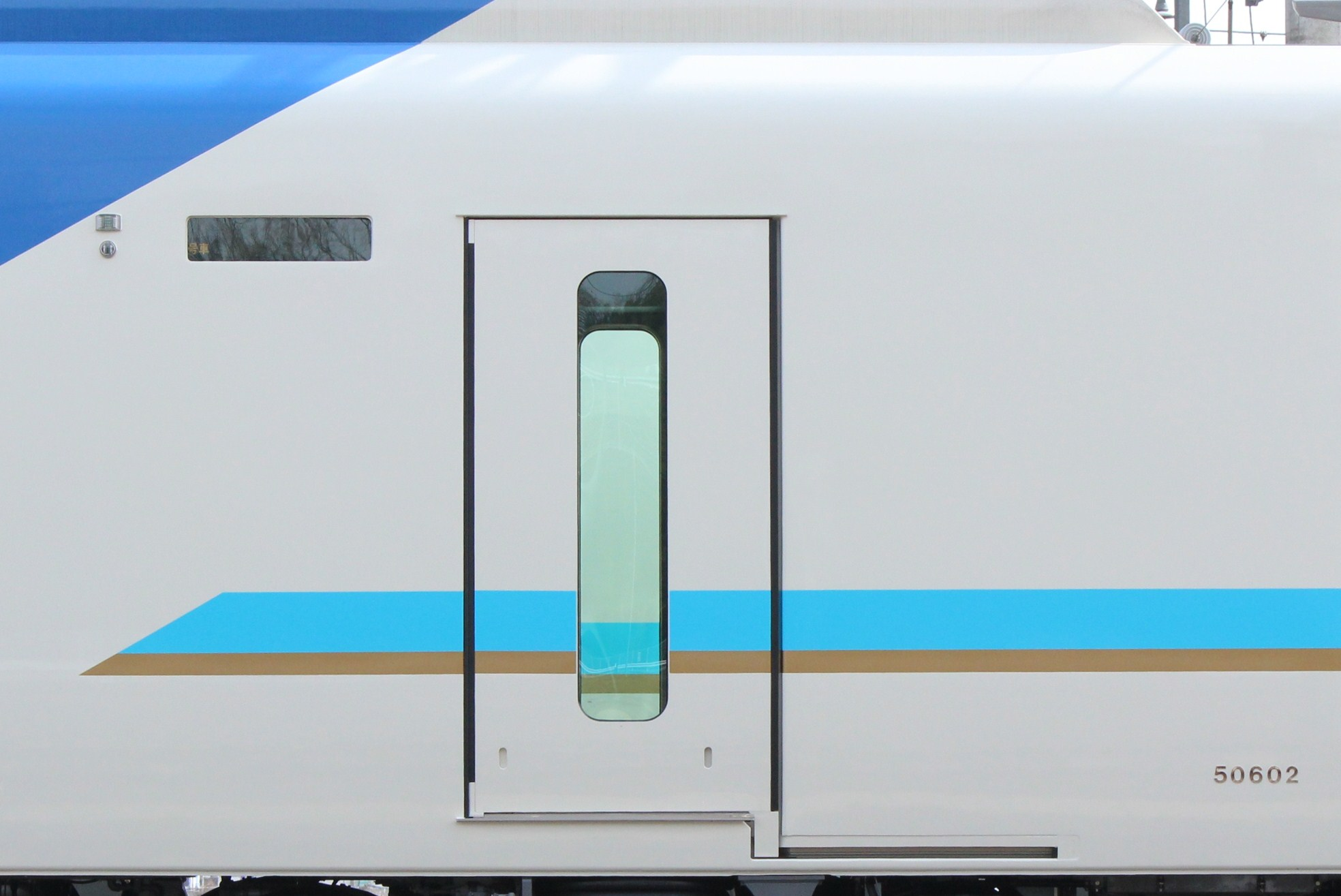
22600系と同構造のプラグ式ドア ドアサイドに行先表示器を設置
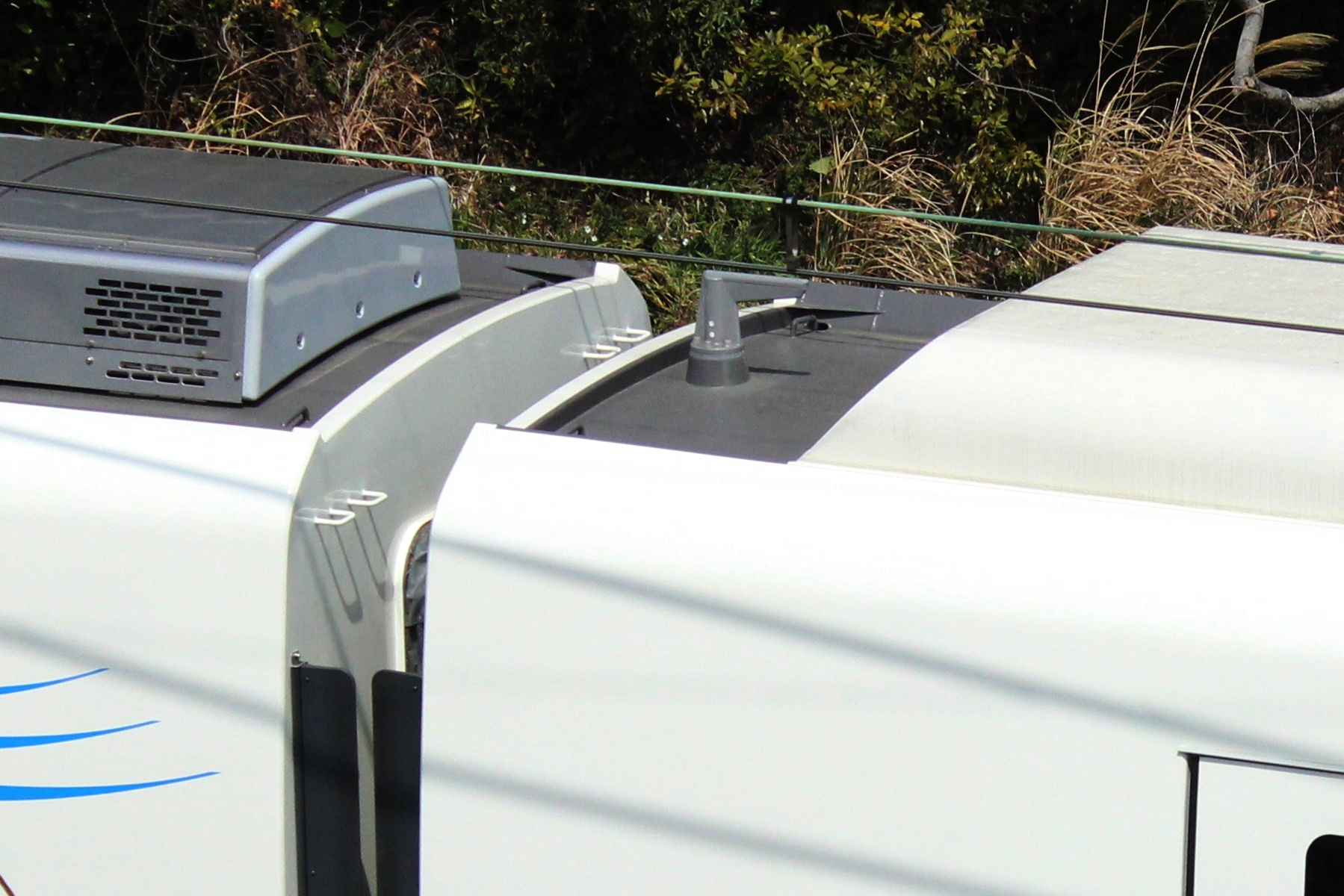
屋根を切り欠いてアンテナを設置

## 機器類
基本的なシステムは21020系に準じている。

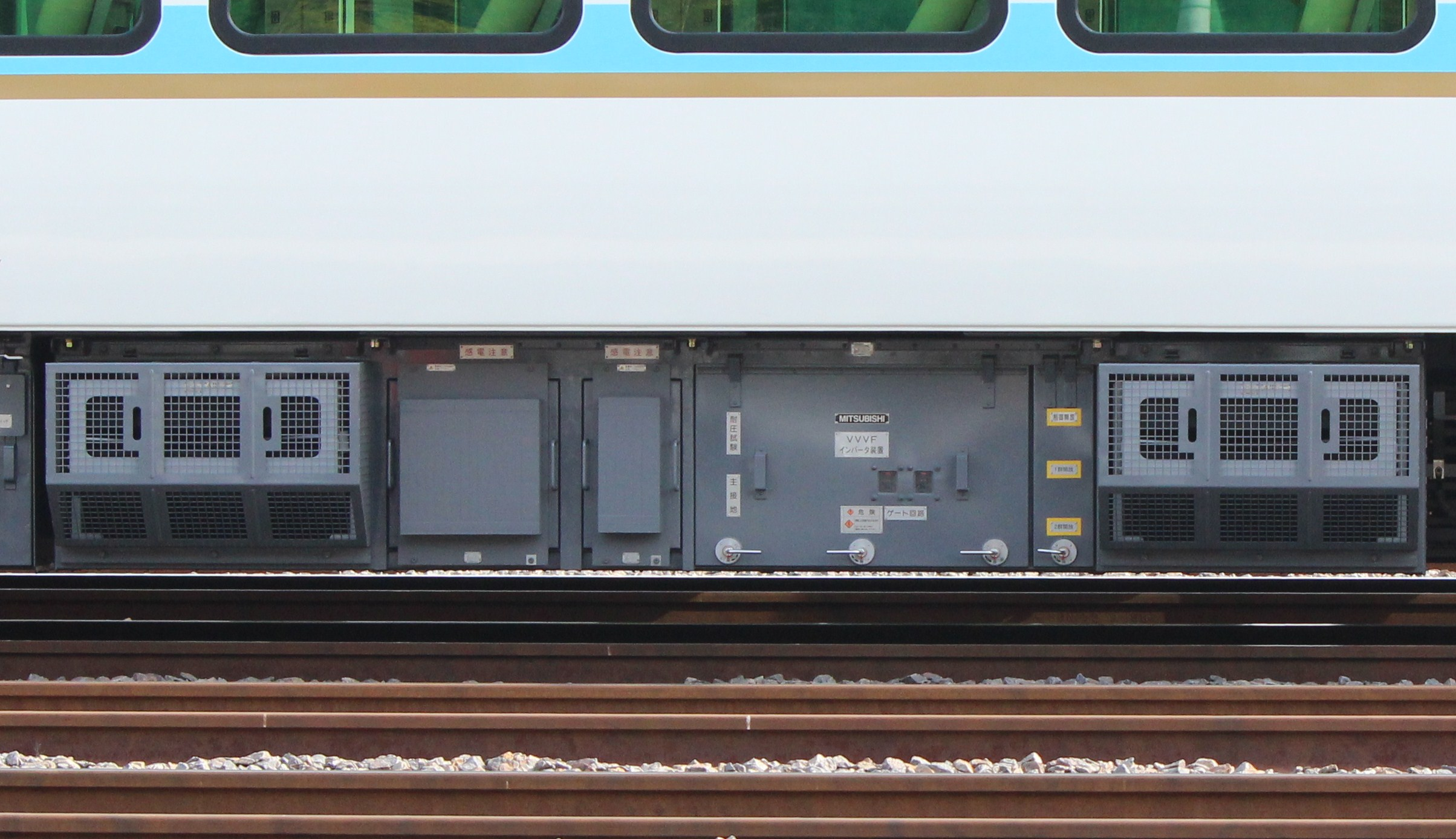
VVVFインバータ制御装置
MAP-234-15VD102B

制御装置は三菱電機製高耐圧2レベルIGBT素子によるVVVFインバータ制御 (MAP-234-15VD102B) で、1基の制御装置で2台の主電動機を制御する1C2M方式を採用し、各電動車の床下には制御装置2基を一体箱にまとめた形態で搭載している。
主電動機は三菱電機製のMB-5097B2かご形三相誘導電動機（定格出力230kW）を各電動車に4台装備する。駆動方式はWNドライブで、歯車比は4.94である。
起動加速度は2.5km/h/s、減速度は4.0km/h/sである。
制動装置は回生ブレーキ併用電気指令式 (KEBS-21A) で、回生ブレーキを有効に使用するためのT車遅れ込め制御の機能や、滑走防止制御機能を有する。抑速回生ブレーキ失効時には、発電ブレーキに切り替わる。

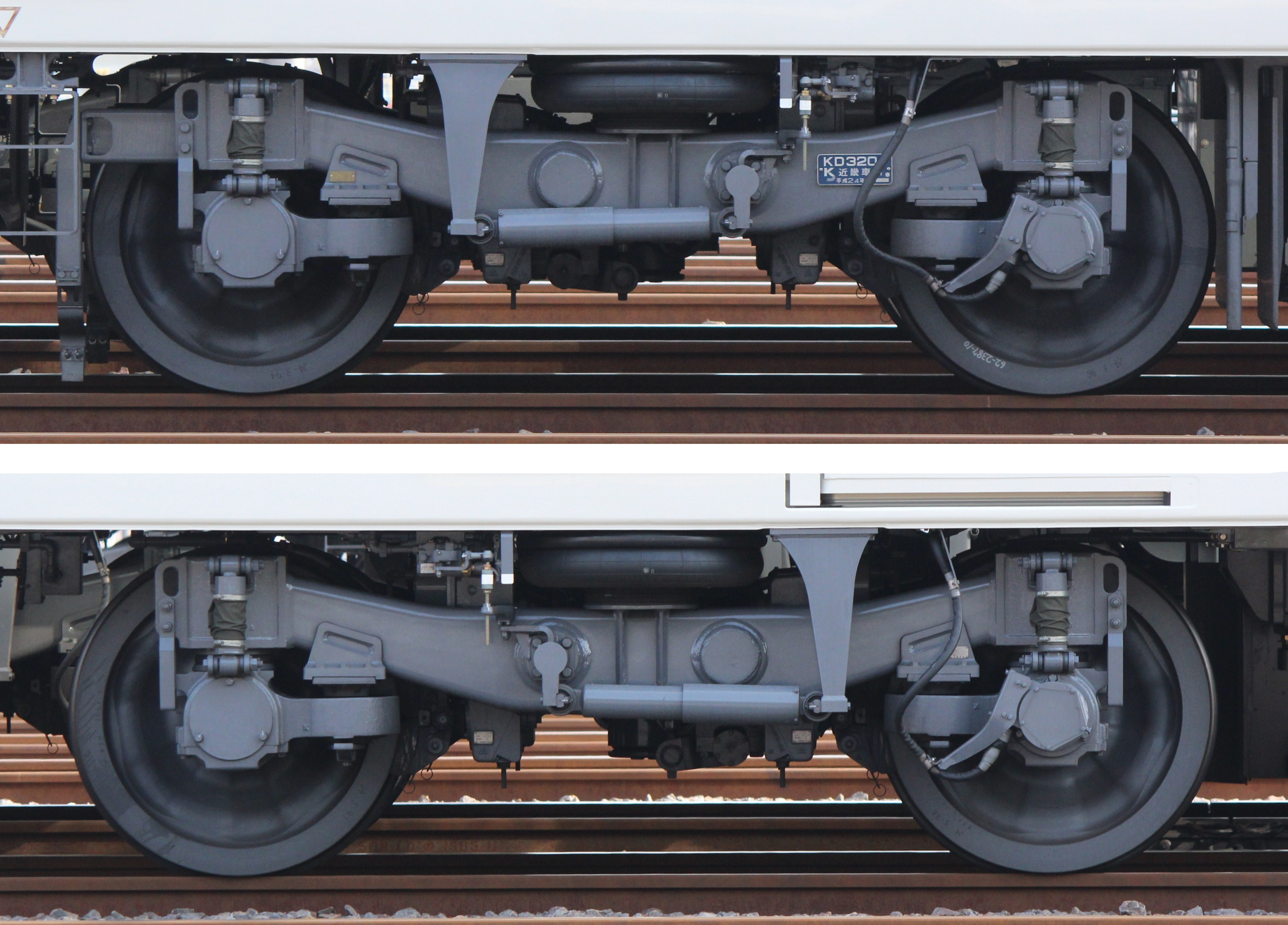
KD-320A台車（写真上）
KD-320台車（写真下）

台車は近畿車輛製の積層ゴムブッシュ片側支持式ボルスタレス式で、ヨーダンパを装備した。基礎ブレーキ装置は全車両に片押し式踏面ブレーキ（ユニットブレーキ）を装備する。形式は動力台車がKD-320形、付随台車がKD-320A形である。また、当該形式は新幹線以外で初めて全車両にフルアクティブサスペンションを搭載し、台車枠と牽引梁の間に設けた空気式アクチュエータを制御することで車体振動を抑える。
補助電源装置は静止形インバータ (INV174-D0) を両先頭車に搭載し、容量は140kVAで、出力は三相交流440V・60Hzである。インバータ部を2台搭載し、通常1台のみ運転し、4日おきに交互に運転する待機二重系である。
空気圧縮機は近鉄車両として初めてスクロール式（吐出量は1,600L/min）を両先頭車に搭載した。箱内には冗長性を持たせるため、3台の圧縮機と他に周辺機器が収めてある。床面が高いハイデッカー車に設置することにより防音効果を高め、車内の静粛性を確保している。
パンタグラフは全てシングルアーム式（東洋電機製造 PT7126-A）となっている。モ50500形に2基、モ50300形とモ50200形は各1基搭載である。パンタグラフの関節方向は、モ50500形が大阪、名古屋向きで、他は賢島向きとなり、これまでの編成単位で向きを統一してきた流れとは異なっている 。

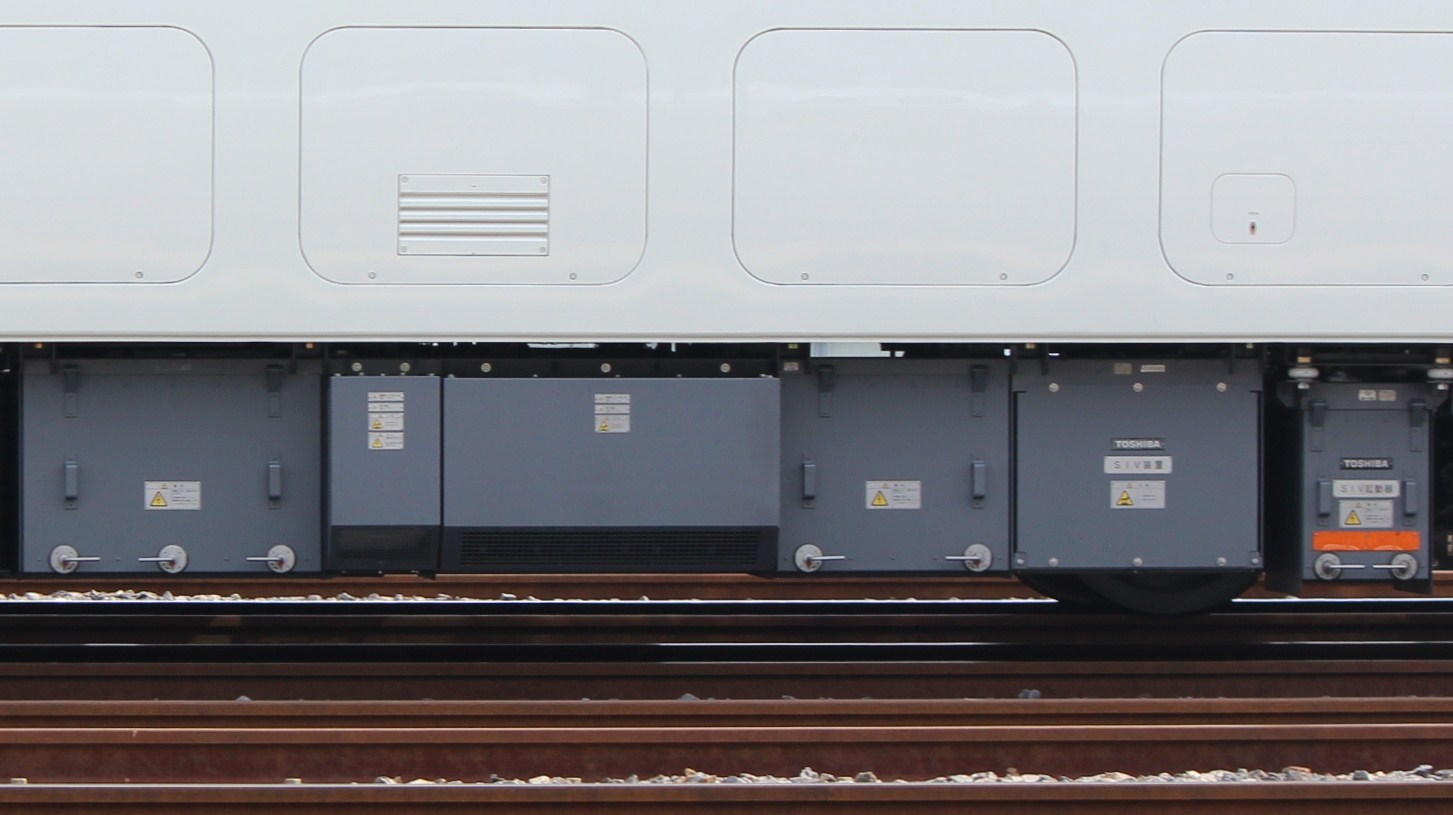
補助電源装置（SIV） INV174-D0
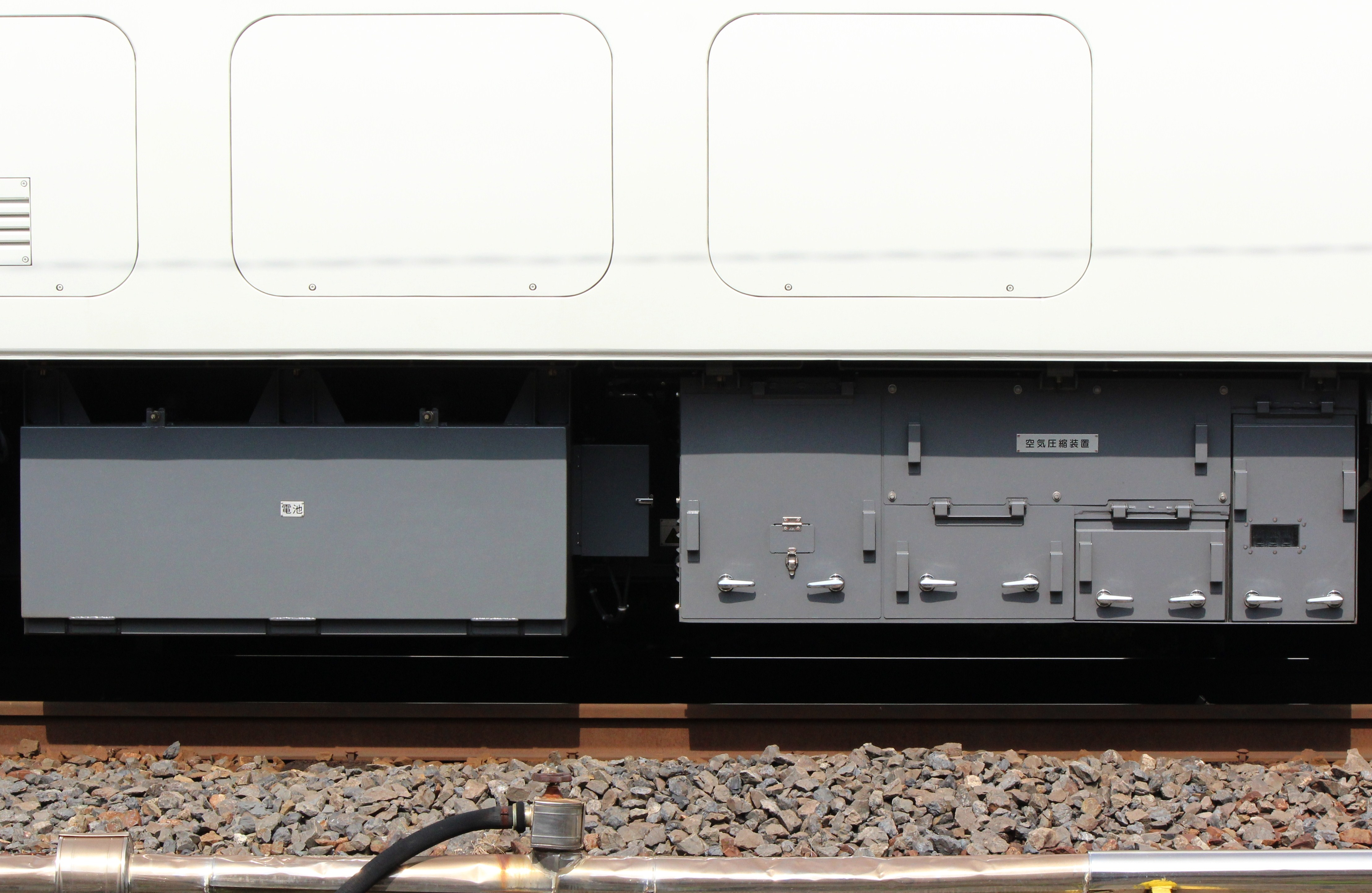
蓄電池（左）と電動空気圧縮機（右）
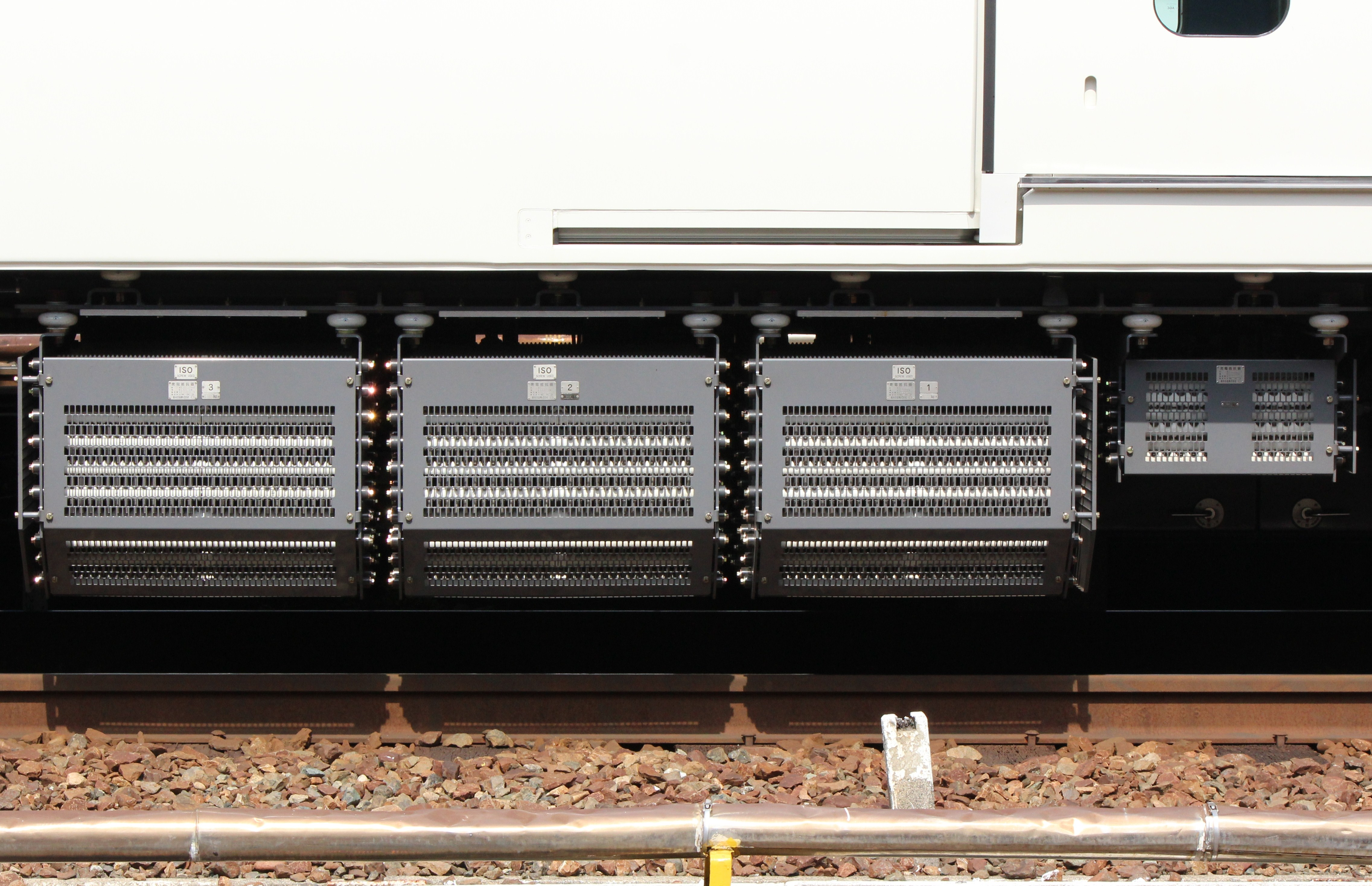
抑速発電抵抗器 右端は充電抵抗器
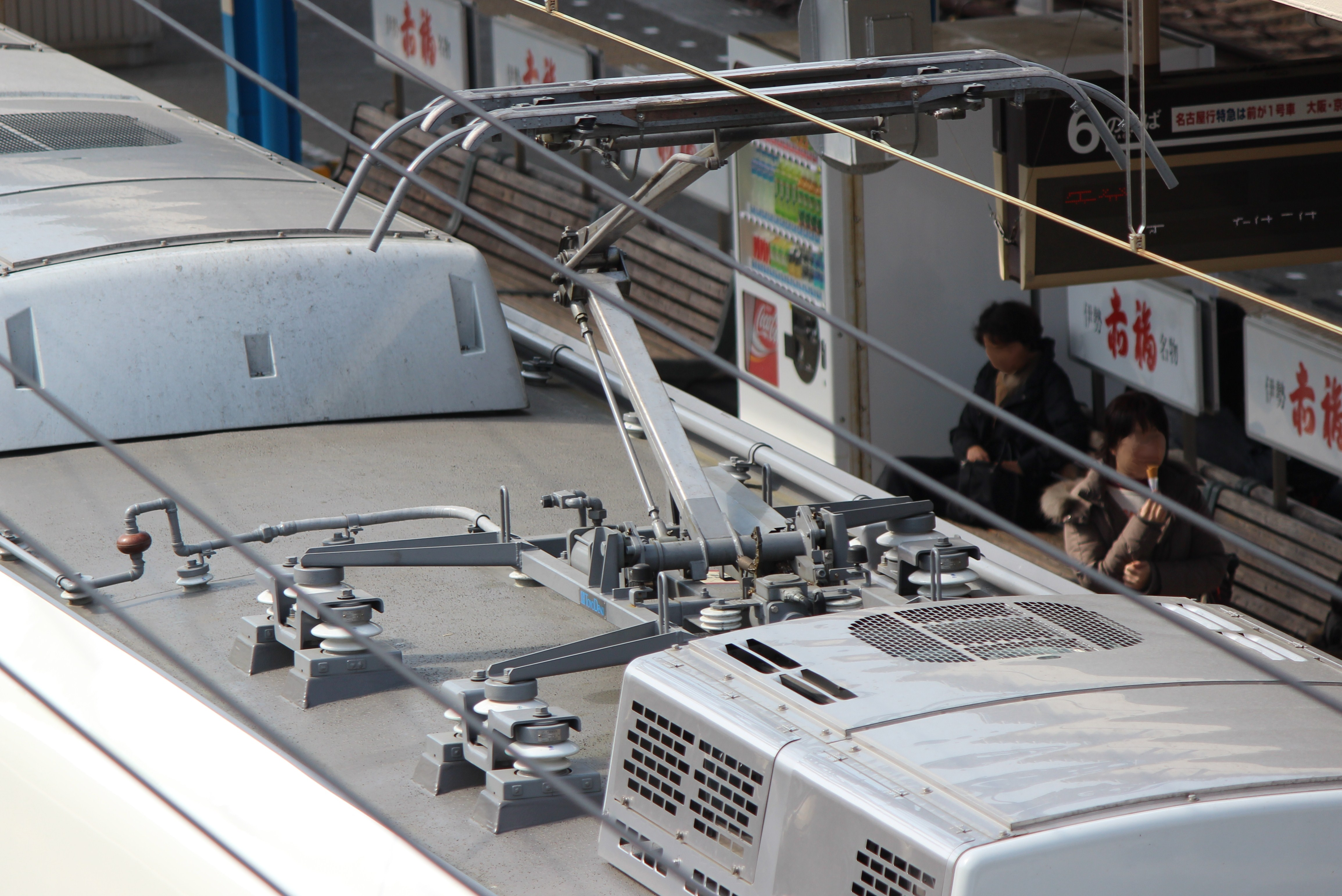
シングルアーム式パンタグラフ PT7126-A

空調機器は22600系と概ね同様で、屋根上装置外観やキセも似通うデザインである（三菱電機製）。しかし、両先頭車はハイデッカー構造のため、屋根上に機器を搭載せず、客室床下と床中部にセパレート形装置を搭載した。また、サ50400形（ダブルデッカー車両）は平床部分屋上とセパレート形装置を2台搭載した。暖房機能も概ね同様で、空調装置内に電気式ヒーターを内蔵し、腰掛脚台および壁内にも設置した。また、当該系列は個室が存在するため、部屋単位の温度調整を可能とした。なお、和風個室の掘りこたつ箇所に床暖房機能を別に追加した。そのほかに、カフェ車両1階も独立した温度調整が可能である。

モ50300形屋上に衛星放送受信用のアンテナを設置した。通常はFRP製のカバーで覆われている 。

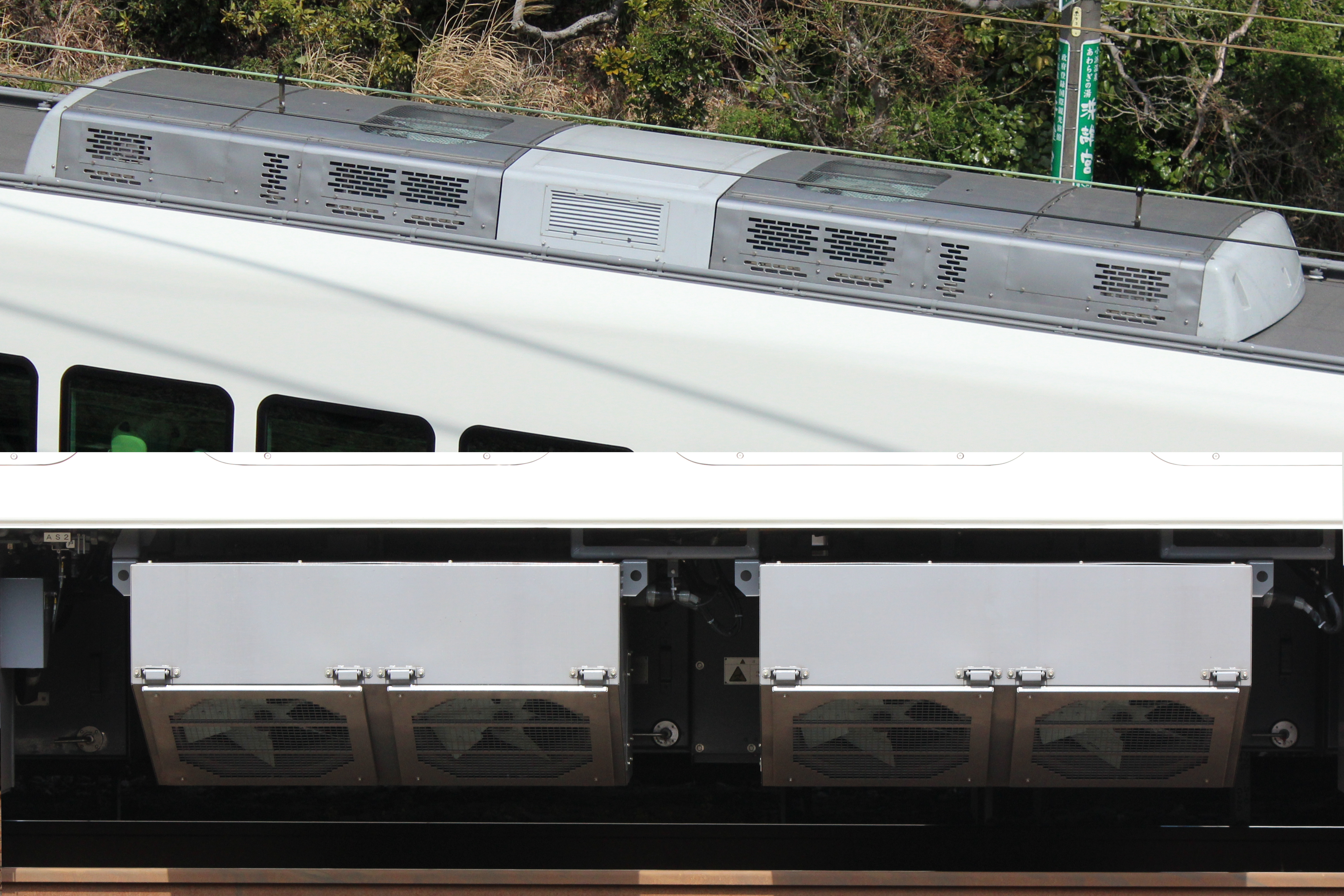
ユニット形空調装置（写真上） セパレート形空調装置（写真下）
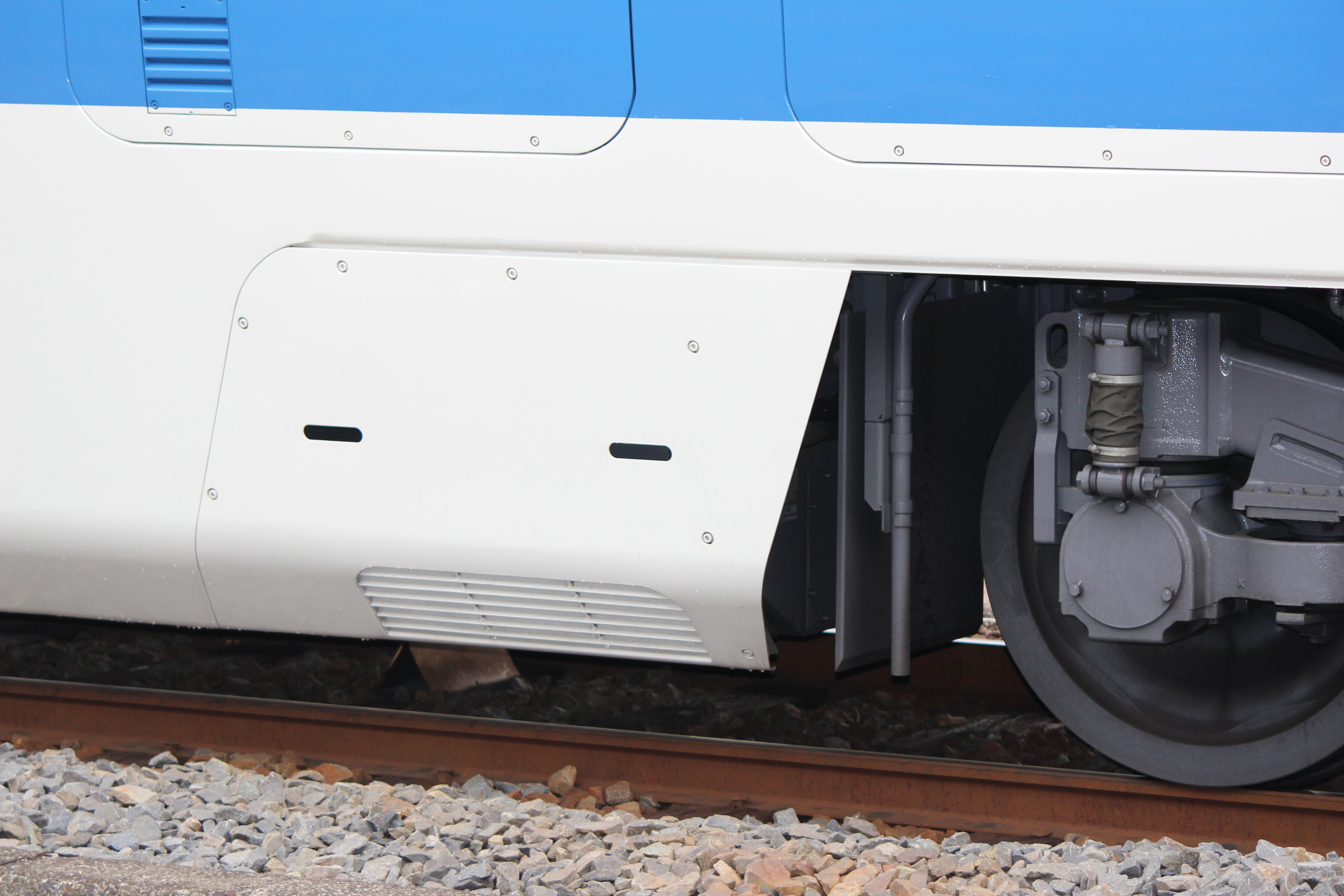
サ50400形床下のセパレート形空調装置と外板カバー
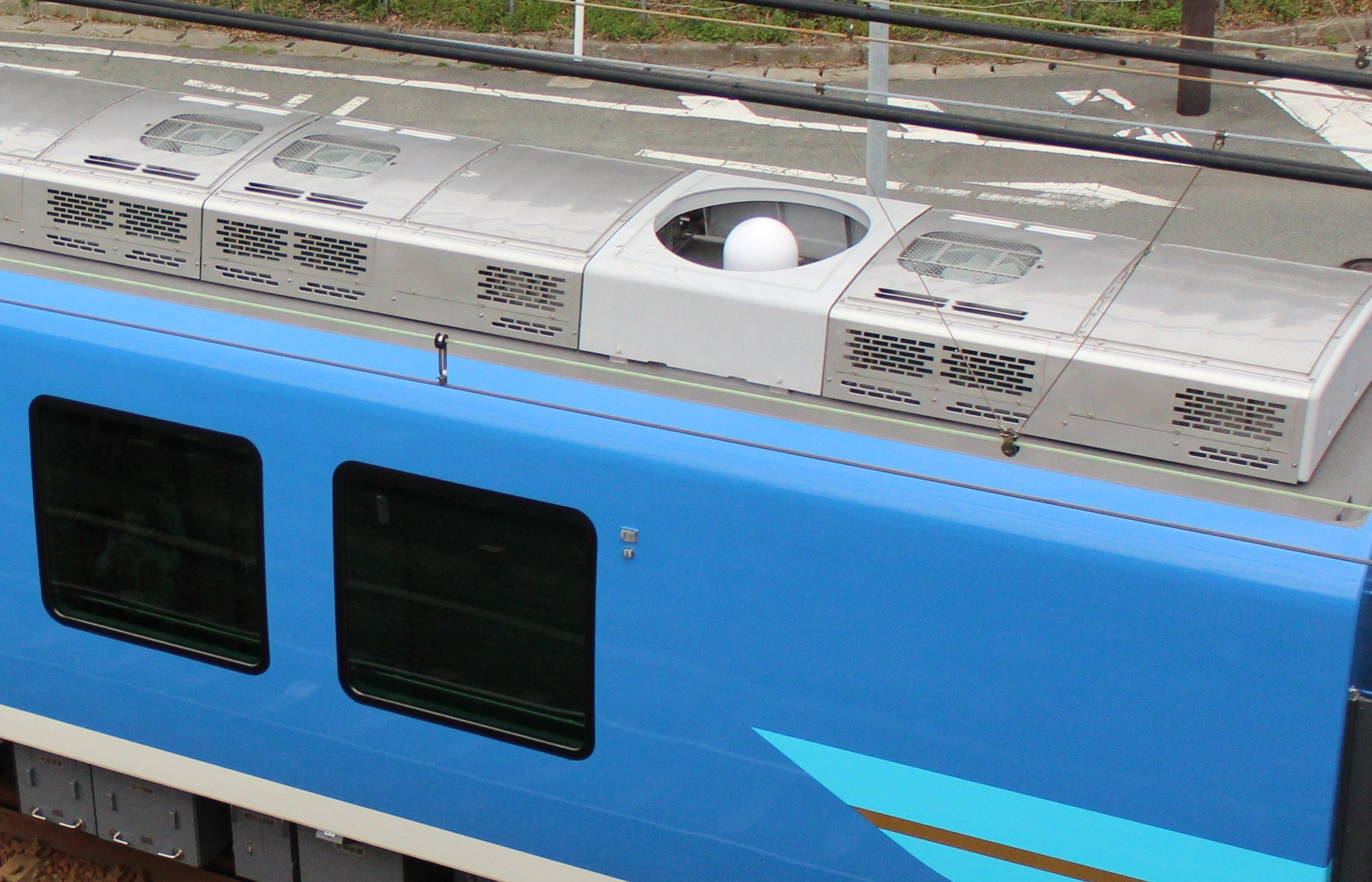
モ50300形屋上 丸状の機器が衛星放送受信アンテナ
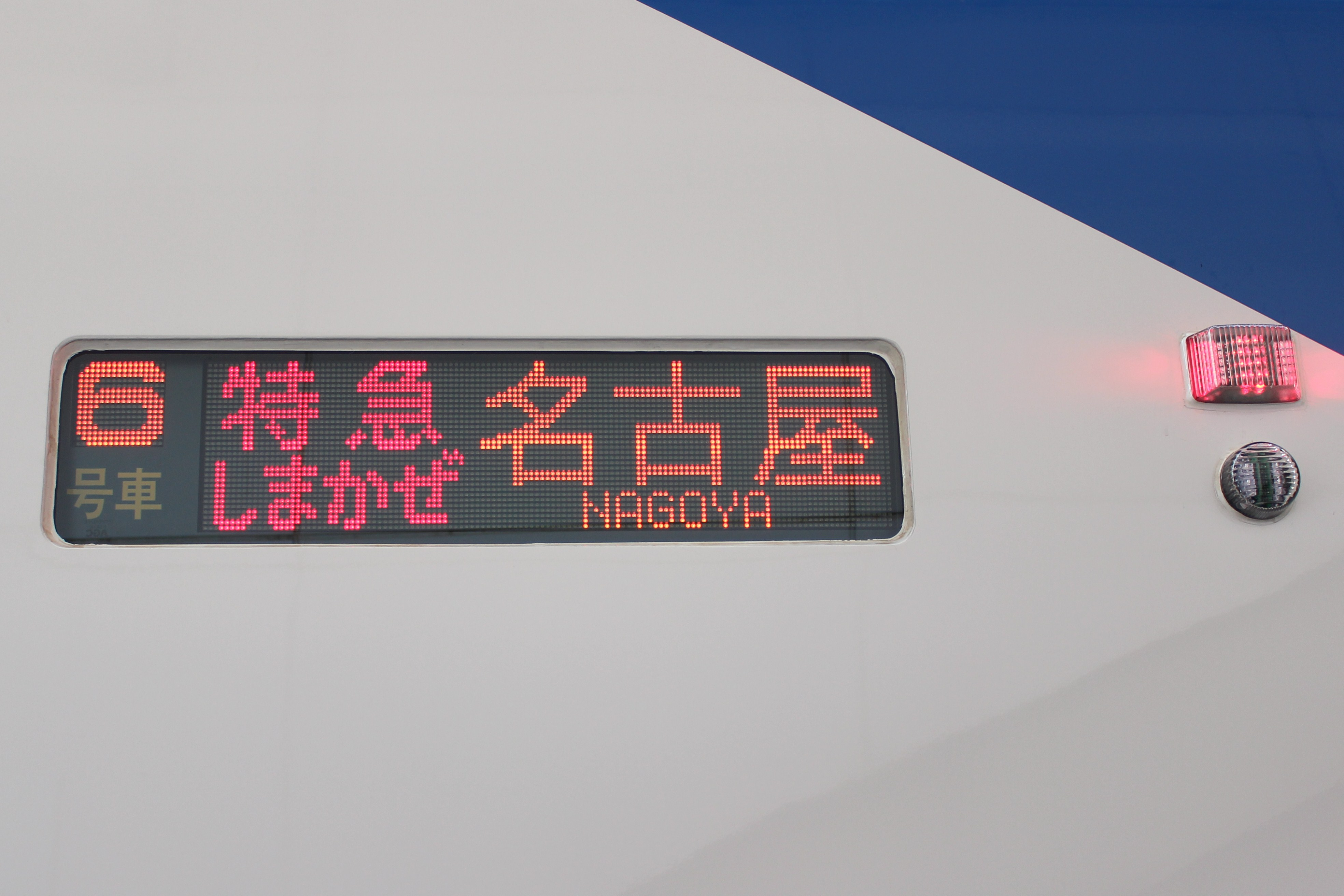
3色LED式行先表示器 車側表示灯カバーは無色透明となった

## 車内

### 客室
車内構成は大別すると、両先頭車のハイデッカータイプのプレミアムシート車両、平床タイプのプレミアムシート車両、グループ専用車両（個室、サロン）、カフェ車両の4タイプに分類できる。
照明は消費電力の低減による環境的配慮からLED照明を主に使用したが、従来の蛍光管に比べて機器を薄くすることが可能となり、荷棚の厚さや天井高さに対して有効に作用した。座席は住江工業製。

#### プレミアムシート車両

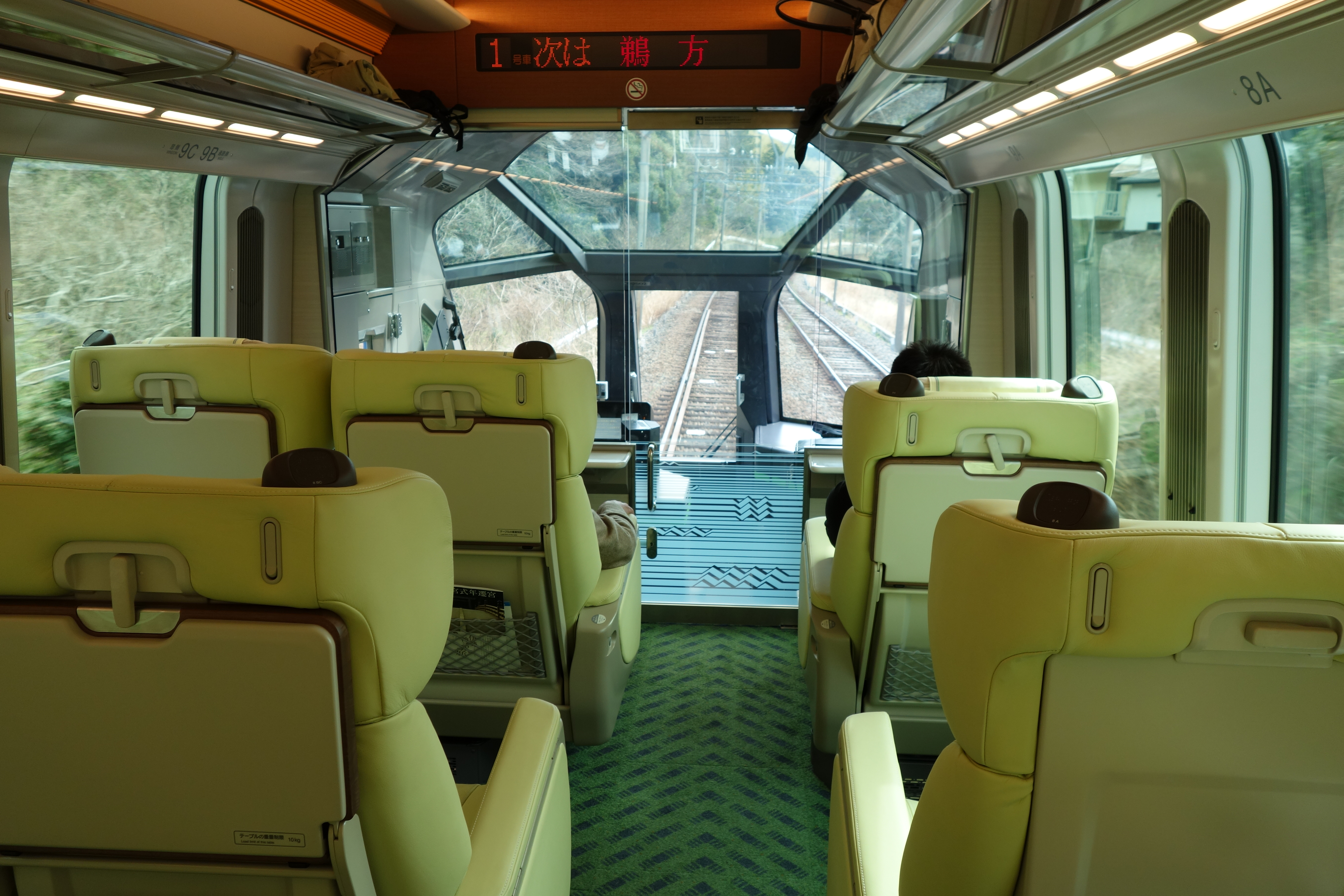
前面展望

両先頭車はハイデッカー車両で、運転席直後に出入台を設けず、展望性重視として客室を配した。床面高さは平床と比べて+720mmで、天井高さは2,220mmをとり、ダブルデッカーの2階席に近い高さからの眺望と平床の21020系に匹敵する室内高を確保した。窓高さは大きく引き上げられ、床面高さから窓下辺までは500mmで座席の肘掛よりも低い位置にあり、展望車両としての機能を付加した。車内構成は20000系中間車に準ずるが、先述のLED採用もあって荷棚等の厚さが薄くなり、空間が拡大された。荷棚奥行きは狭いため、室外にロッカーを設けた（後述）。荷棚照明は平床車に準ずる。天井飾り板に車内放送用のスピーカーをビルトインし、表面はやまぶき色である。天井は空調吹出口の設置が出来ないため、20000系と同じく窓柱部分に設けた。また、平床車荷棚には、個別空調も設置された。床面は平床車も含めて全面カーペット敷きで、緑主体の模様入りとした。なお、進行方向に向かう場合の運転台直後の席番は、賢島行きが9A、9B、9C、大阪難波、京都、名古屋行きが1A、1B、1Cとなる。ほかにも、ワゴンによる車内販売を実施するため、客室とデッキとの仕切り部にはワゴン専用の昇降機を設置してある。
中間車は基本的な構成は22600系に準ずるが、デザイン処理を大きく変更した。天井間接照明はほぼ22600系と同様だが、荷棚照明は直接照明で、1窓につき4灯が配列された。荷棚は30000系中間車以来でガラスを使用し、個別空調も設置した。窓高さは22600系よりも押さえられて950mm（-15mm）だが、床面高さから窓下辺までは650mm（-75mm）で眺望性が向上した。天井高さは2,260mmを確保した。室内のカラーコードはダブルデッカー車に準ずる。
天井間接照明、荷棚照明は、走行中は電球色、停車中は昼白色に変化する。カーテンは全席電動式ロールカーテンとされ、伝統的に横引き式を採用してきた近鉄特急にあって大きく方針転換された。このため、窓柱にはカーテンの上昇下降スイッチが設けられた。客室扉はガラス製の横縞の模様入りである。片開き式を基本とするが、モ50500形賢島寄りは車椅子利用に配慮して両開き式である。扉上部には22インチLCD式表示器とその横にLED式号車表示器およびトイレ使用表示灯が併設された。なお、ハイデッカー車内の妻壁扉上はLCD式モニタではなく、大型の3色LEDモニタが設置されている。

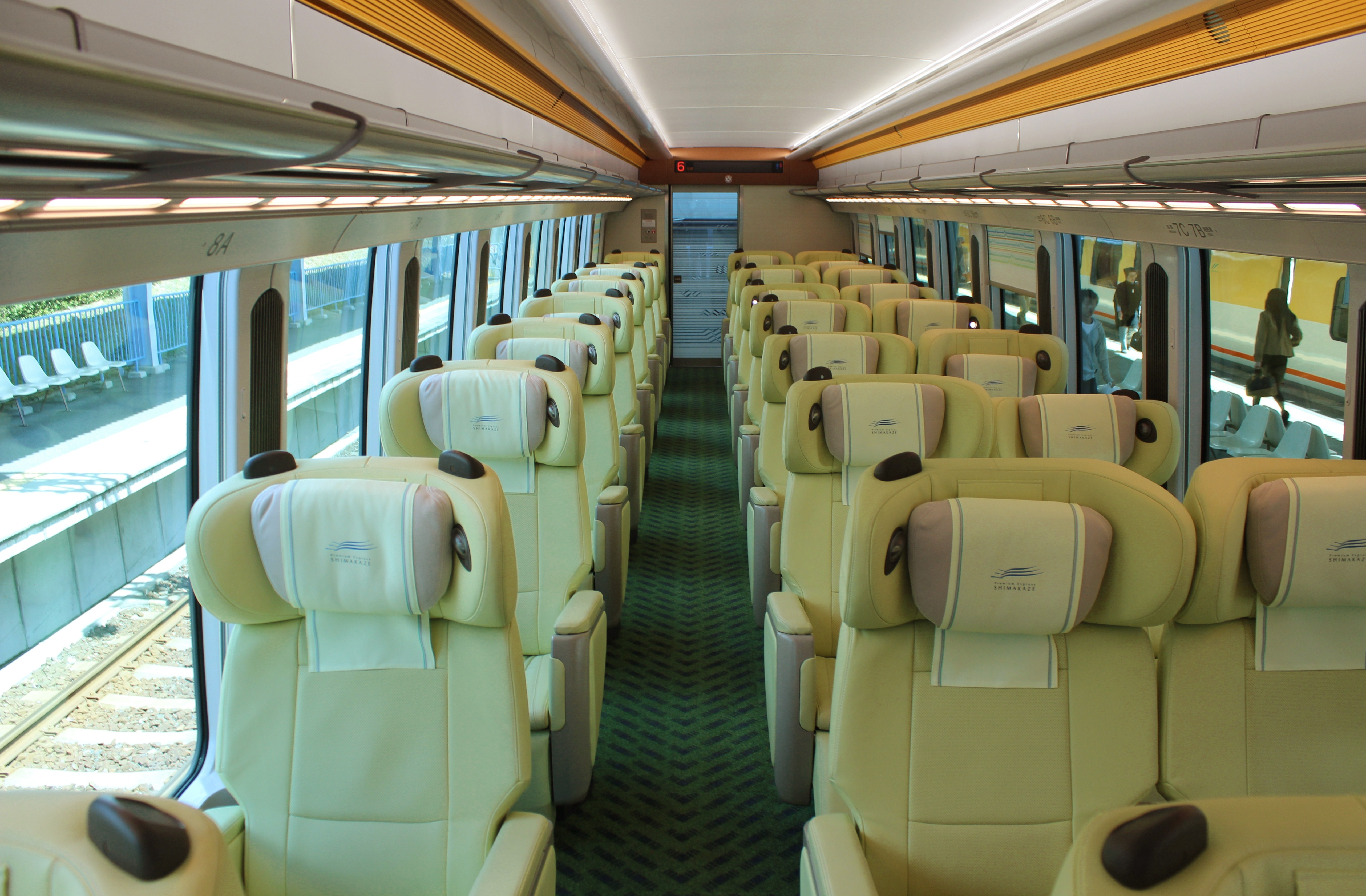
ハイデッカー車両客室
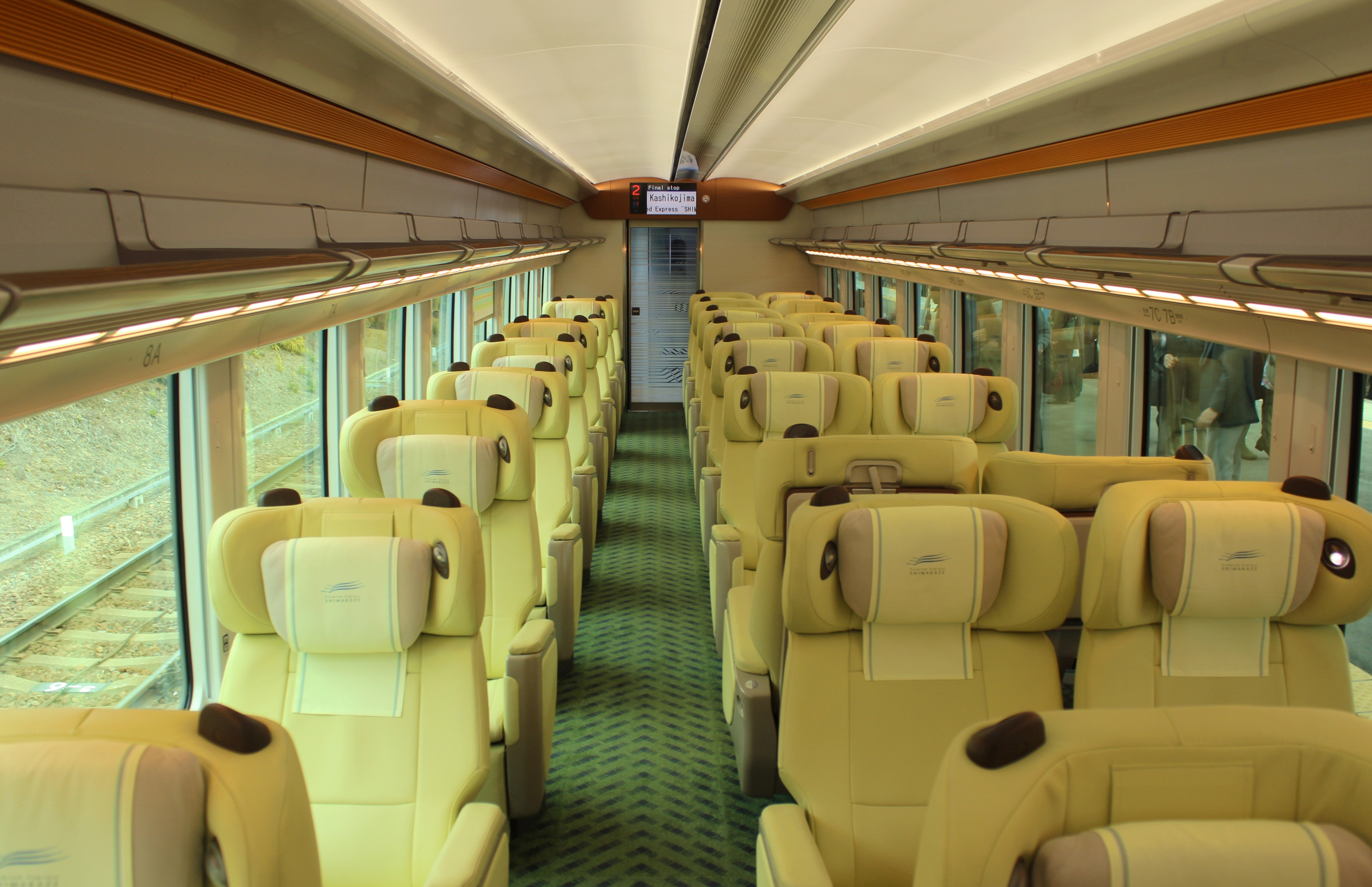
平床車両客室
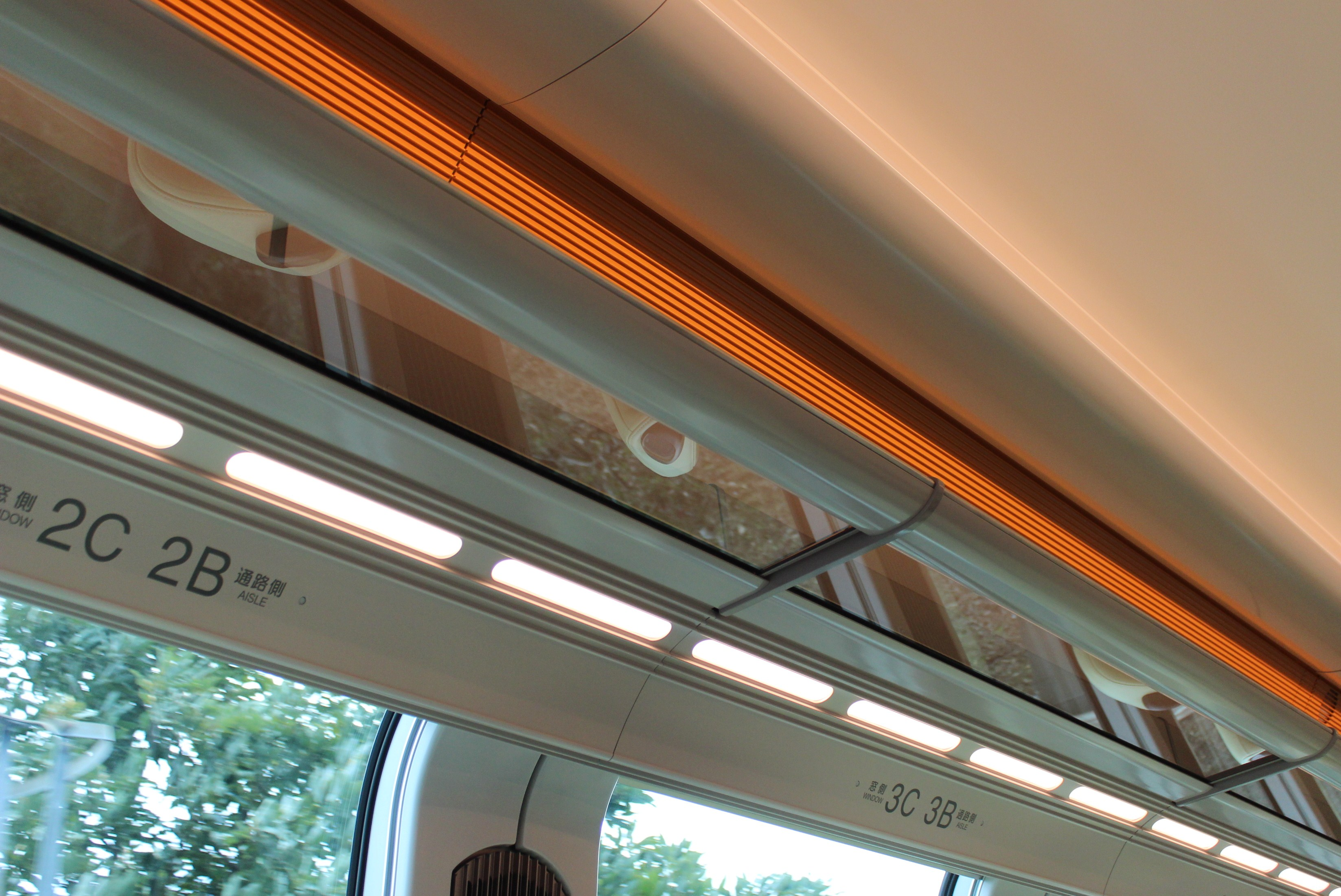
展望車の荷棚とLED照明
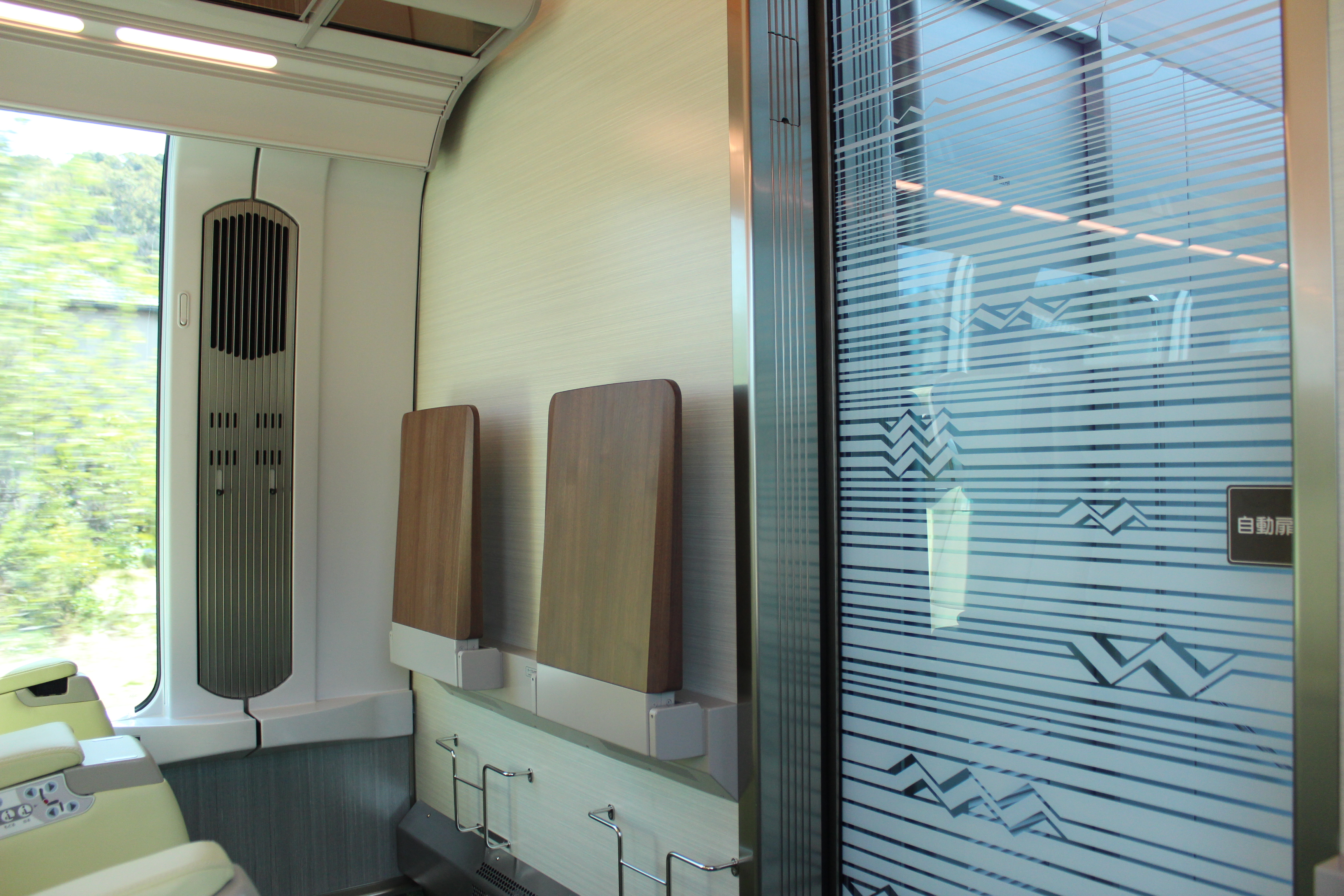
妻壁の折りたたみ式テーブル ドアは波模様入のガラス製
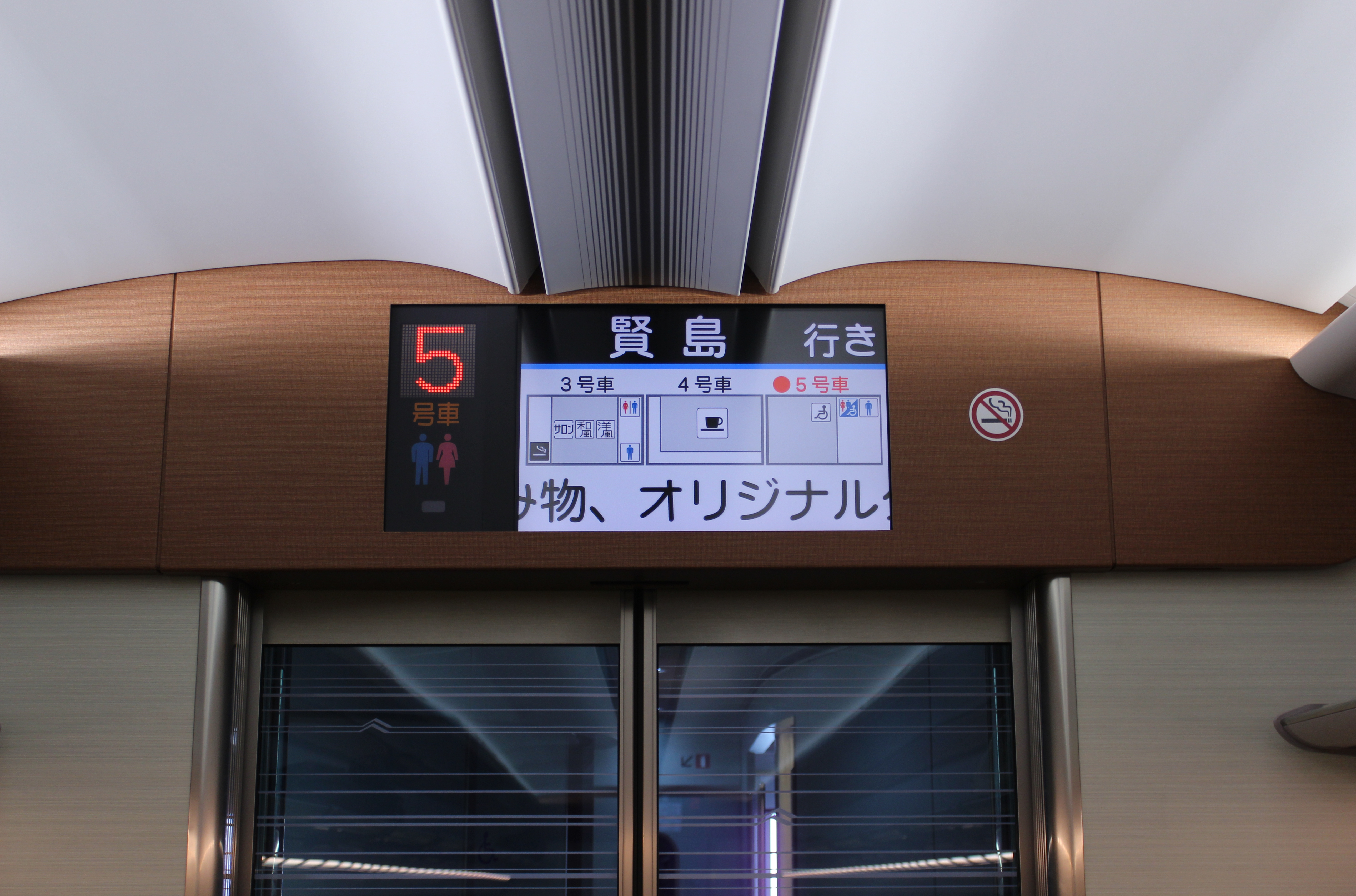
中間車にあるLCD式22インチモニタ

プレミアムシートには本革を使用しており、ふくらはぎを支える電動レッグレストが装備されている。鉄道車輌として初めてとなるシート背もたれにエアクッションを設置し、腰部の硬さを調整するランバーサポート機能やリラクゼーション機能も備えている。また、可動式読書灯や肘掛下部にコンセントも設置されている。座席背面には大型テーブルを設け、ひじ掛け内にも折りたたみ式テーブルを設置のうえ、テーブル表面に天然木を使用した。なお、背面テーブル使用時には座席回転は不可となり、また、進行方向に対して座席を後ろ向きにセットした場合や進行方向であっても席が向かい合っている場合はレッグレストの使用は不可となり、操作ボタンを押しても反応しない。座席回転はペダル式ではなく、ひじ掛け後方のボタンを長押しすると、緑色のランプが点灯して回転する方式である。
シートピッチは1,250mmに拡大され、JRグループの一般的なグリーン車をしのぎグランクラスに迫る居住空間を確保した。このため定員が極端に減少しており両先頭車が1両につき27人、平屋車両が1両につき30人（車椅子対応車は28人）となった。
車椅子対応車両は賢島方から2両目の車両で、山側2席分が設けられた。席番は32Cと33Cとなる。座席は一見すると一般のプレミアムシート同様だが、座席背面や脚台に車椅子固定用のベルト関係品が装備される。

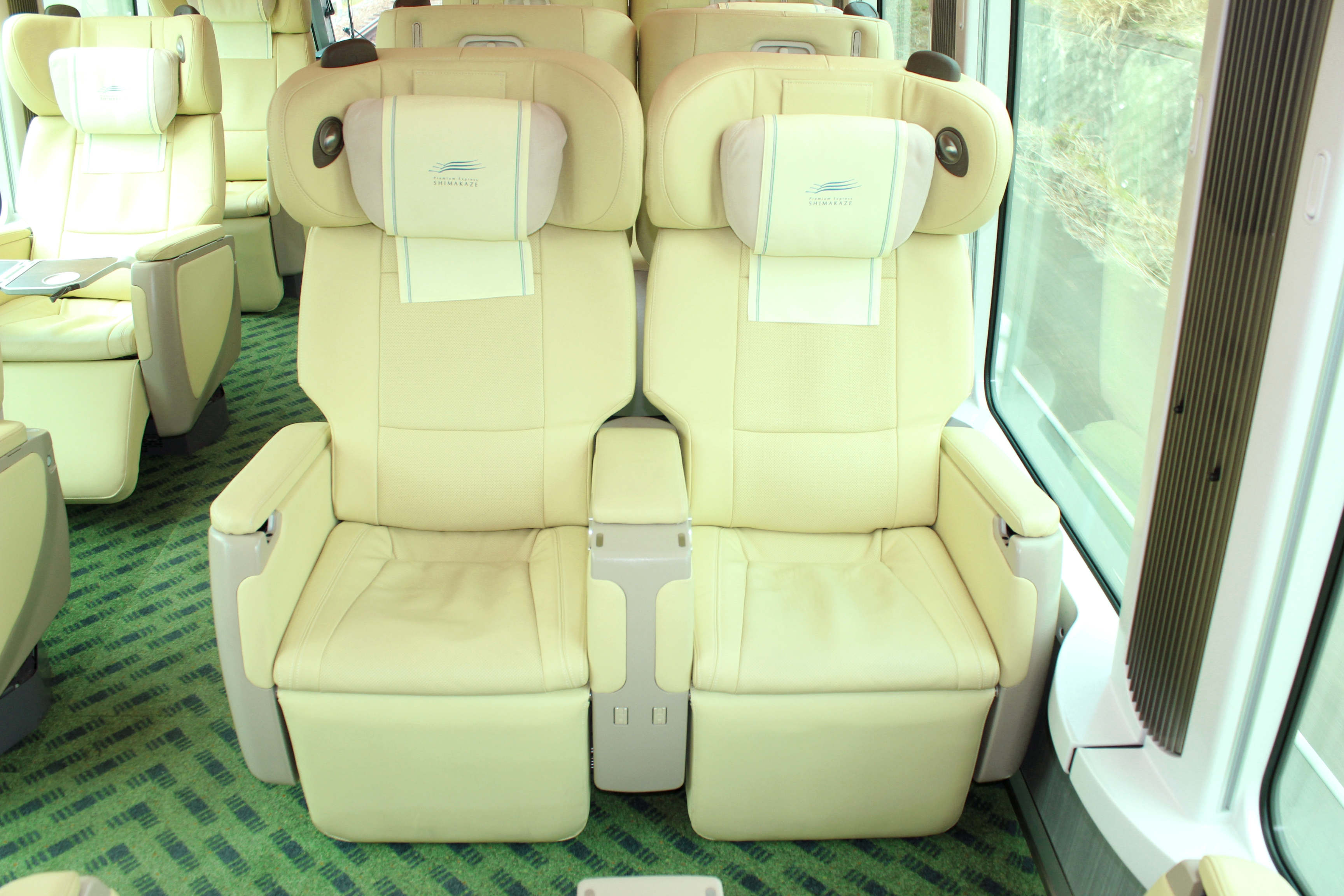
2人掛け席
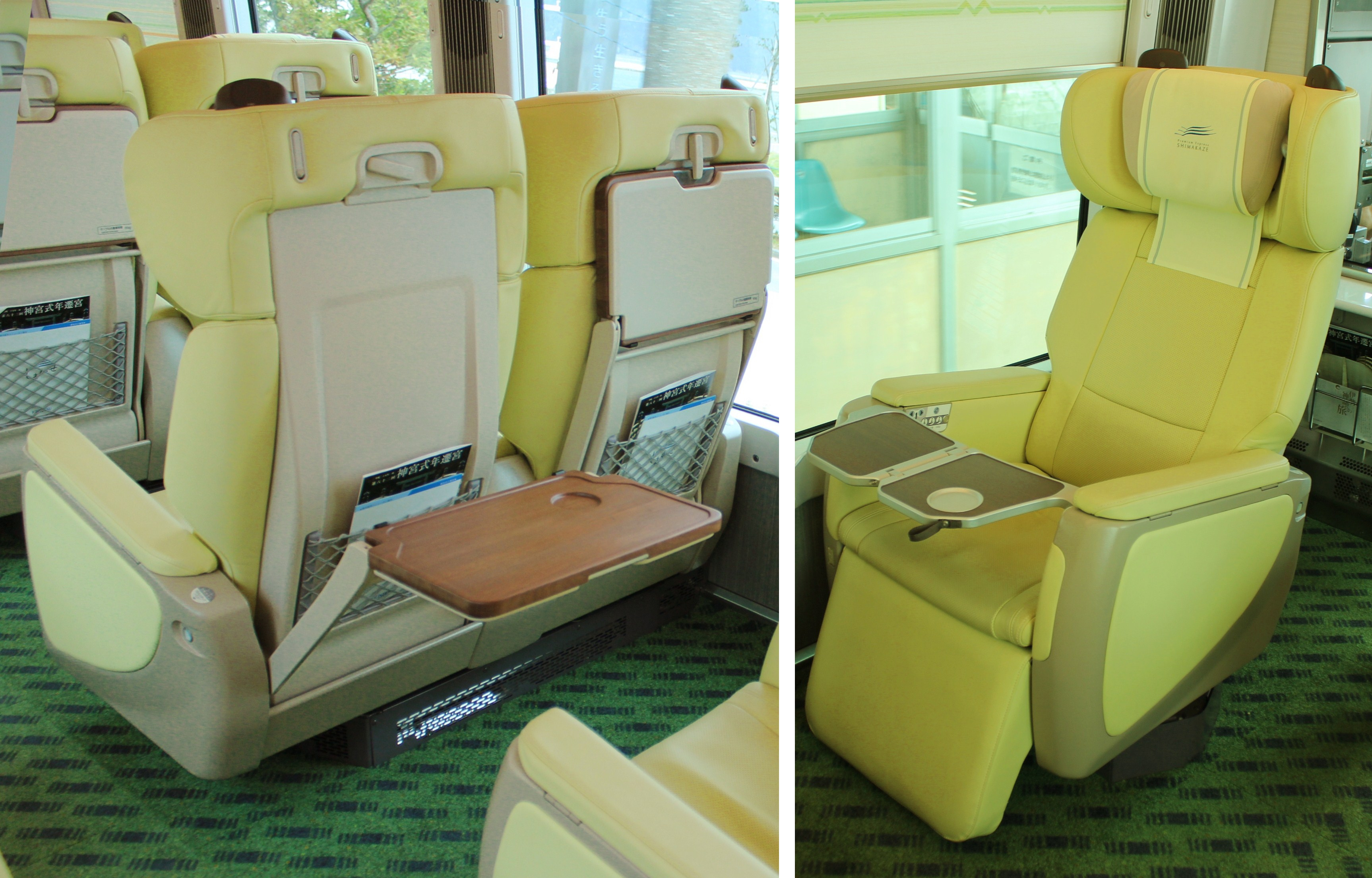
座席背面とひじ掛け内蔵形テーブル
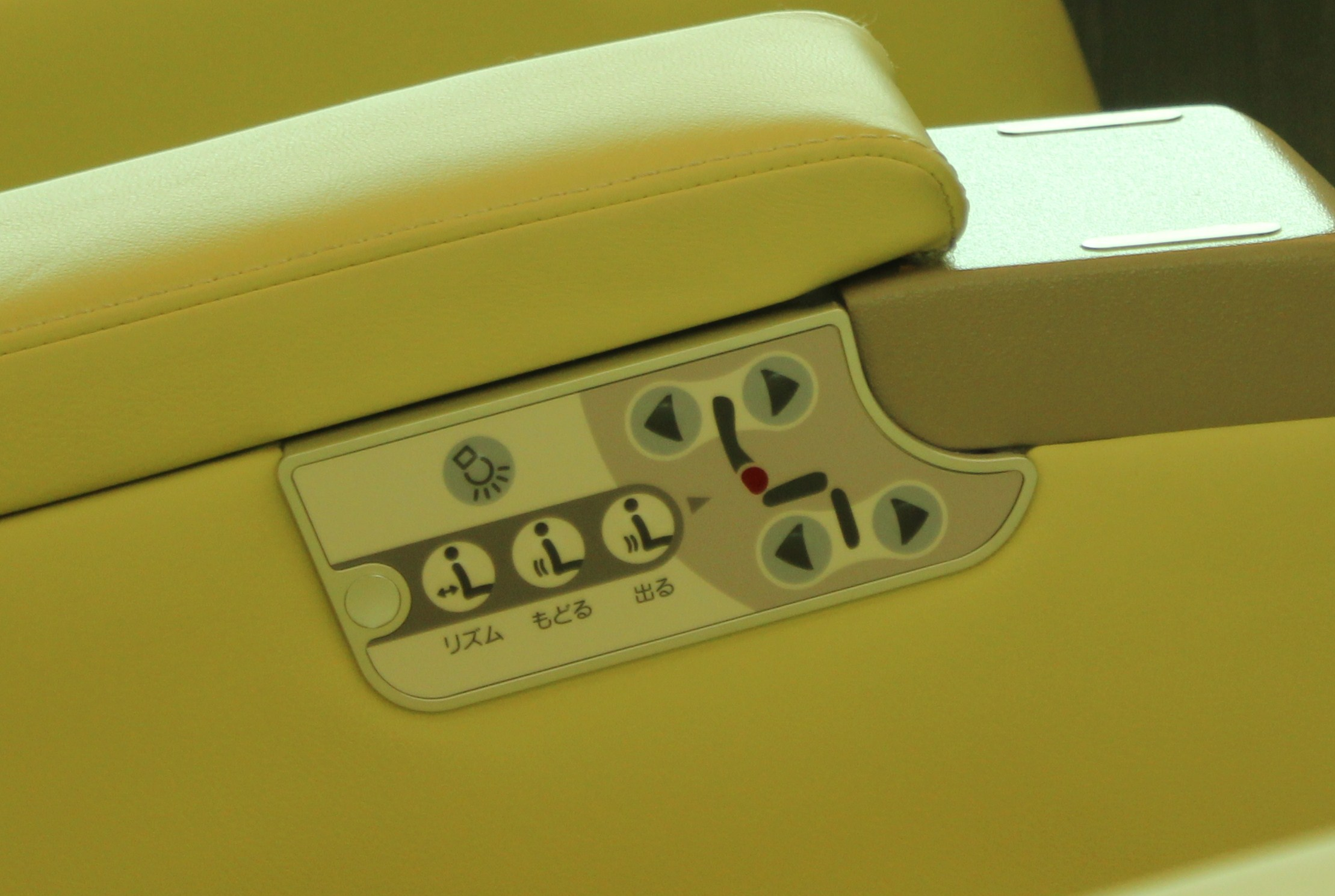
コントロールパネル
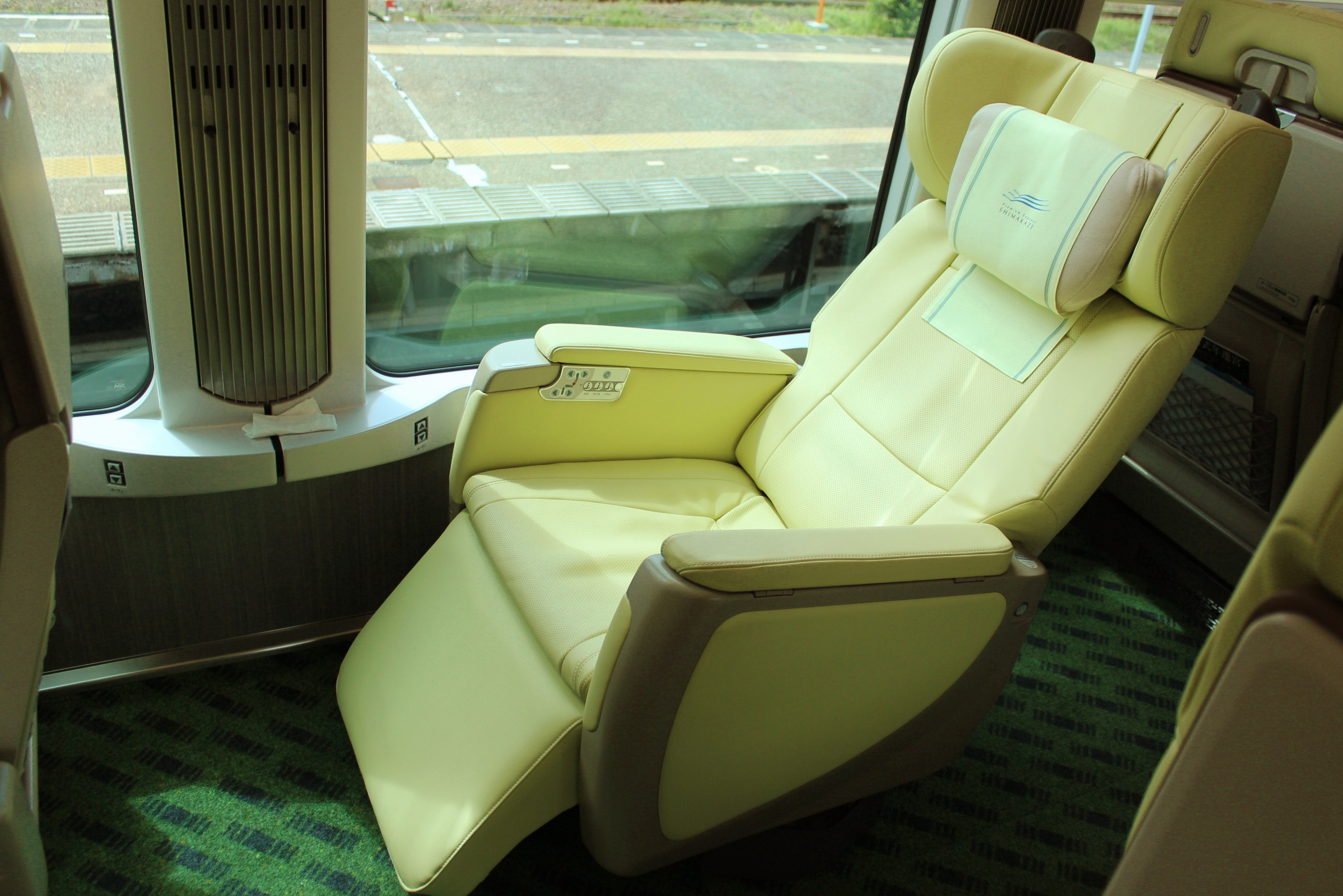
レッグレスト
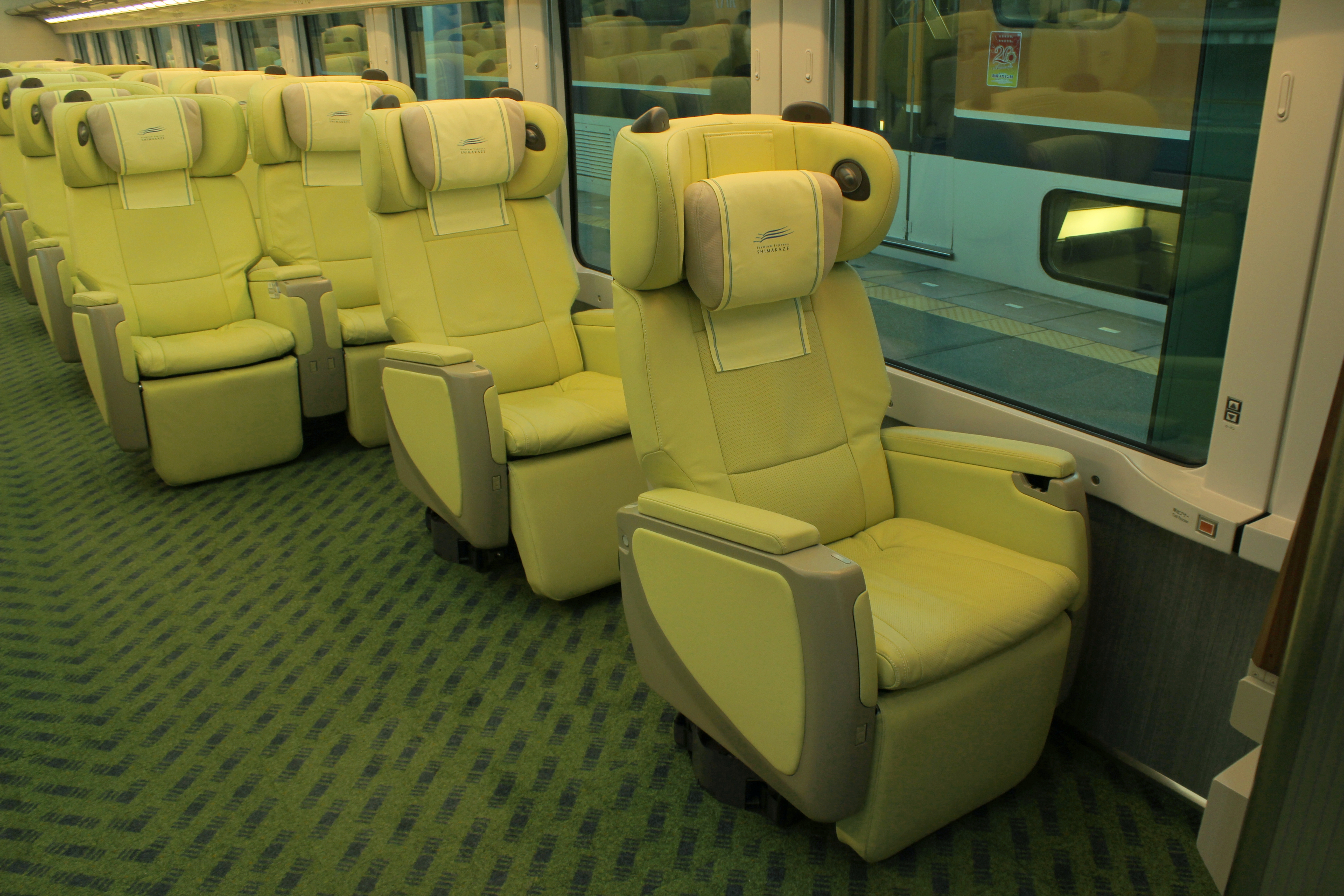
車椅子対応座席

#### グループ専用車両
グループ車両は、車両中央の出入台を挟んで大阪難波、京都、近鉄名古屋側に6人用サロン席を3か所と喫煙室、賢島側に和洋各個室を2室設けた。また、サロン席は山側、個室はその反対側に通路を配した。
サロン
サロン席はヨーロッパの客車を連想させるコンパートメント形式で、ガラスの簡易仕切りを設けた。天井はドーム型で、頭上にガラス張りの荷棚を設けた。座席間に大型テーブルを設けた。座席は6人仕様だが、発売は4人から可能である。

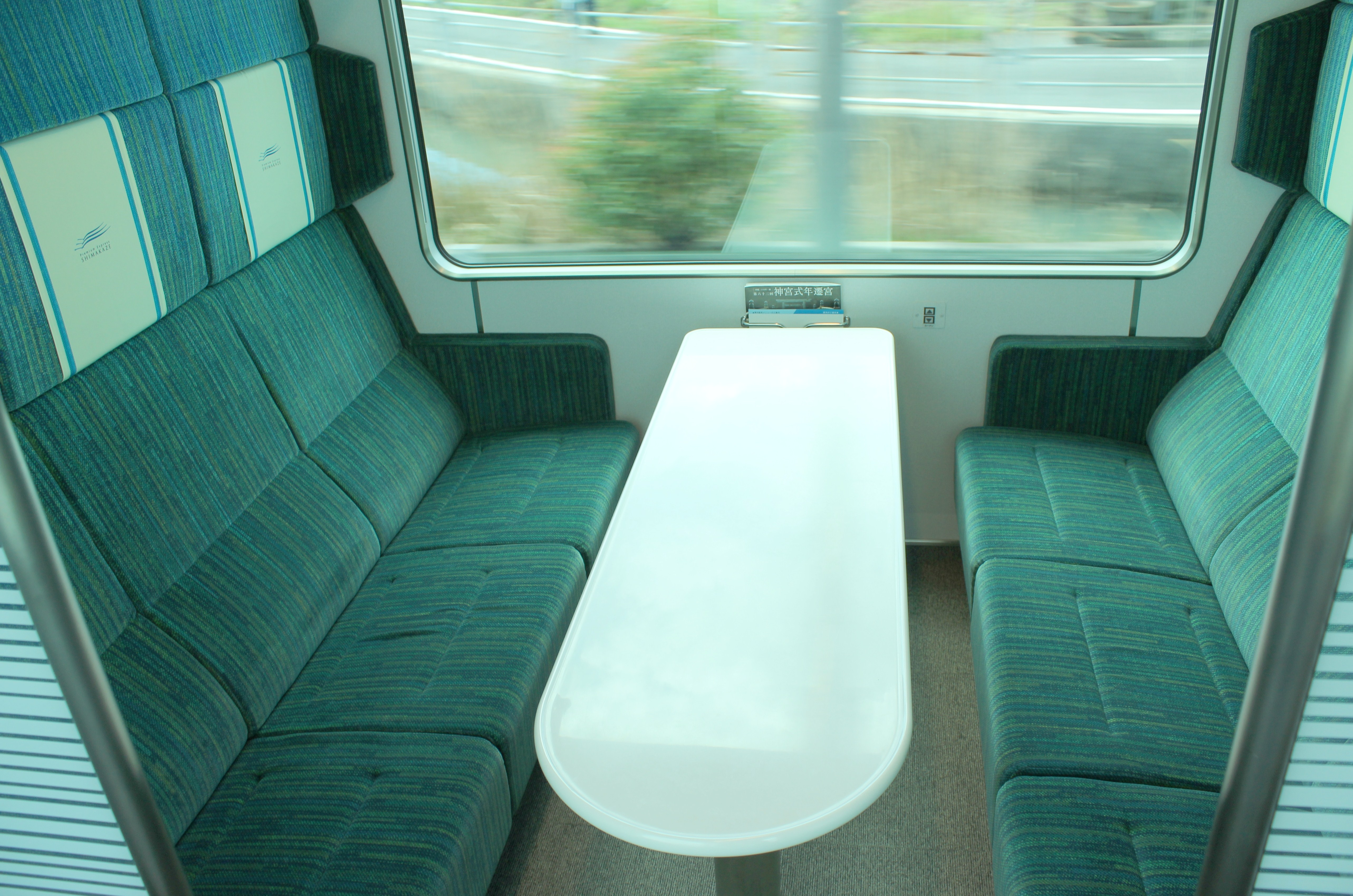
サロン
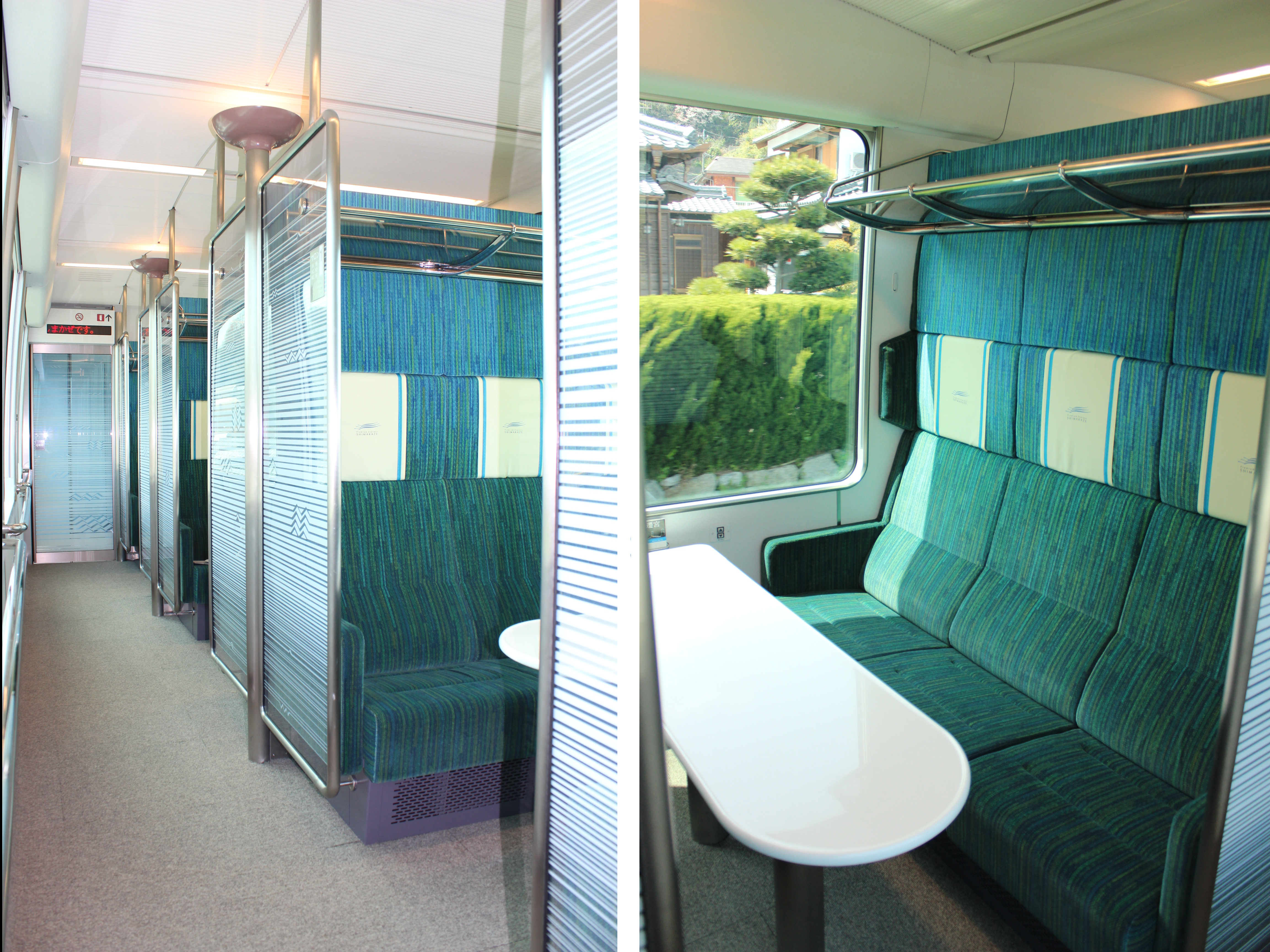
サロン内と通路
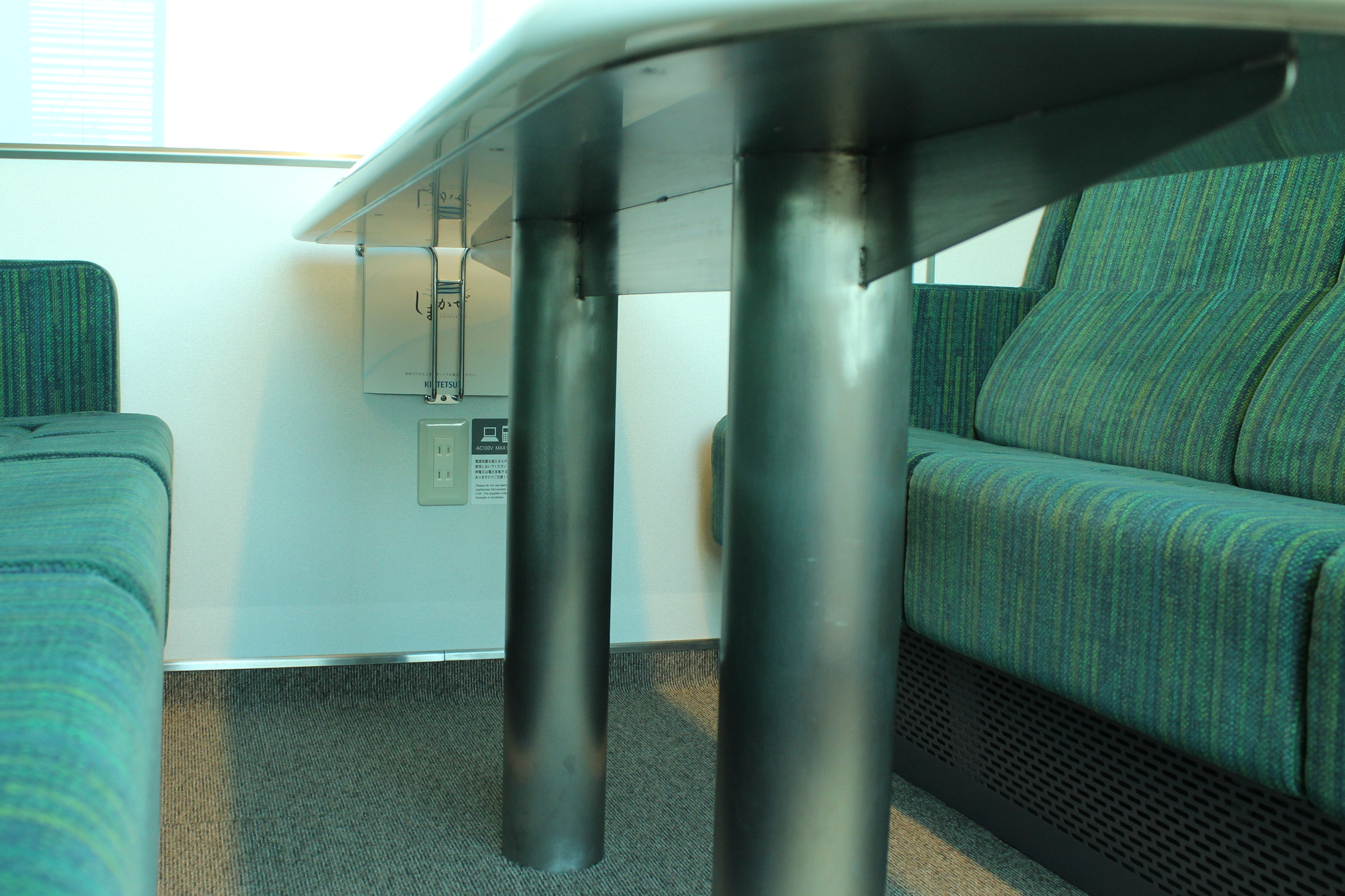
側壁に電源コンセントを設置
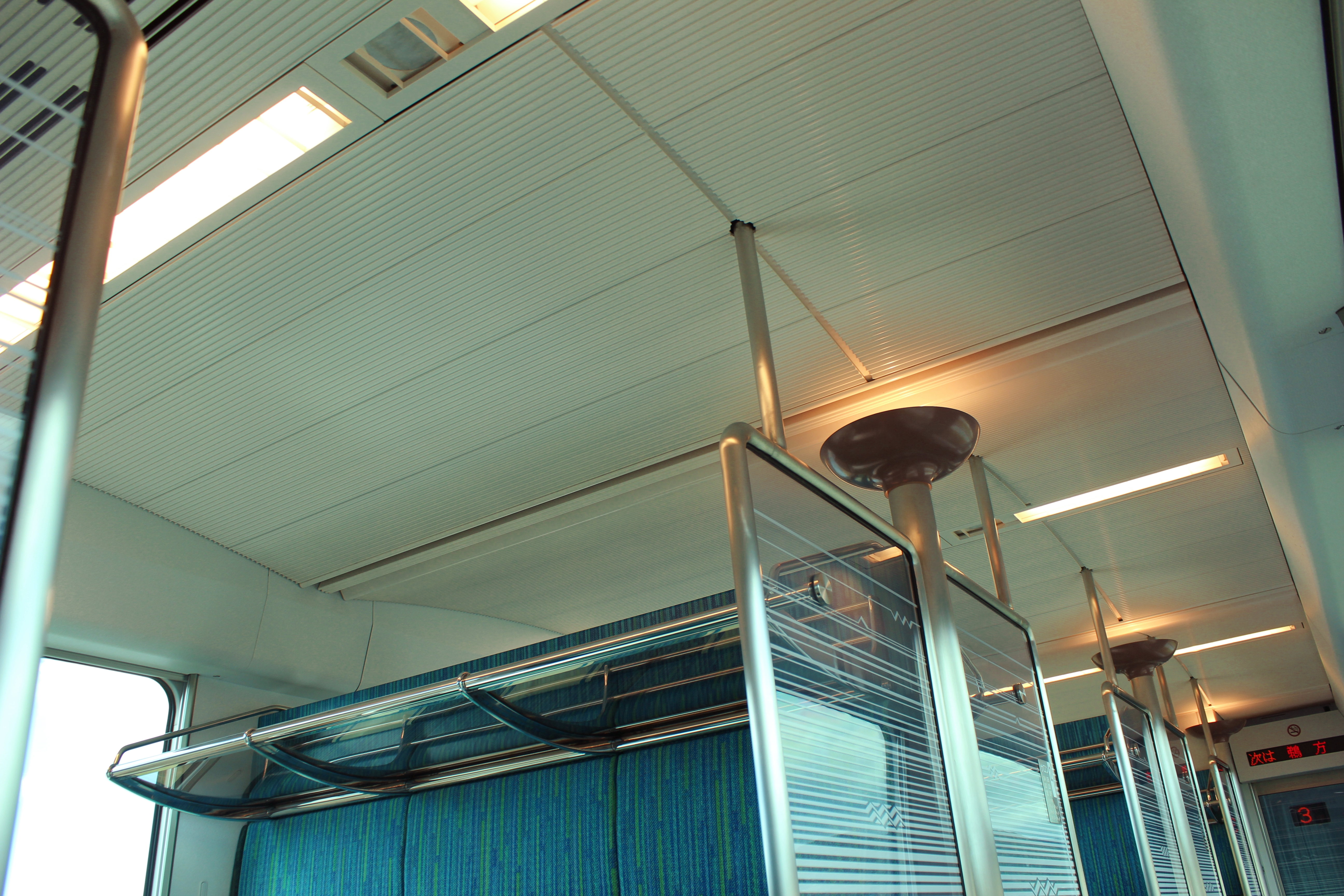
ドーム状の天井

個室

個室は、靴を脱いでくつろげる掘りごたつ風の「和風個室」とリビングのようにゆったりとした時間を過ごせる「洋風個室」が各1室ずつ用意されている。両個室ともカーテンは電動式ロールカーテンが採用され、プラズマクラスターや電源コンセントも用意される。そのほかに、カフェメニューのルームサービスが可能で、そのためにアテンダント呼び出しボタンが設置されている。また、個々の室内の温度調整が可能で、出入口付近の壁に設定器を設置している。定員は両個室とも4人であるが、3人から発売される。
和風個室は床の間のイメージで、照明は床から天井にかけて光の演出がなされ、この部分には花模様が描かれている。壁には観光情報や車載カメラからの映像等を流す液晶ディスプレイが設置されたほか、入口付近に下駄箱が設けられ、靴を脱ぐ玄関スペースが設けられた。座席は座椅子仕様で、左サイドの格子内にリクライニングボタンが内蔵されている。冬季は足下の冷えを防止するために、掘りごたつ部分の暖房を乗客の任意で行なうことが可能で（暖房運転時のみ）、そのためのフットヒータースイッチを壁際に設けている。また、第3編成の増備車では黒を主体としたモダン和風調のデザインに変更し第1・第2編成と差別化が図られている。
洋風個室はソファを大窓に向かってL字型に配し、車窓を正面から見ることが出来る。そのほかに、身だしなみを整えるための鏡（液晶ディスプレイも併せて設置）と小テーブルならびにスツール（肘掛のない椅子）が1つ用意されている。テーブルと背後の壁は木目である。

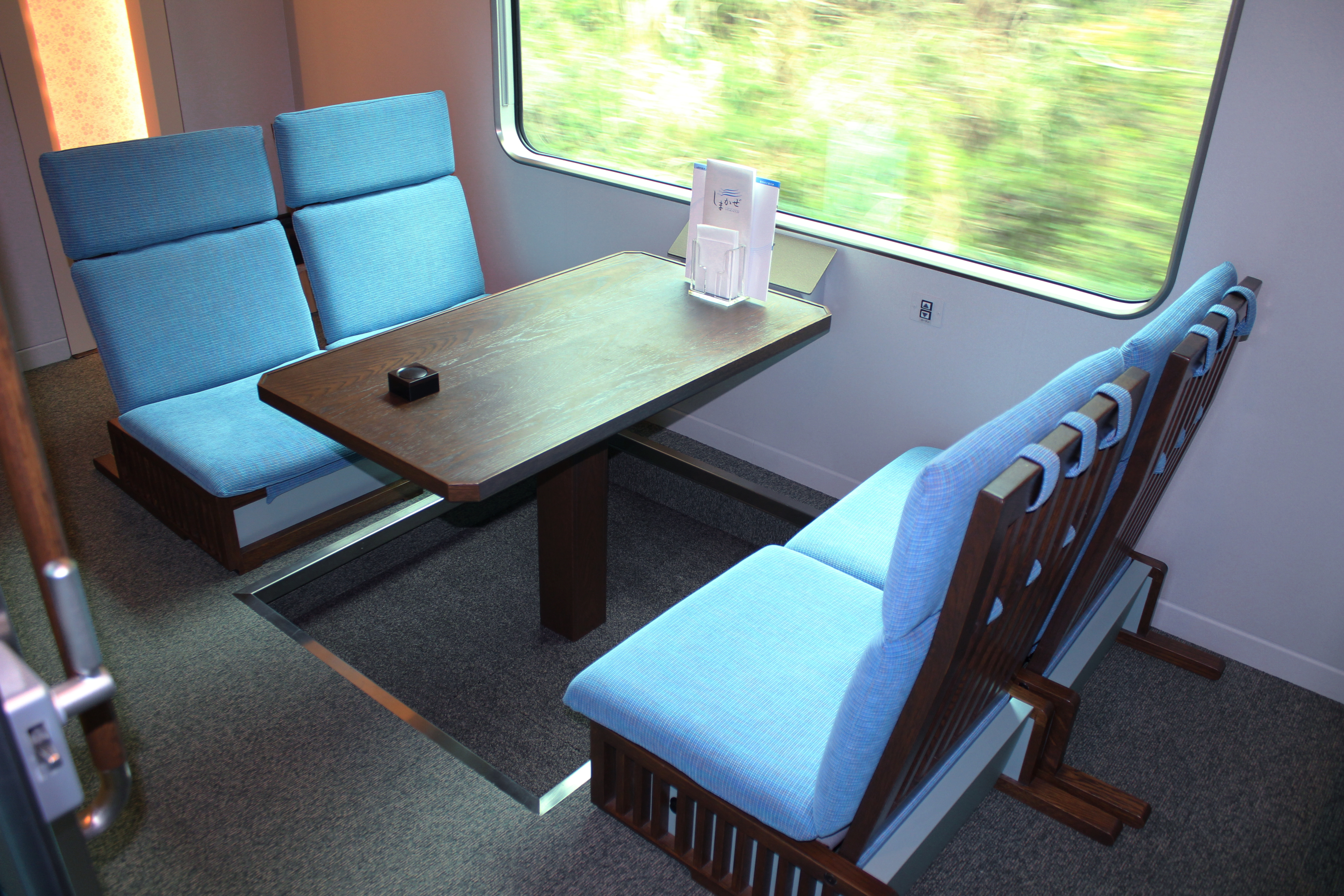
和風個室（第1・第2編成）
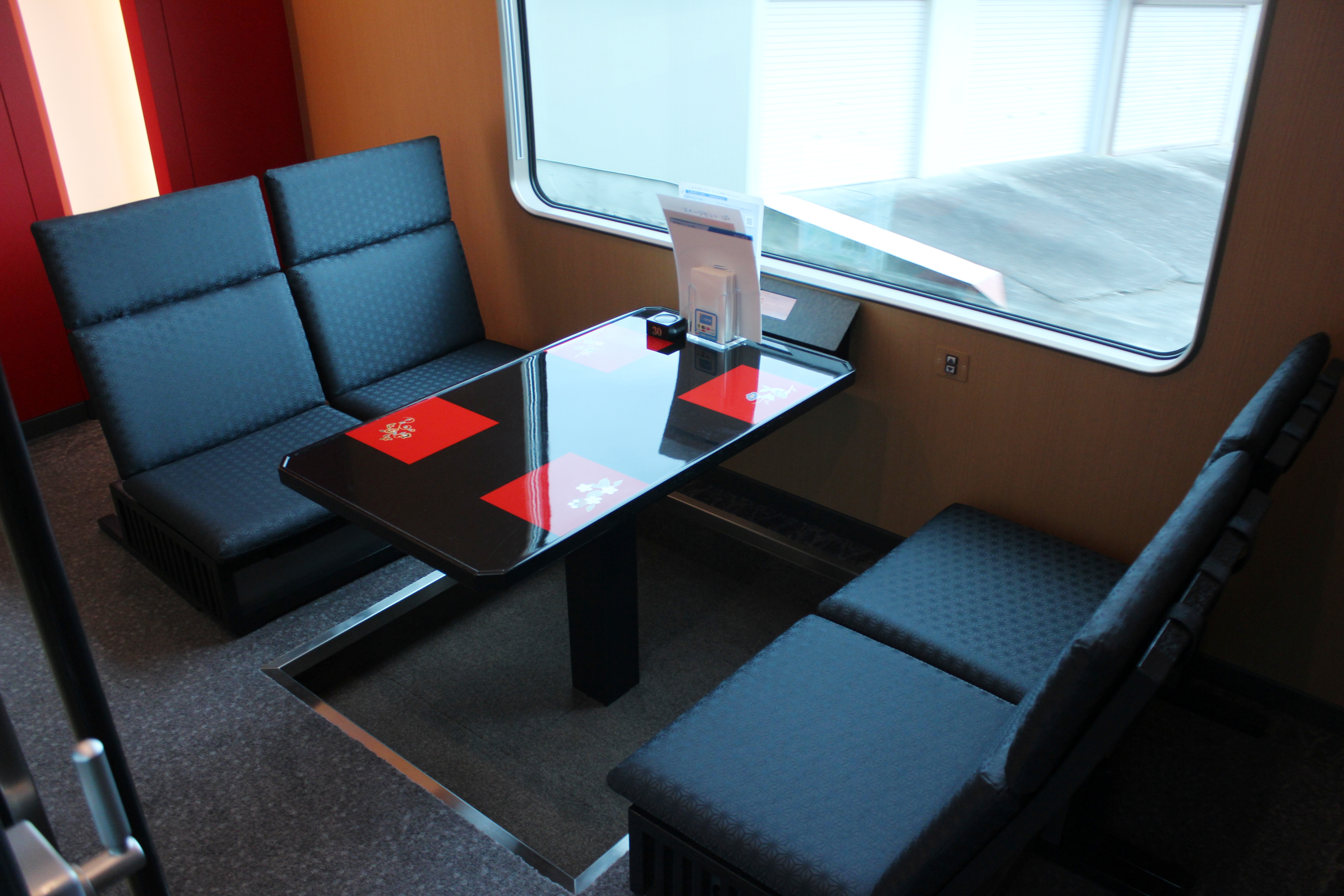
和風個室（第3編成）
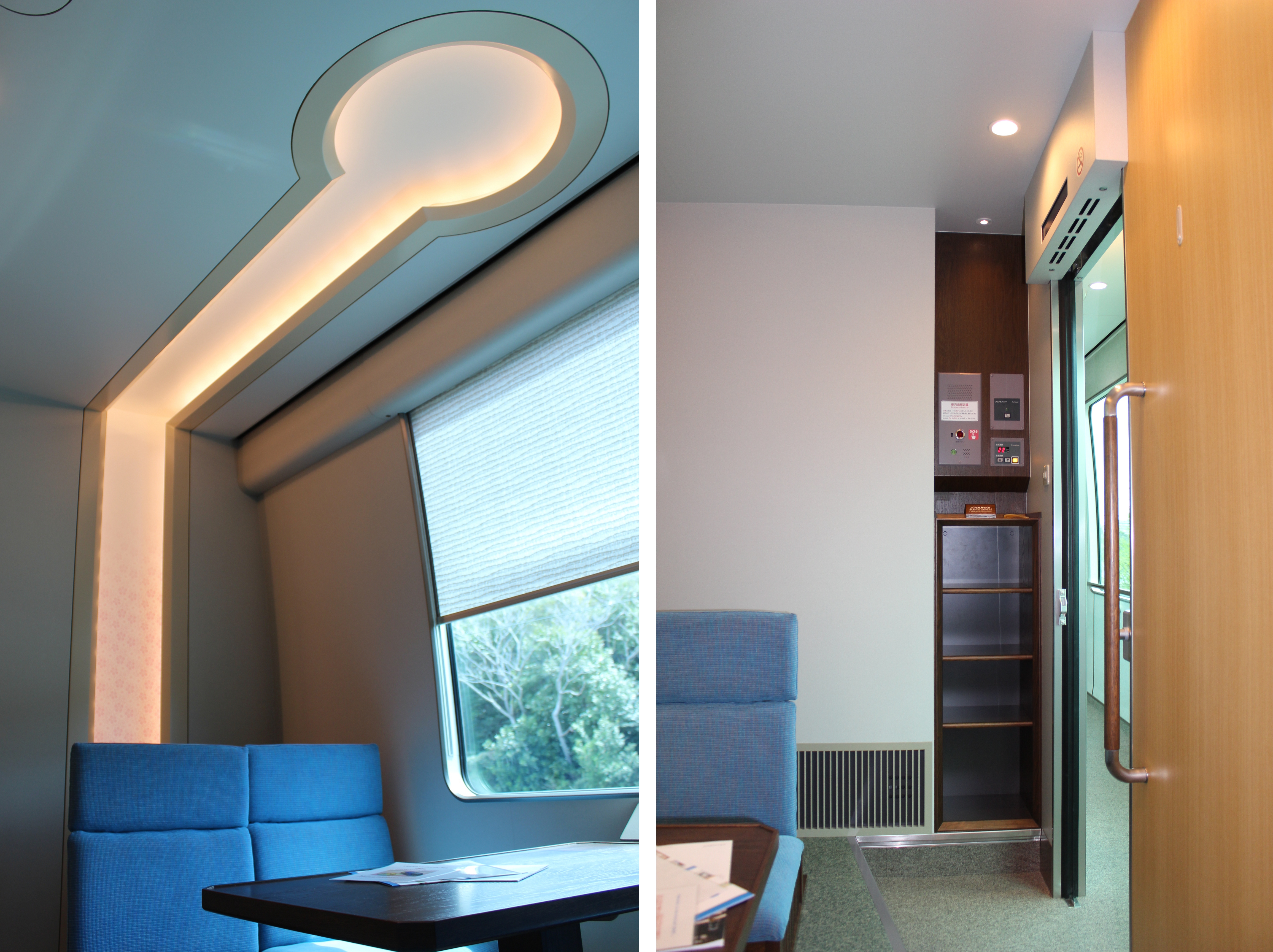
和風個室 特徴的な照明と下駄箱スペース
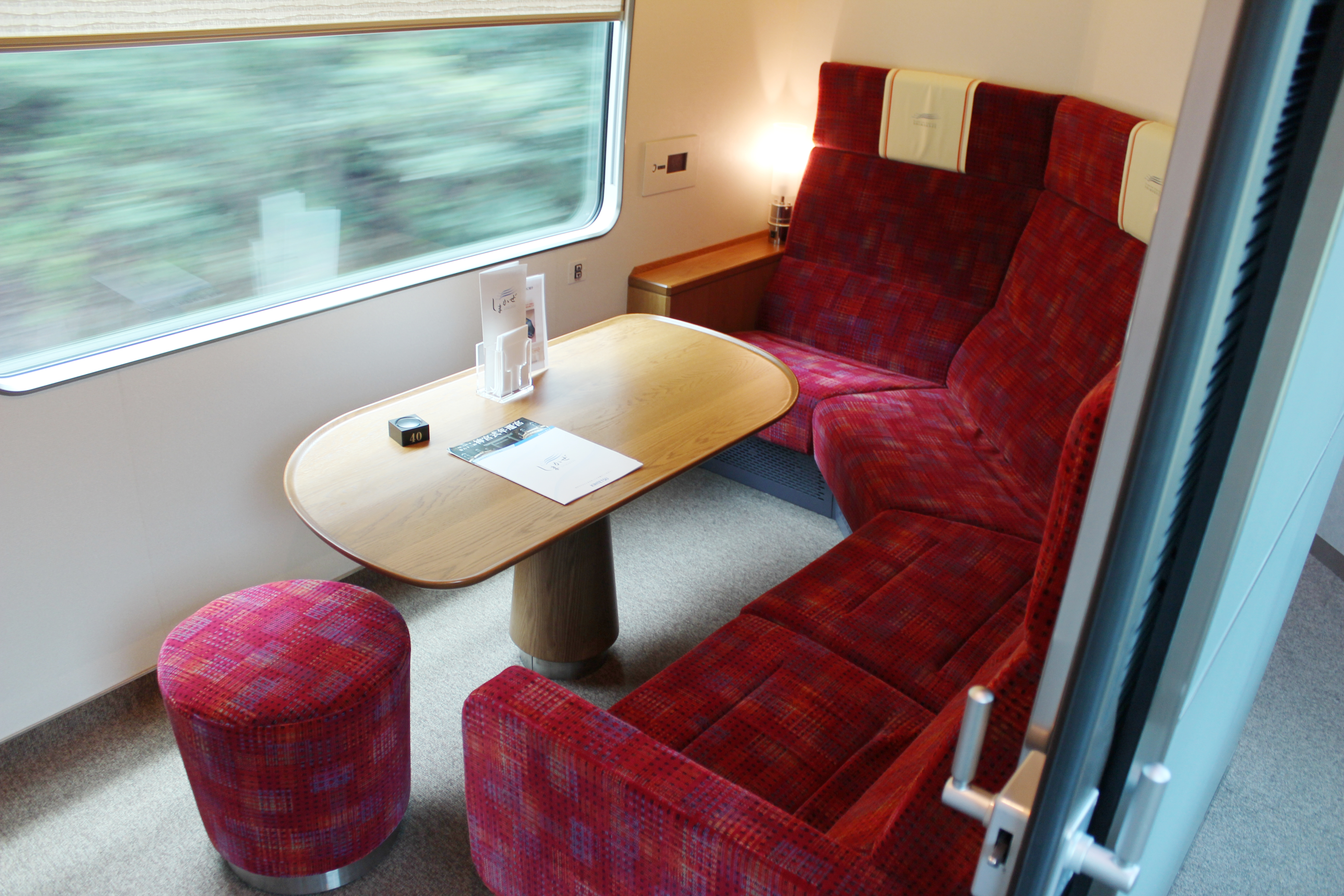
洋風個室 4人分のソファがL字状に並ぶ スツールも用意
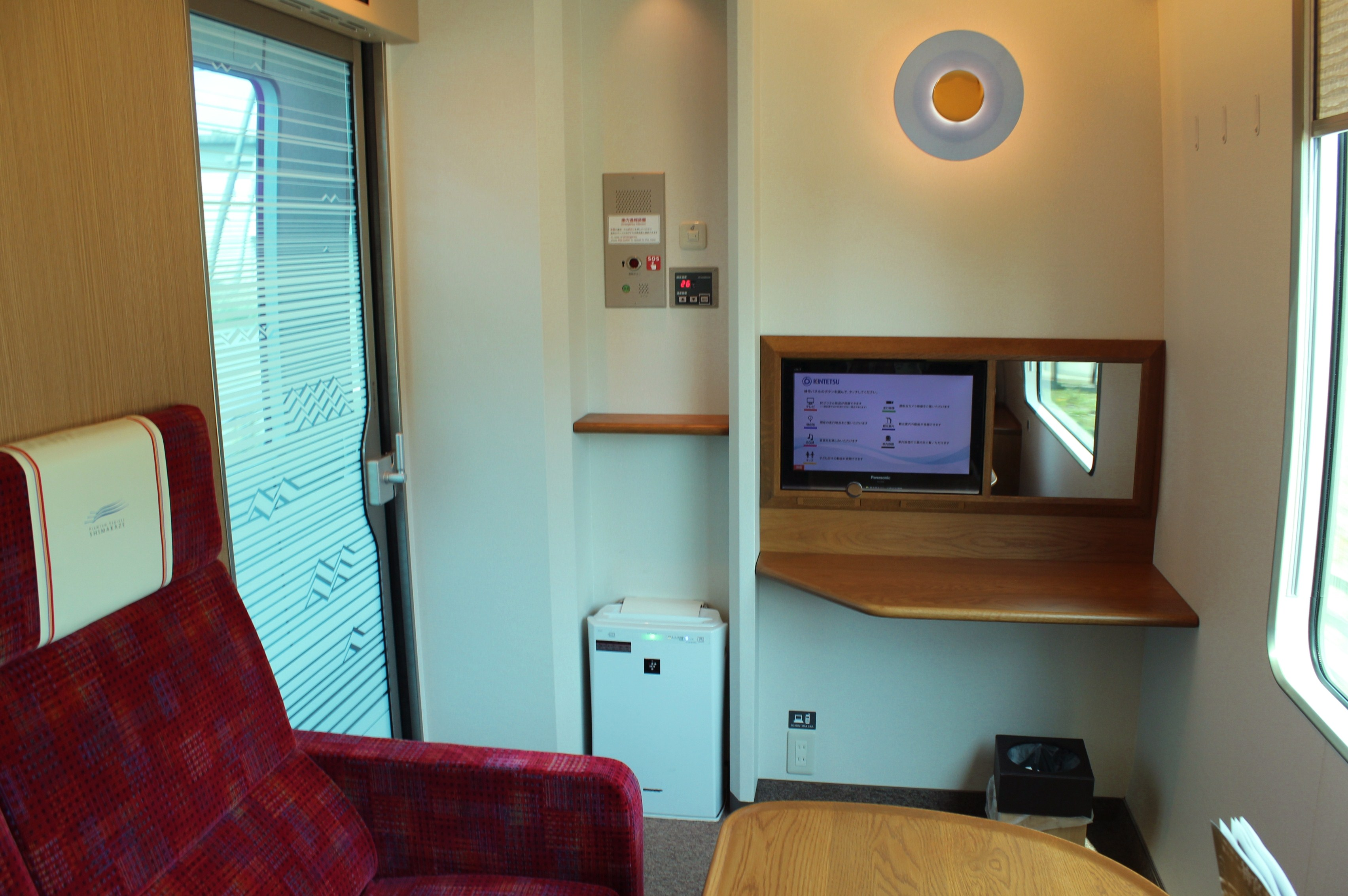
洋風個室 身だしなみを整えるための小テーブルと鏡も用意

#### カフェ車両
ダブルデッカー構造で、室内は全てフリースペースで座席の指定はない。1階・2階ともにカフェ室で、海側には平床通路を設けて階段を上下しないで通り抜けることも出来る。2階は13席の回転椅子があり意匠性に富んだテーブルが伊勢湾側の窓に設置され、このため鳥羽付近では海の景色を眺めながら飲食できる。2階の椅子の色は、第1編成はオレンジ、第2編成は水色、第3編成は黄緑である。通路と2階は吹き抜けであるため、2階背面は解放感をともなう。アプローチの階段部と室内中ほどにプランターボックスを設置したほか、妻壁に液晶ディスプレイを設けた。1階はソファタイプの独立した席が6席あり、入口のガラス製のドアを閉めることによって個室化することも可能で、そのためにグループ利用も出来る。この室内のみ横引き式カーテンを設置した。またすべてのテーブル上に、メニュー注文時のアテンダント呼び出し用としてコールボタンを設けた。なお、第3編成の増備車ではデザインが和テイストのものに一新されている。
どちらの階も照明は主として天井間接照明で、窓柱部に意匠性に富んだ直接照明を設置した。空調吹出口は2階が足元、1階が窓上とテーブル下にある。1階・2階共に大阪難波・京都・近鉄名古屋寄り、賢島寄りのどちら側にも階段があるが、原則として賢島寄り（販売カウンター側）を常用として、大阪難波・京都・近鉄名古屋寄りは非常用の扱いである。特に1階の非常用階段は普段閉ざされており見ることができない。
大阪寄階段付近に手洗いカウンターを、賢島寄階段付近に車内販売準備室兼用の販売カウンターを設けた。準備室には標準的な装備のほか、ビールサーバーやコーヒーメーカーも設置した。近鉄特急で、調理を伴う供食設備を持つ形で製造された車両は、12000系・12200系（スナックカー）・18400系（ミニスナックカー）以来となる。 
出入台は賢島寄に設けられ、床面はエントランスとしての位置づけから他車同様に御影石を敷きつめた。

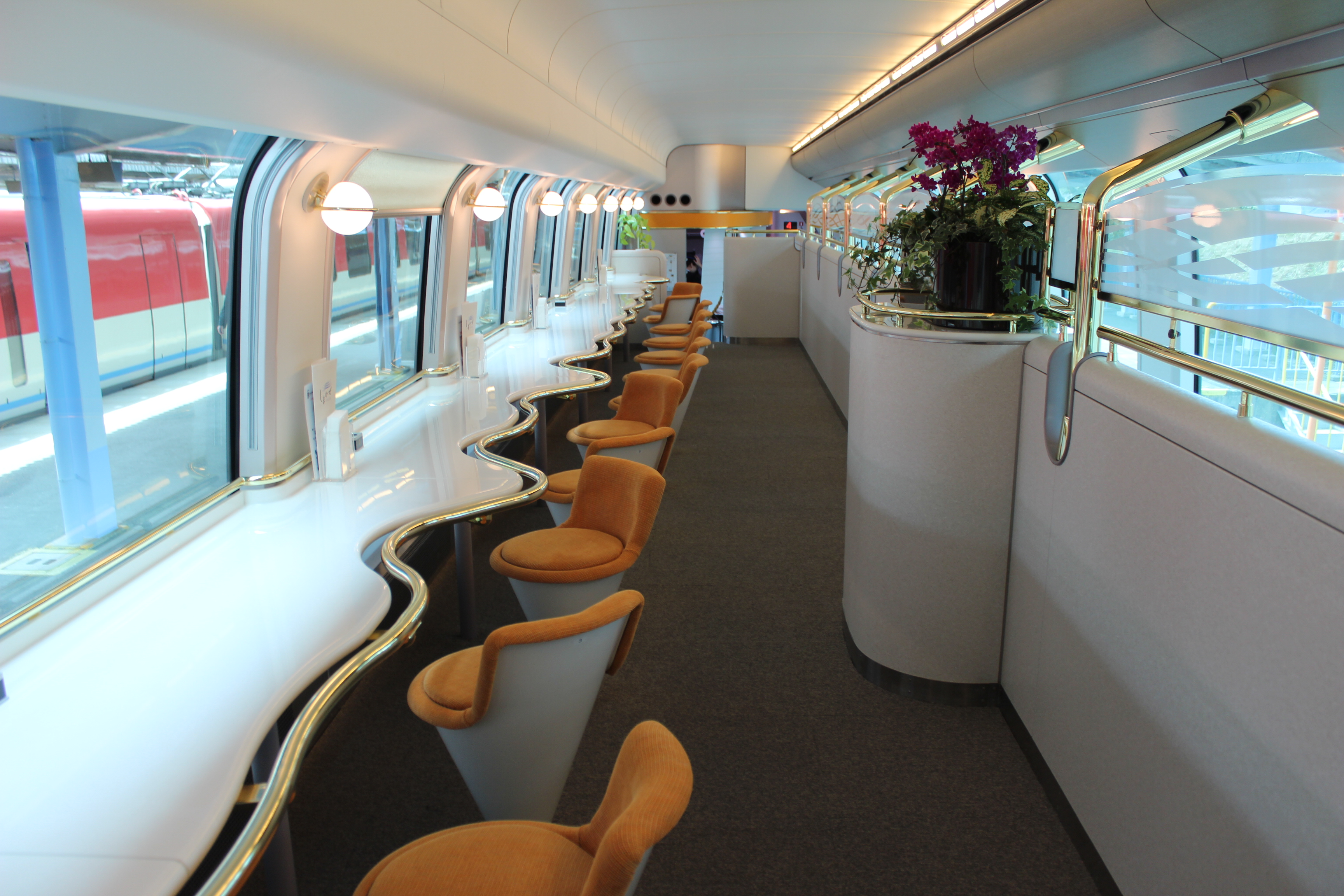
カフェテリア2階（第1編成）
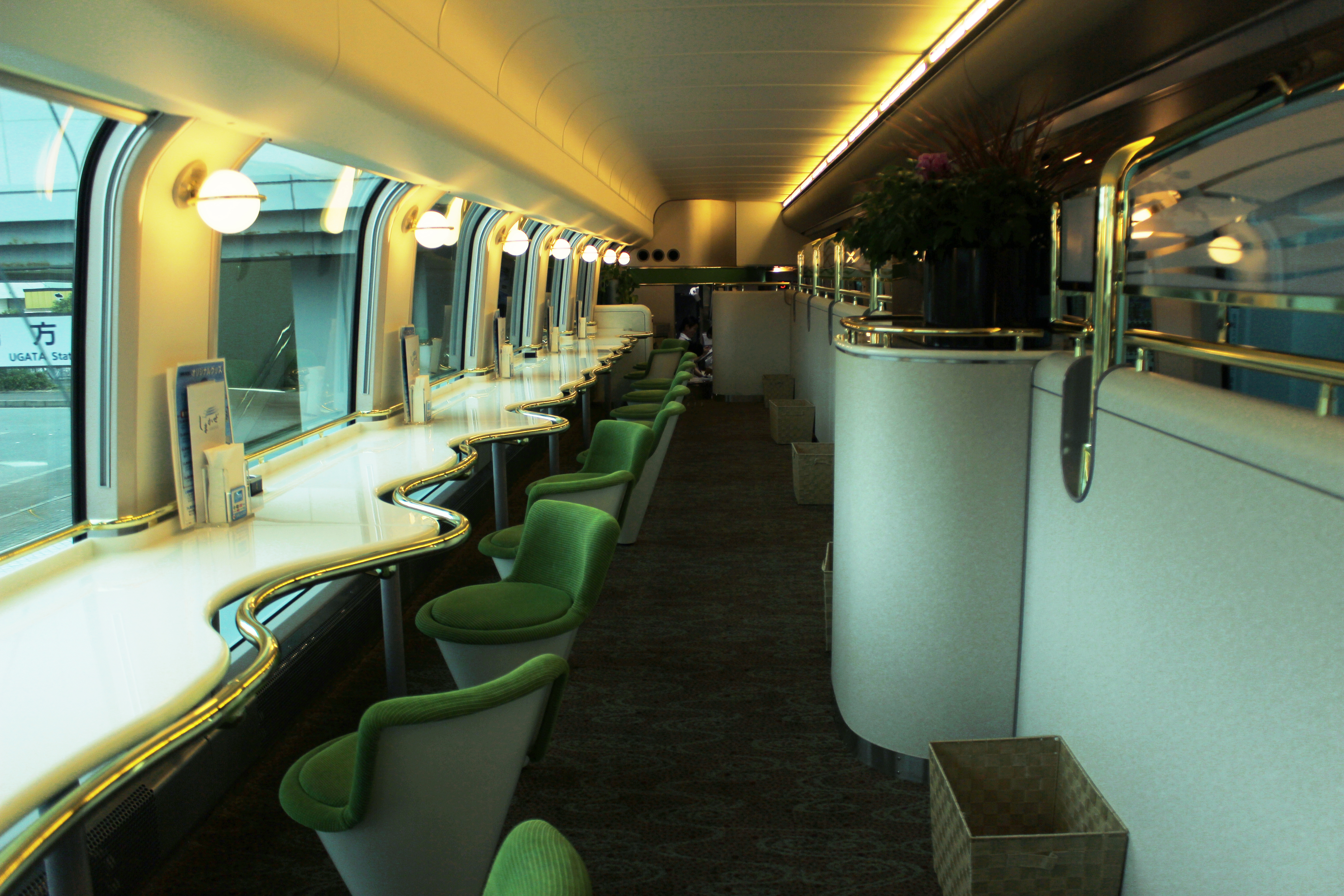
カフェテリア2階（第3編成）
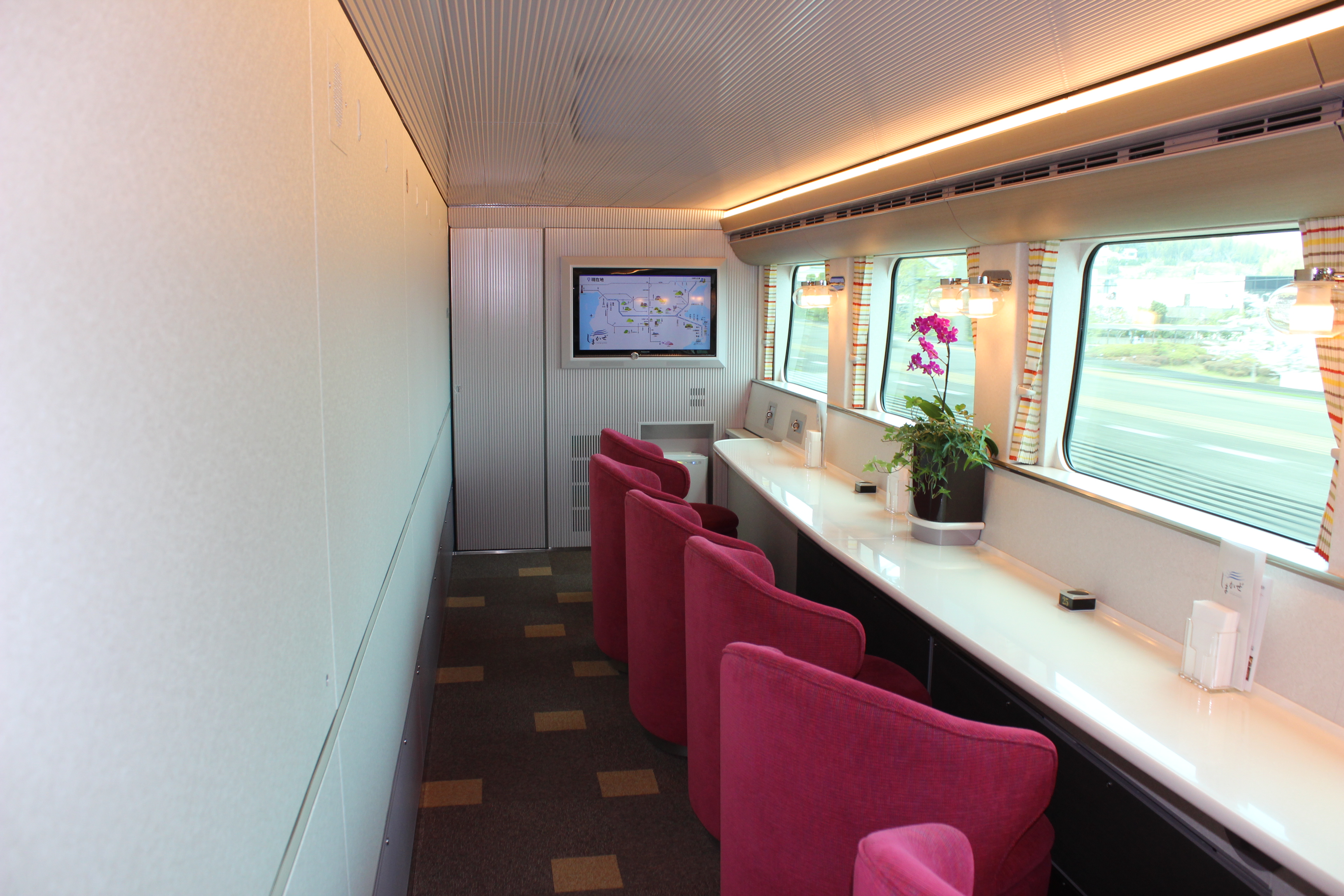
カフェテリア1階（全編成共通）
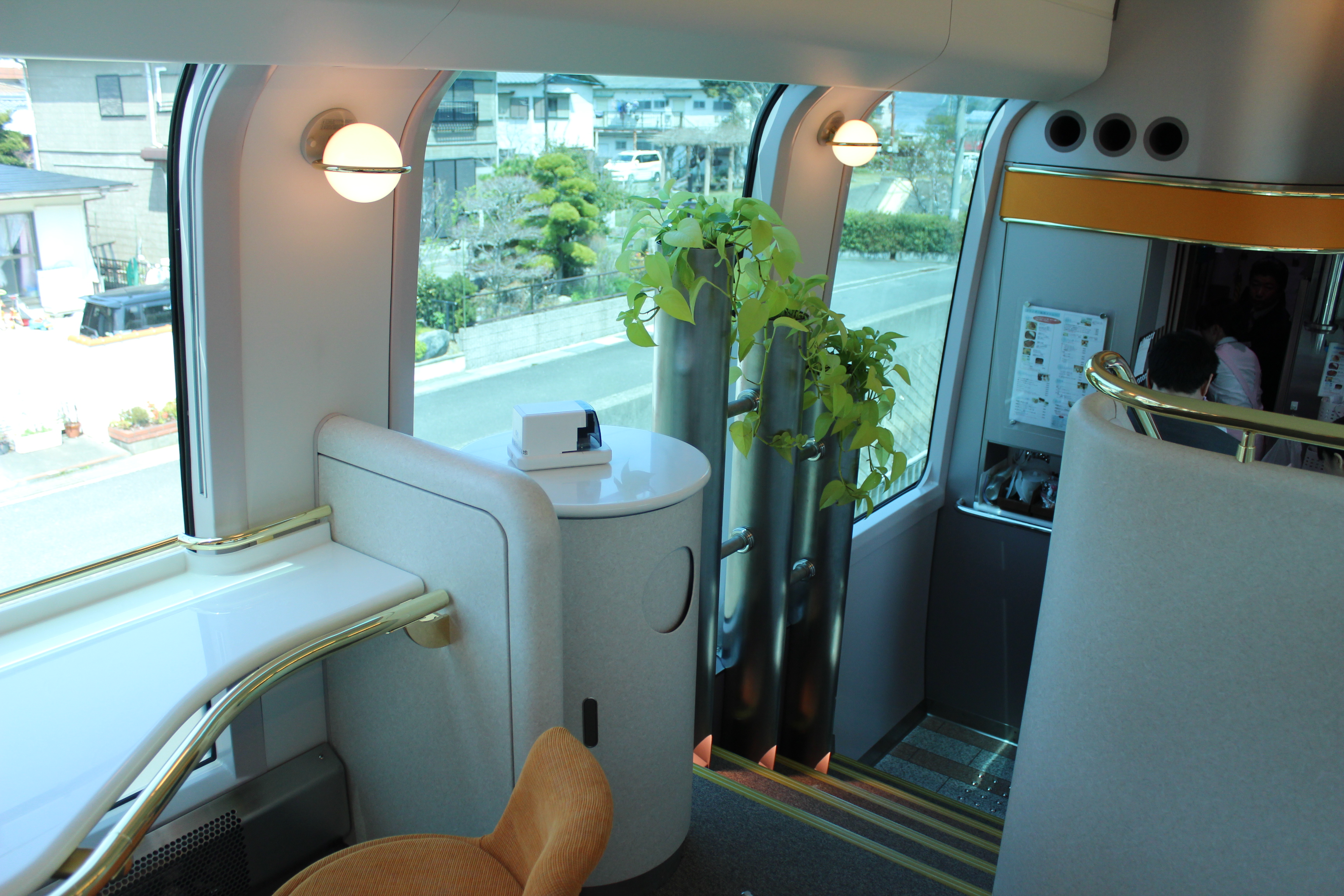
2階アプローチ階段のプランター
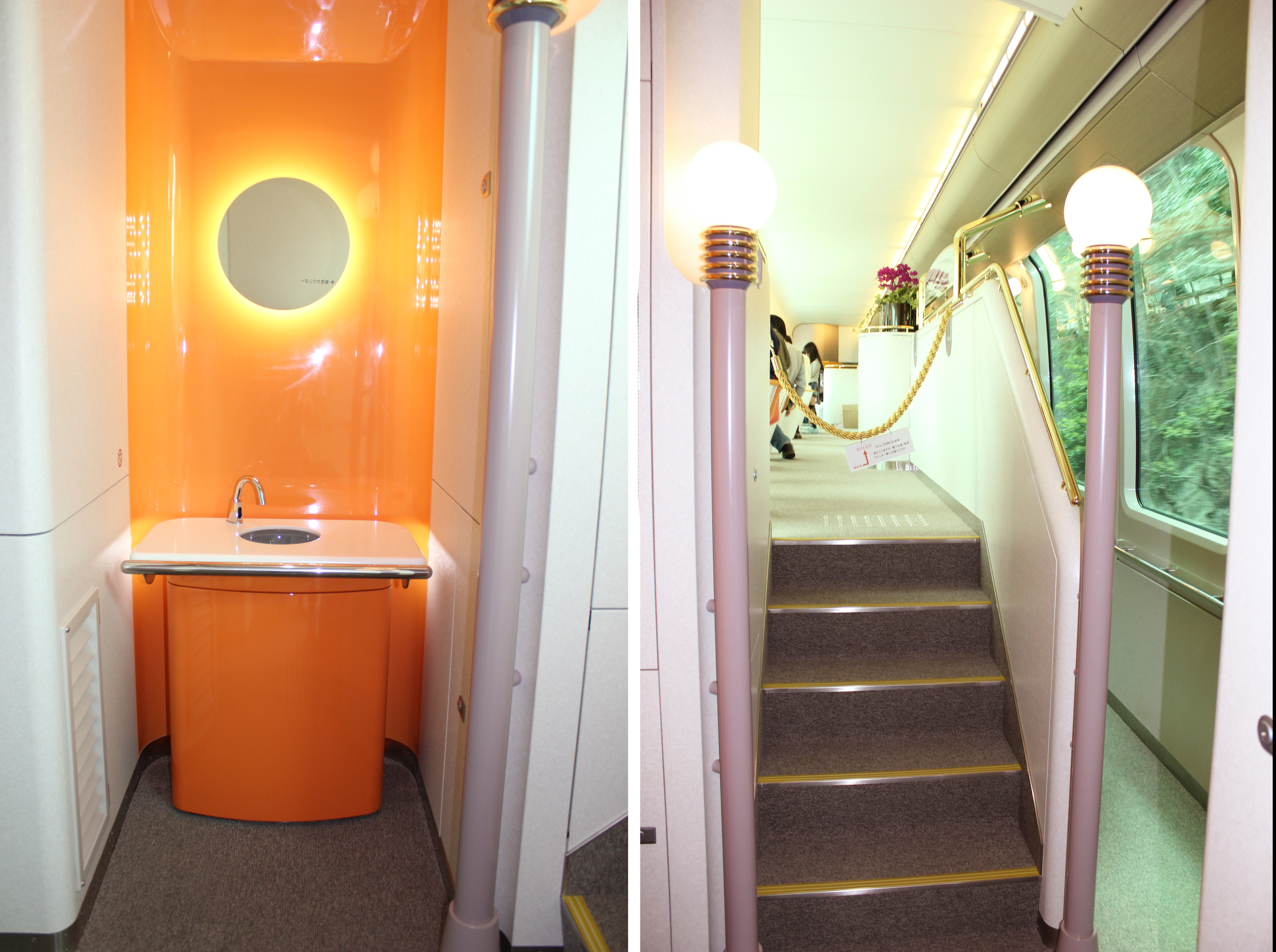
手洗いカウンターとその付近の大阪寄階段
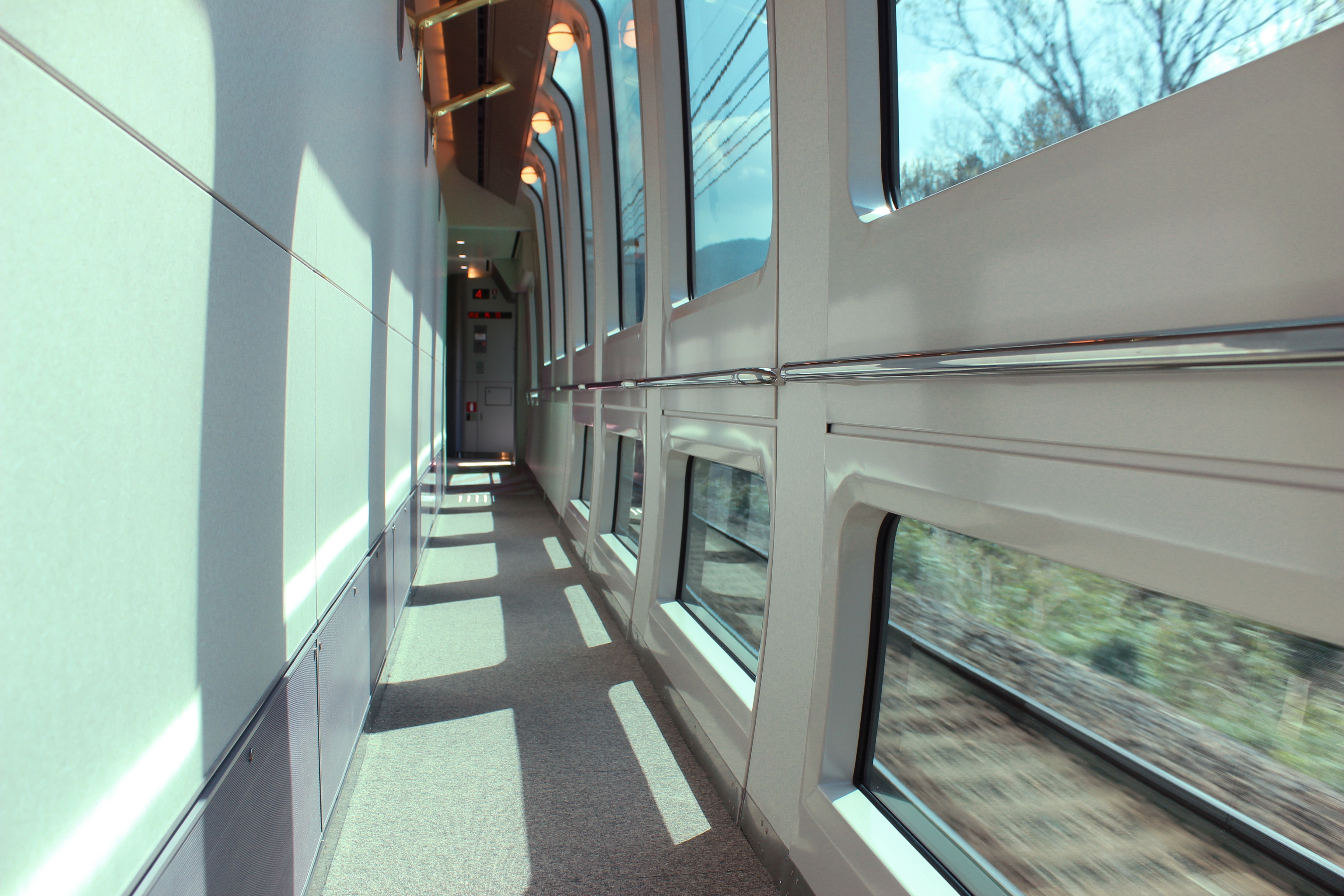
通路

### 化粧室
本系列は多目的型トイレを2か所に設置し、その基本的な機能、構造は21020系に準じて、弧を描き車椅子の利用者に対応する。室内にはベビーベッド、ベビーチェアのほか、着替えが可能となるようなチェンジングボードも設置した。男性用トイレ（小用）は3か所に設けた。そのほかに、男女共用トイレを1か所設けているが、室内に大型の洗面台を設けた。なお、洋式トイレは全て温水洗浄付とした。
本系列の特徴のひとつにパウダールームの設定があり、編成中3か所、トイレ付近に設けた。丸椅子と大型鏡があり、カーテンによって仕切ることができる。これは女性客の要望によって設置された。

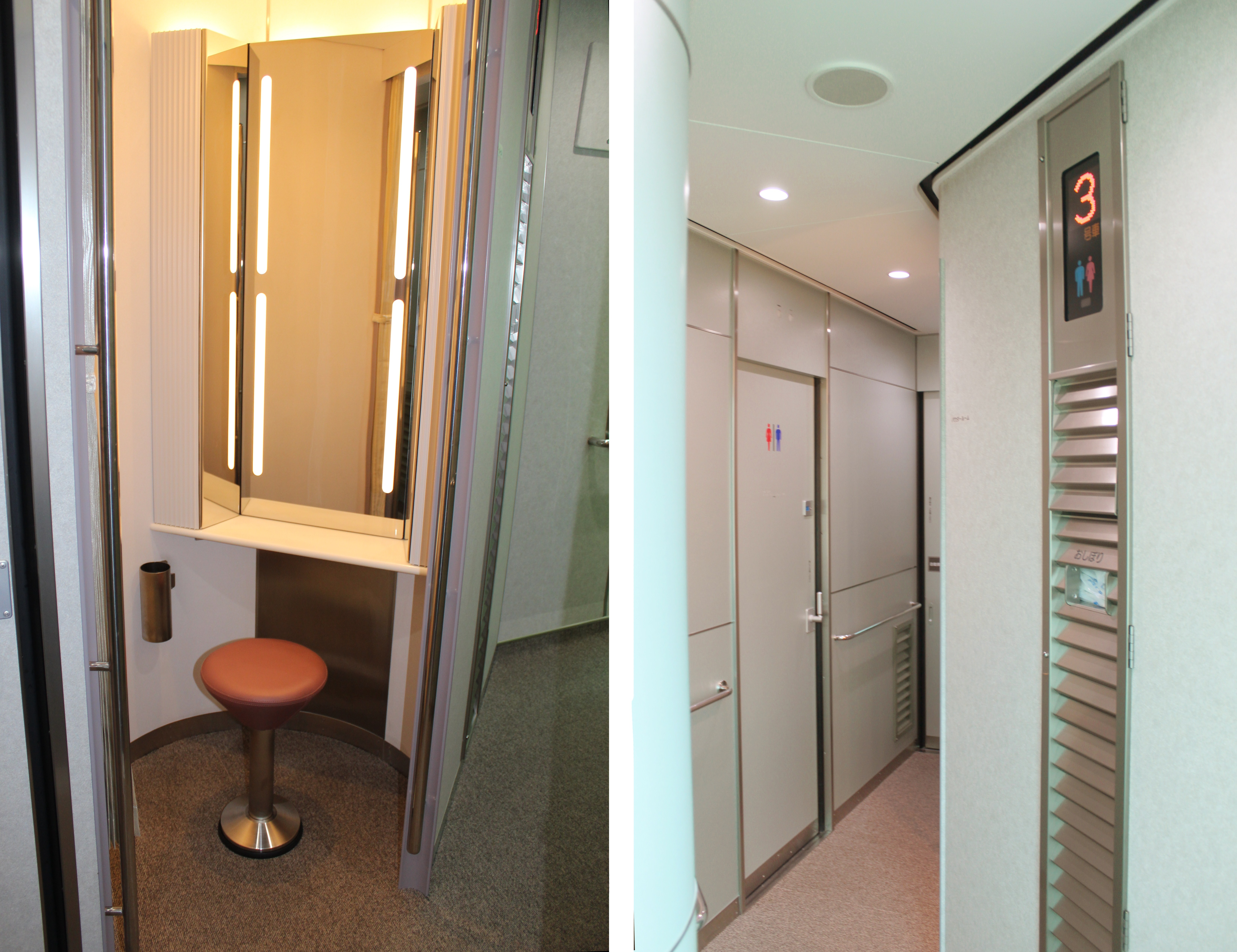
パウダールームと化粧室通路
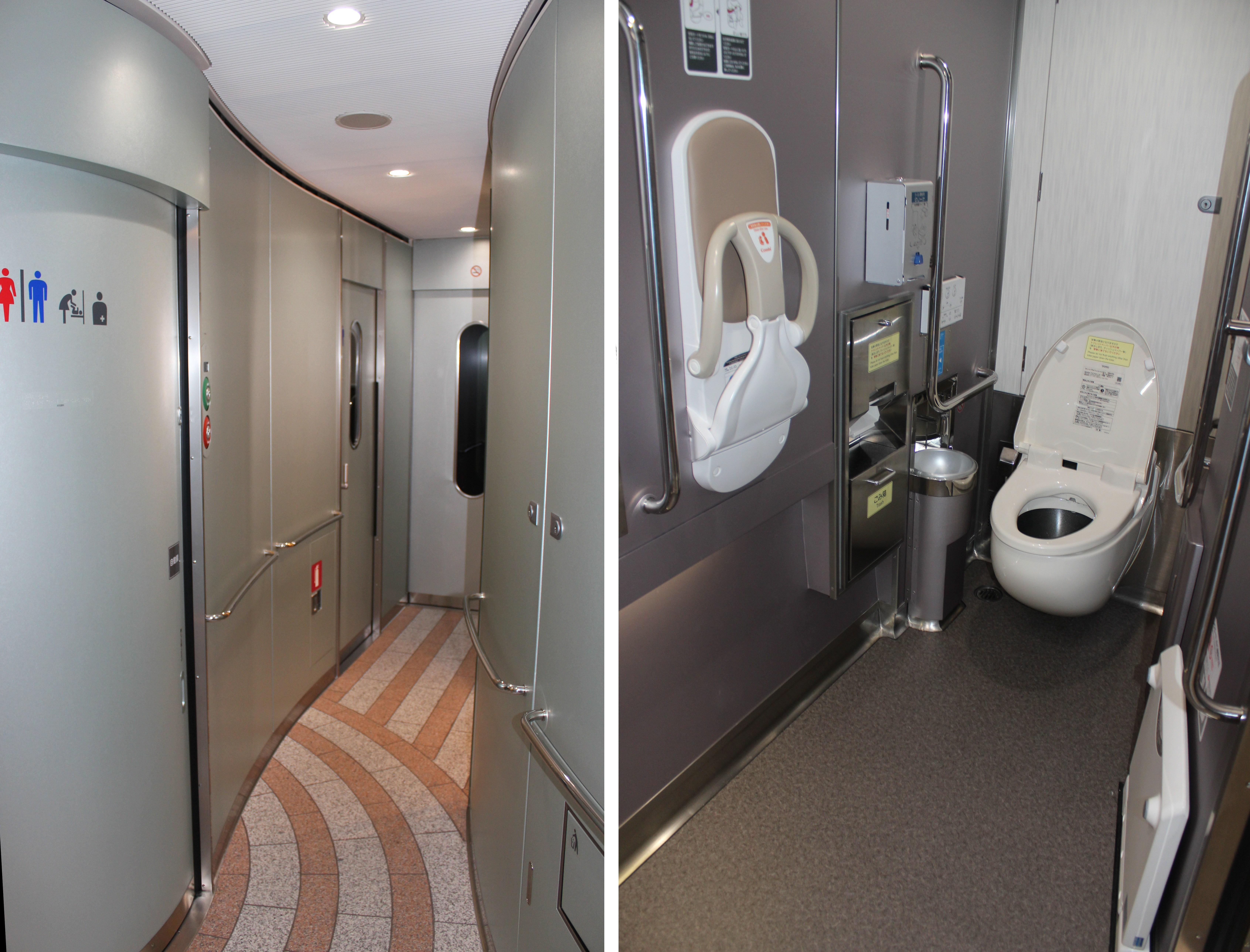
多目的型トイレ
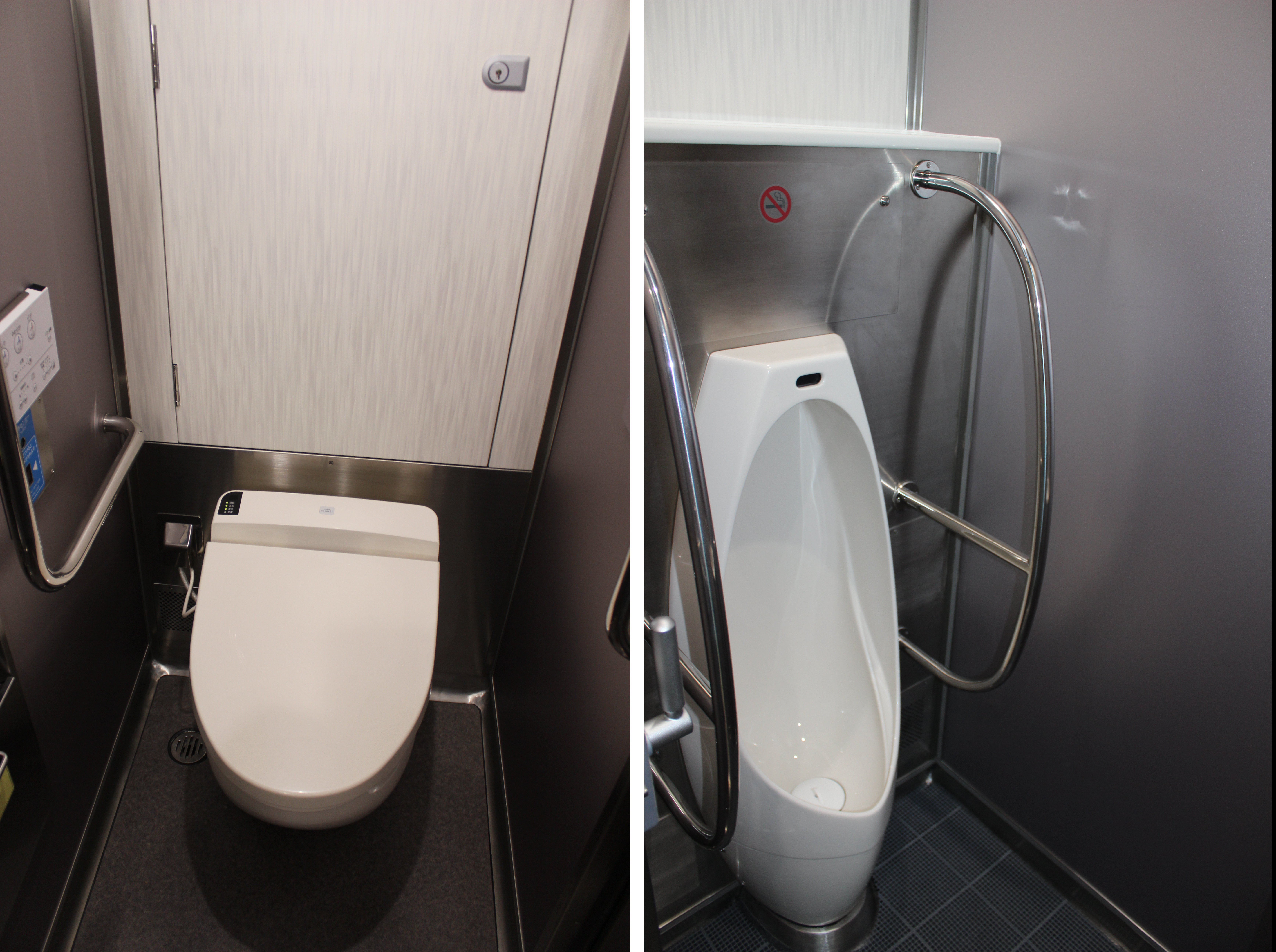
男女共用トイレと男性用トイレ
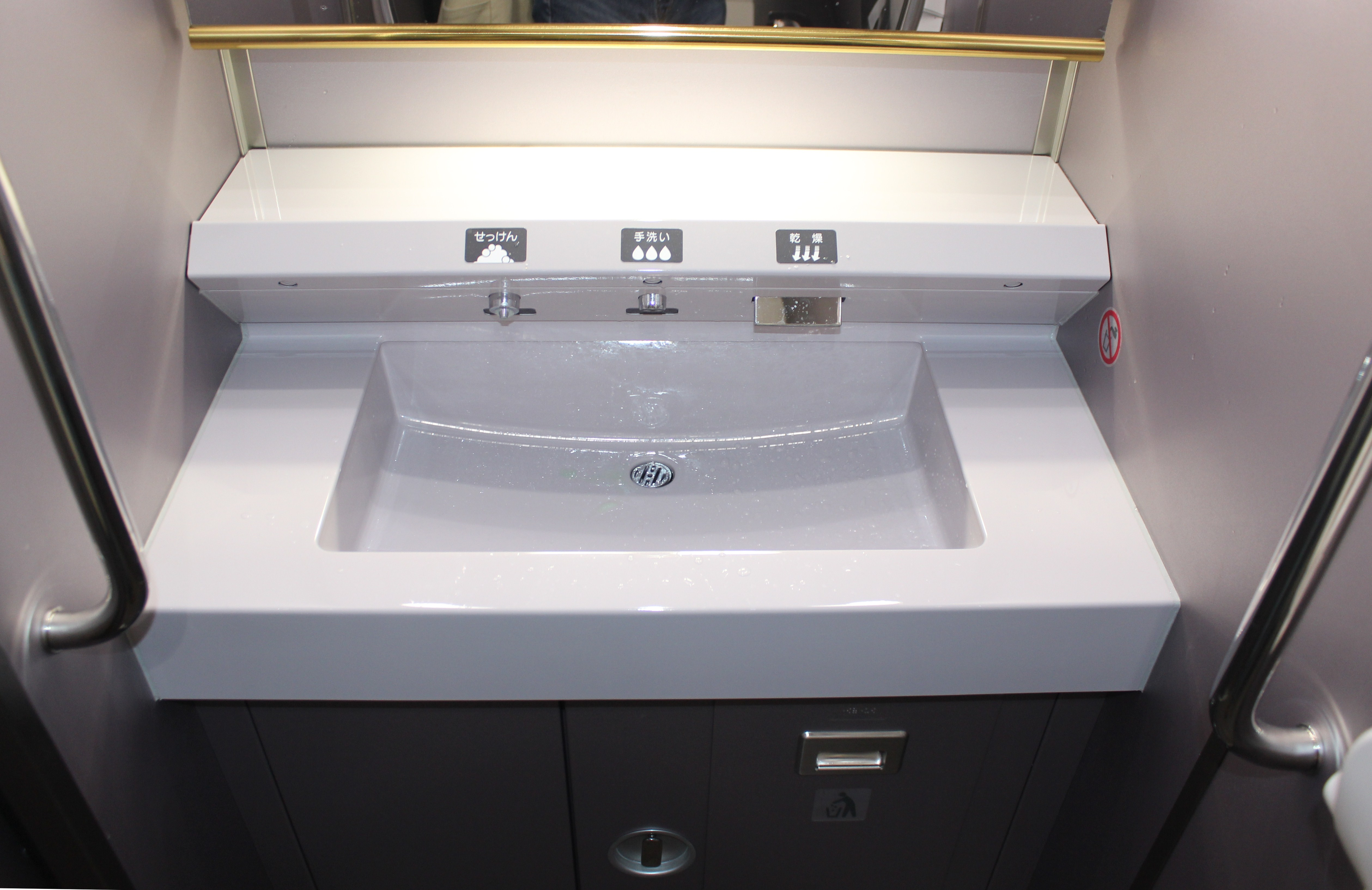
洗面台

### 喫煙室・デッキ
喫煙室はサロン席の隣に1か所設けられ、構造は22600系に準ずるが面積は狭めで、貫通路のすぐ隣に出入口がある。室内の窓は個室の通路側と同じサイズである。
デッキは、乗客を迎える最初の空間となることからデザイン上の配慮がなされた。床には2色の天然御影石を敷きつめ、天井ライトもデザイン性あるものとされた。壁は志摩の海をイメージした色とされた。両先頭車はハイデッカー構造であることから、車内の荷棚スペースが狭いため、デッキに座席分のロッカーを設置した。当初は小サイズのロッカーも設けられたが、50103Fでは大サイズに統一のうえ大型荷物を置くために扉なしのスペースも設置され、これは既存の編成にも波及した。なお、ロッカー天井には防犯のためカメラが設置された。出入台付近には芳香器と音楽放送用のスピーカーを設け、乗客を香りとBGMで出迎える。

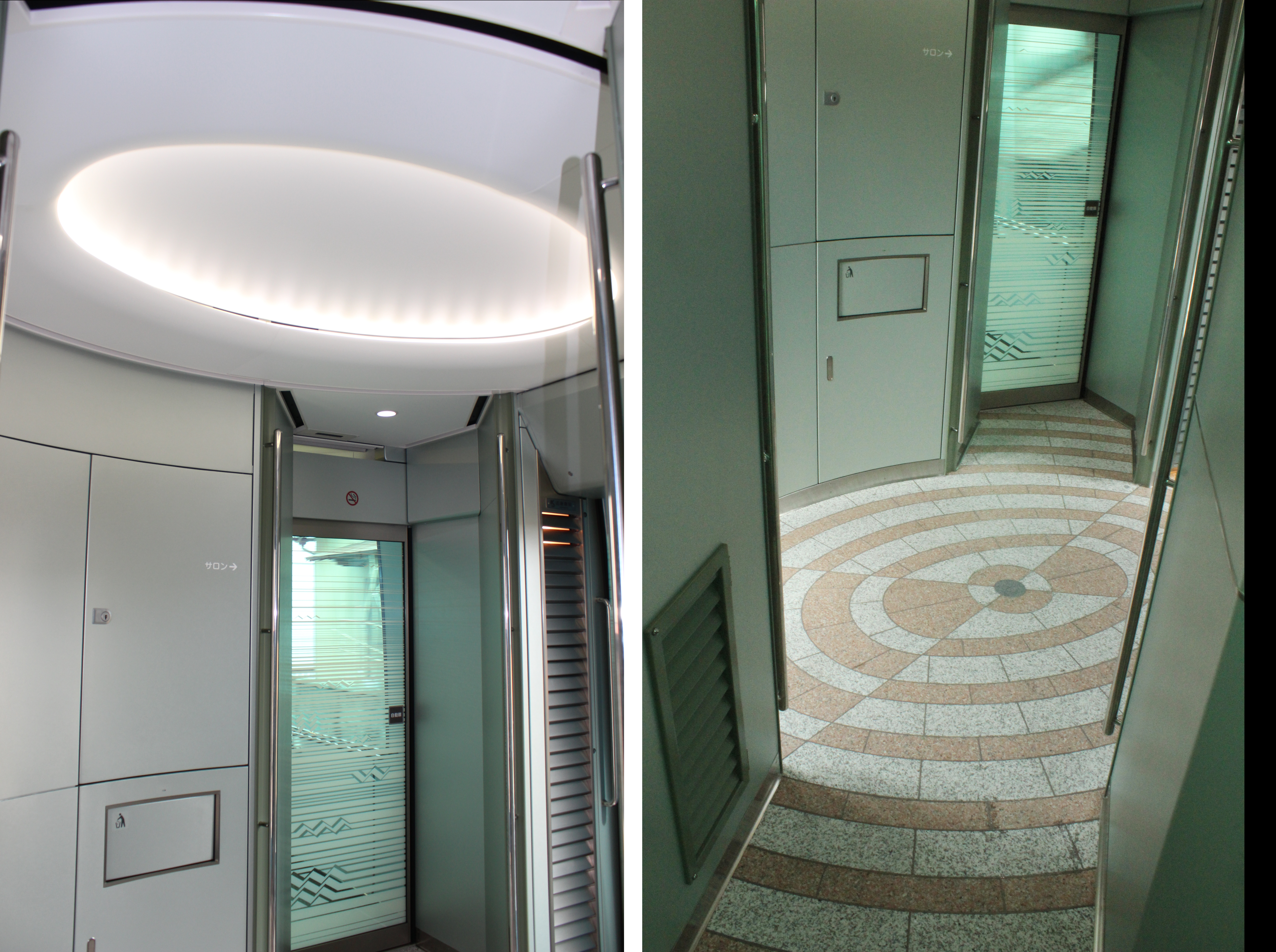
モ50300形のエントランス
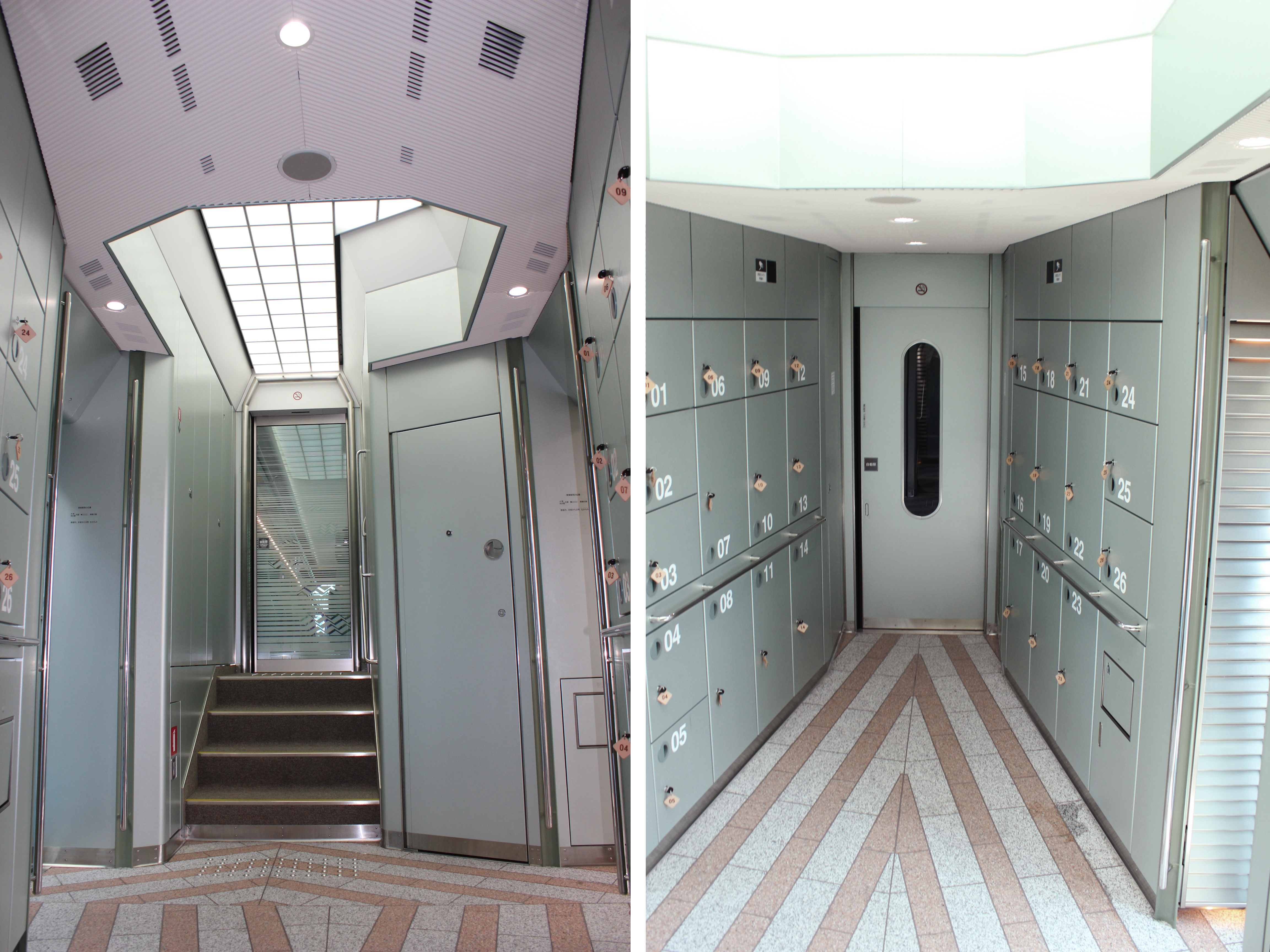
先頭車エントランスと照明（左写真） 向い側のロッカー（右写真）
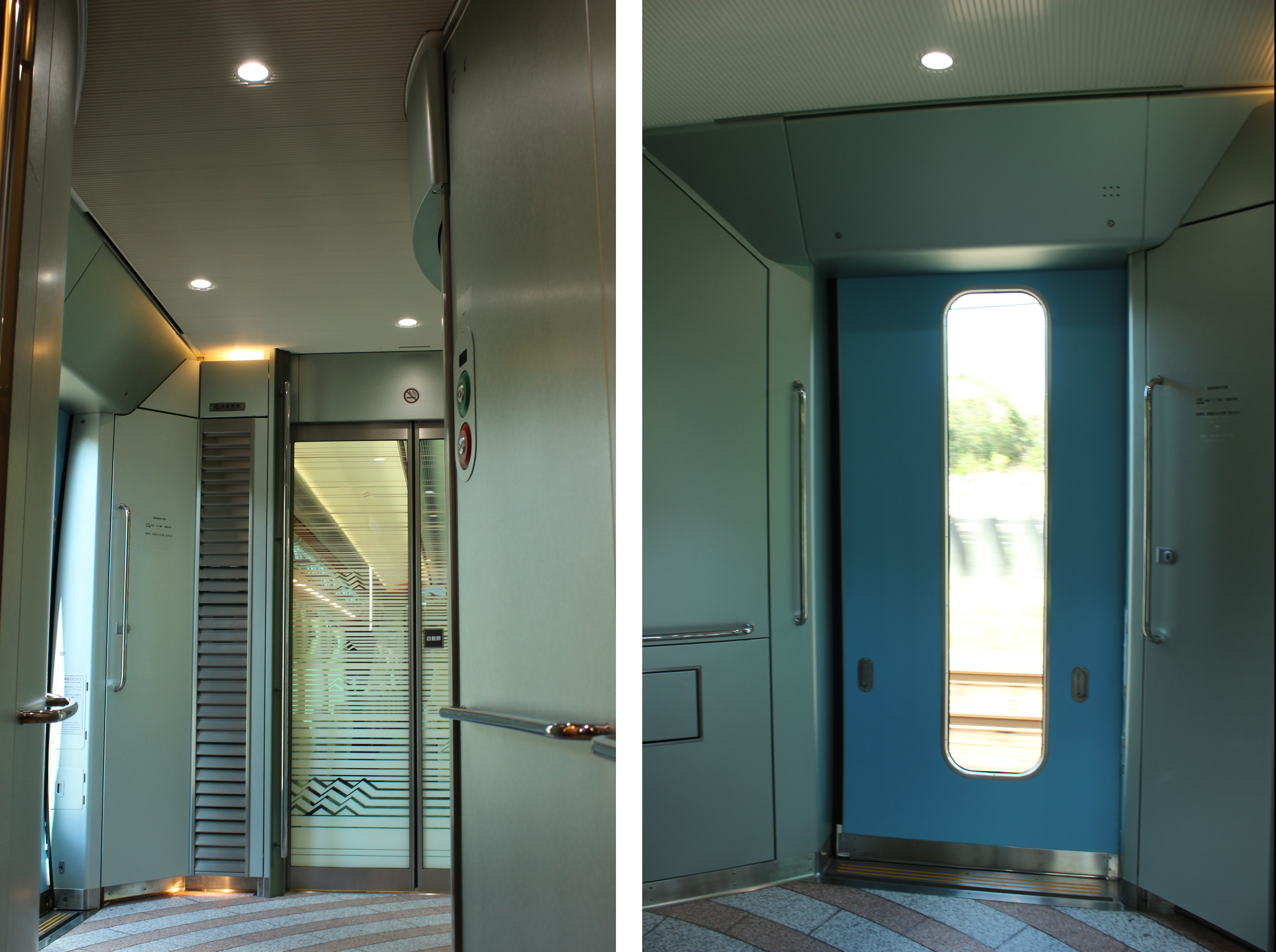
プレミアムシート平床車のエントランス
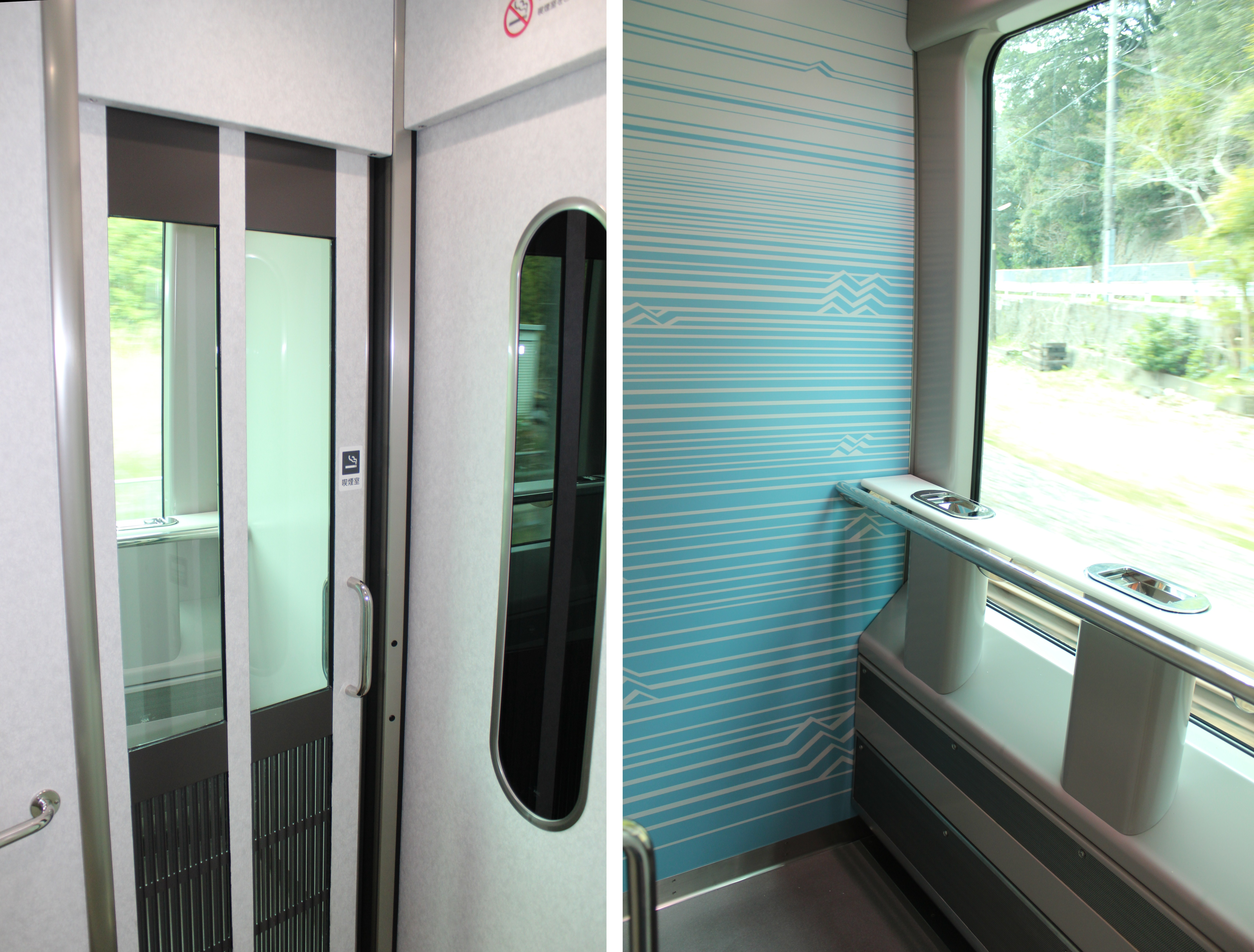
喫煙室

### バリアフリー対応設備
座席ヘッドレストの取っ手、乗降ドア付近、サロン通路部等に席番案内を印字すると共に点字も併設したほか、階段部付近の床にも点字を設けて視覚障害者に対して配慮した。そのほかに、車椅子対応設備をはじめ、出入台のステップや階段に黄色のラインが入るなど、ユニバーサルデザインを各所に採用した。
車椅子対応車両は大阪難波・京都発着編成が2号車で、近鉄名古屋発着編成が5号車となる。

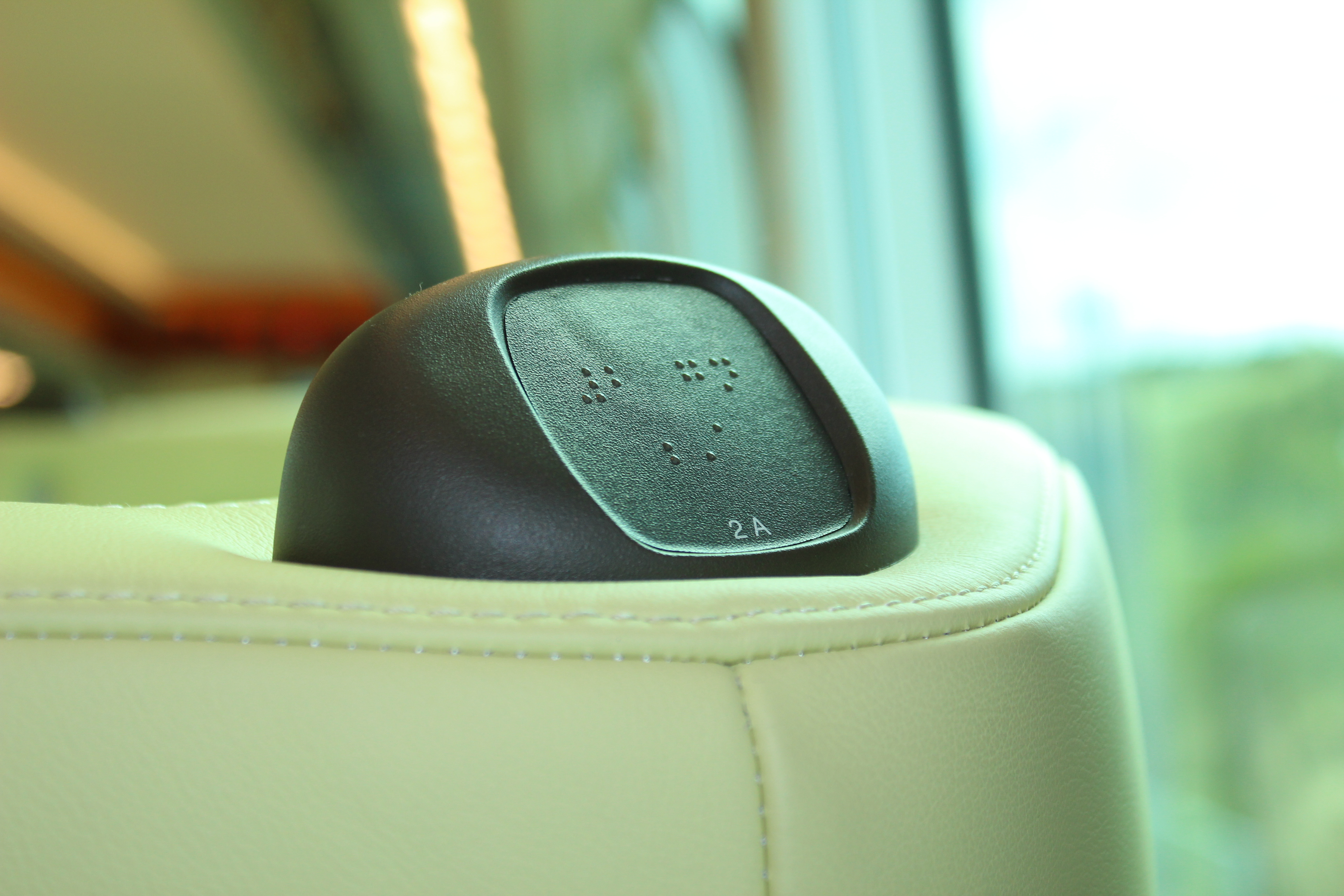
座席取っ手の点字表記
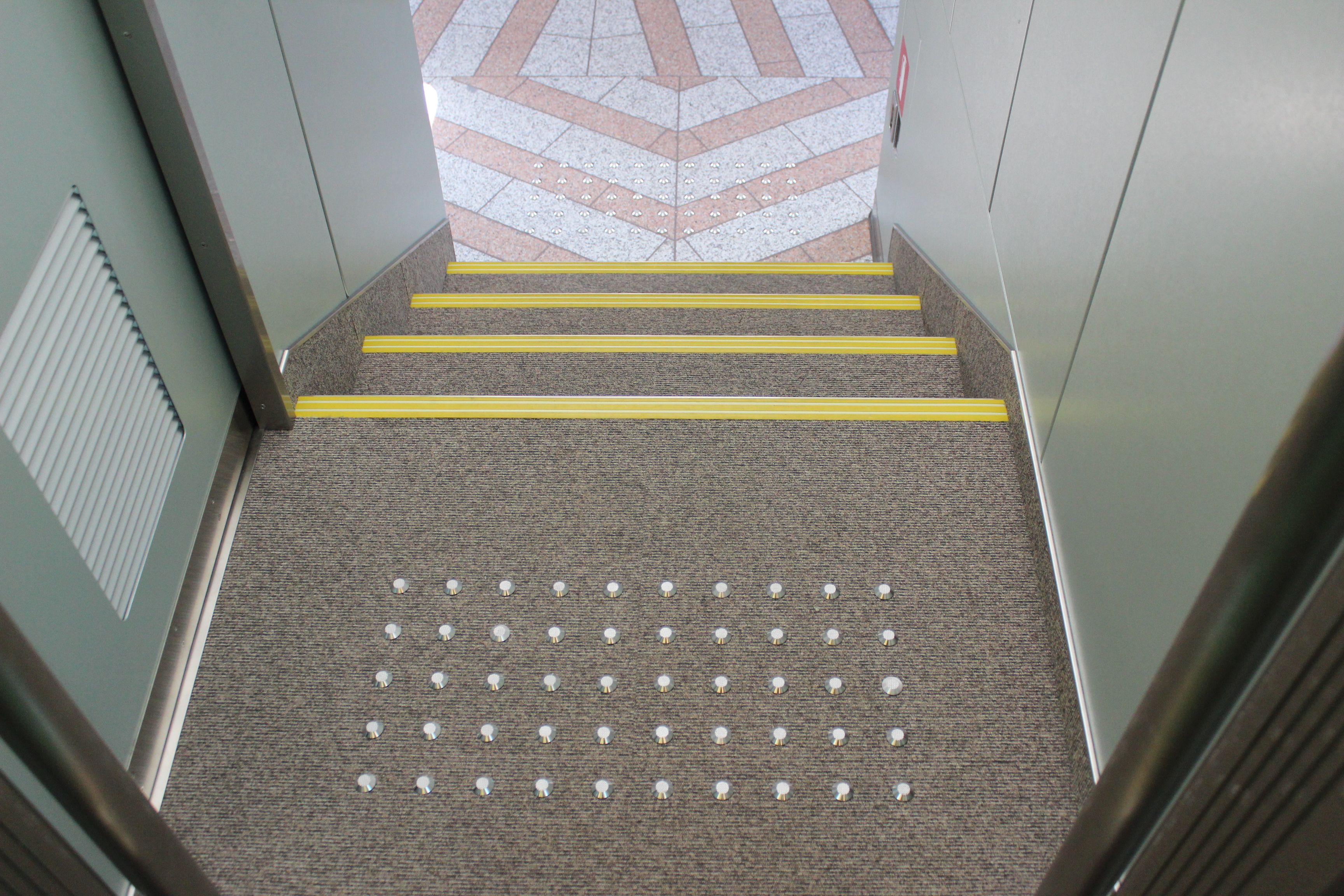
階段付近の床点字
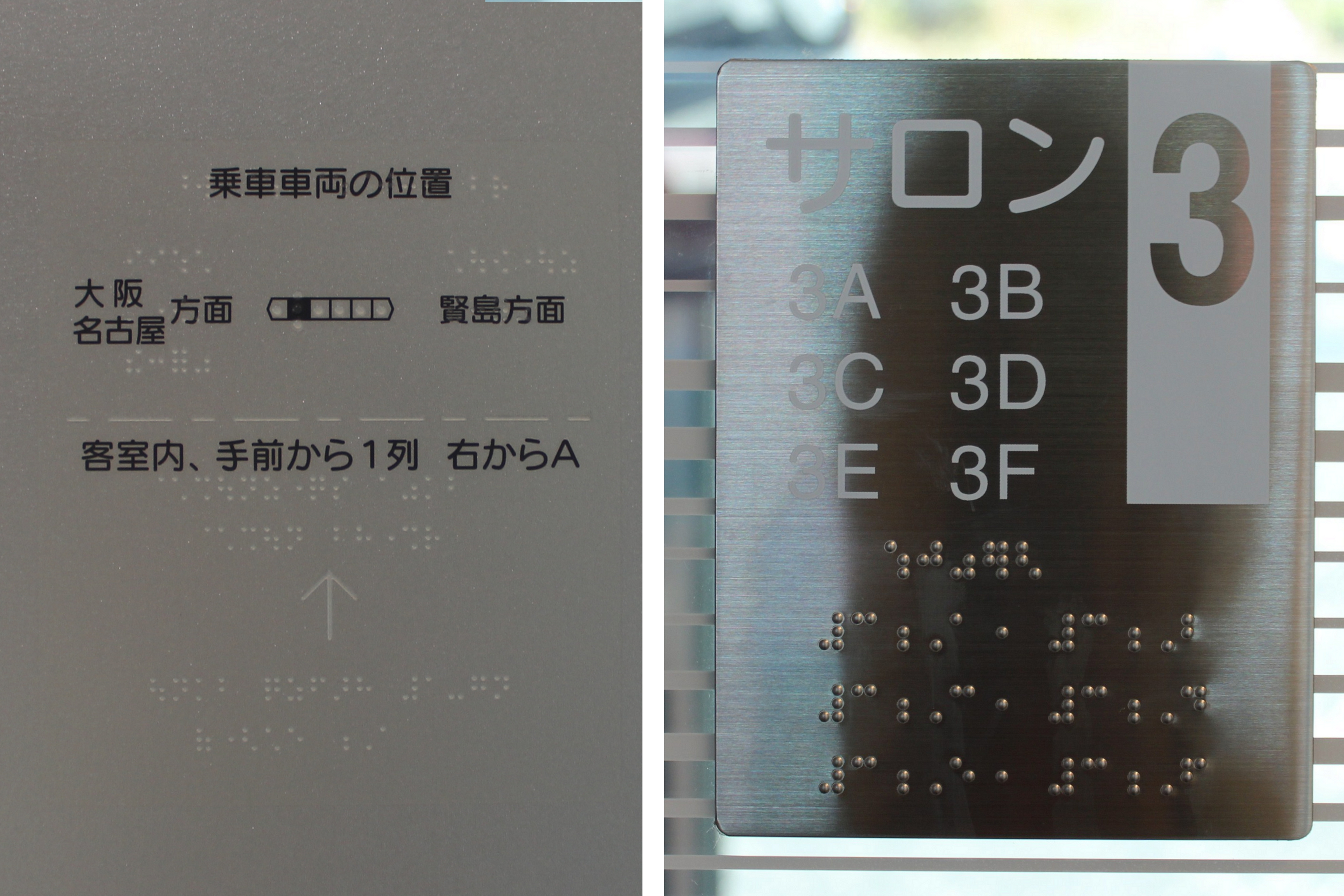
車内の点字案内
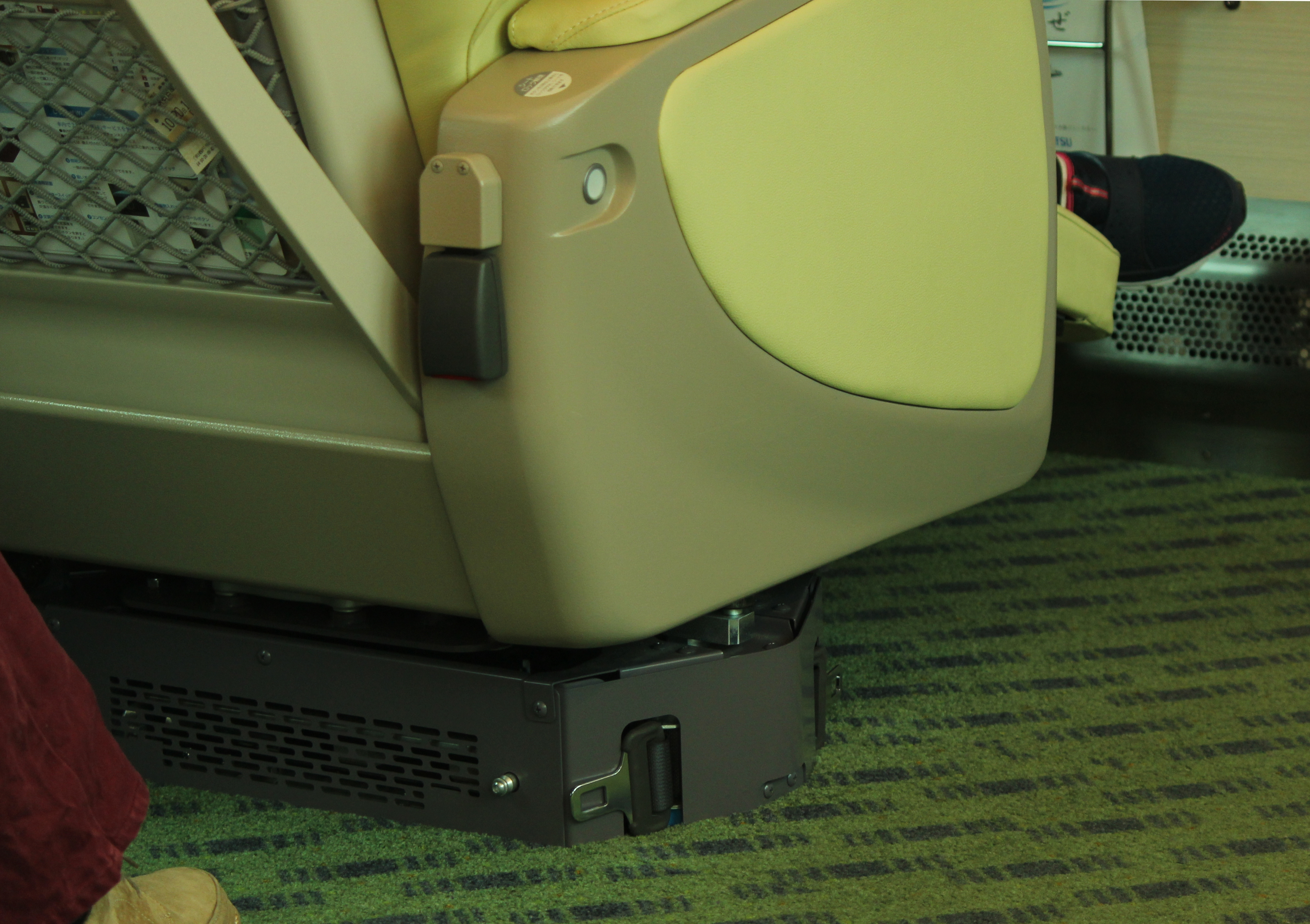
車椅子対応座席脚台の車椅子固定用ベルト
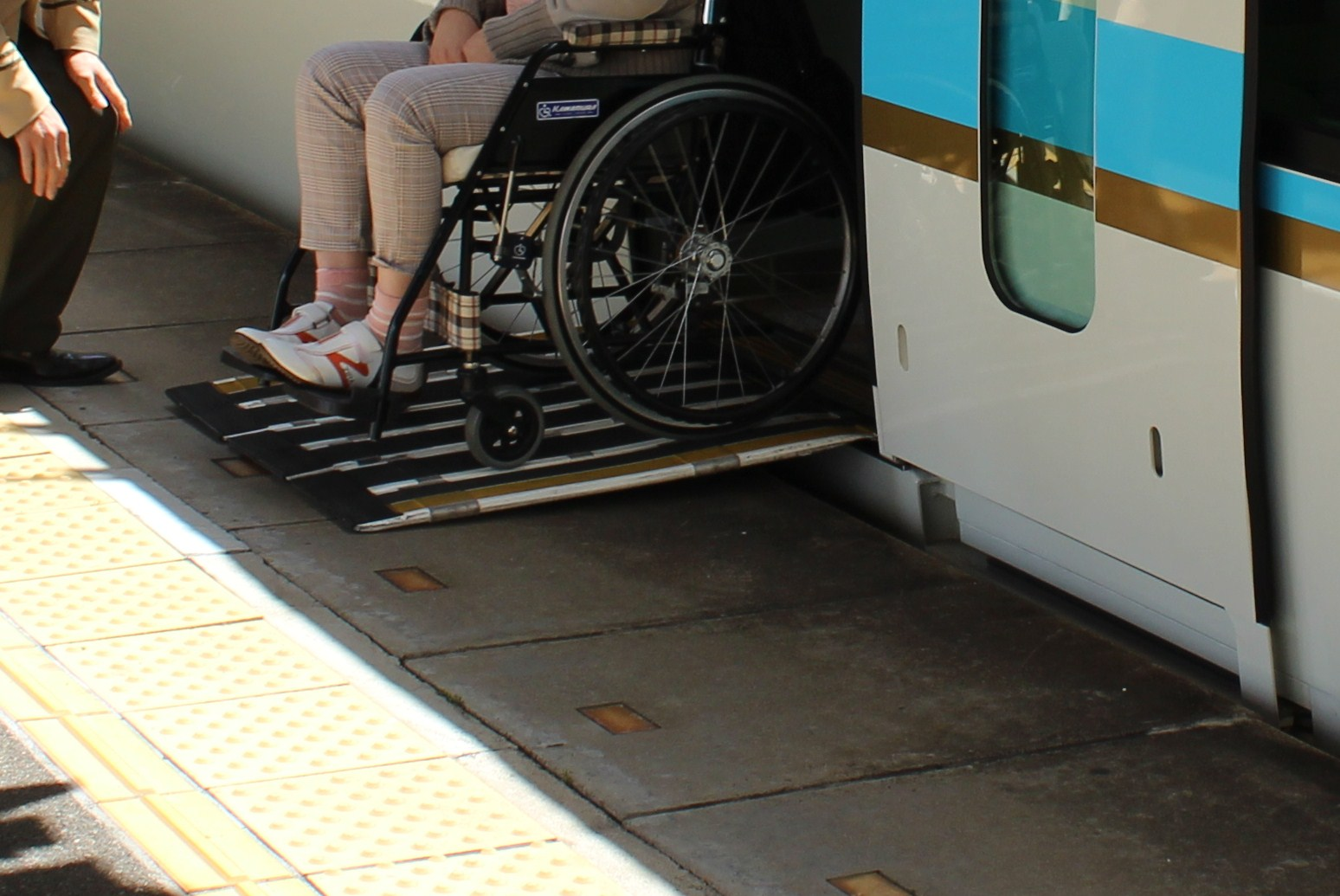
車椅子対応車両

### 非常時対応の設備
全車のデッキに消火器を設置したほか、全客室と個室、多目的型トイレ、カフェ車両と1Fカフェ室内に非常通報装置を設けた。また、カフェ車両の販売カウンター付近にはAED装置も設置され、万一の事態に備えている。
緊急時の車外への脱出手段として、カフェ車両の出入台付近に避難はしごが収納された。そのほかに、運転台正面の非常用ドアからも脱出可能である。また、カフェ1階の販売カウンターと逆方向の壁に非常用階段が設置され、緊急時はドアを開けて脱出できる。

### 乗務員室
運転台は22600系に準じて、マスコンハンドル（左）、ブレーキ設定器（右）の2ハンドルデスクタイプで、アナログ式メーターを装備する。右側に乗務員支援用のモニタを設置した。フロアレベルは背後の客室と異なって平床で、客席とは2段の階段で連絡する。非常時は、乗客が客室から前面非常扉を介して車外に脱出するため、通路状の構成とした。室内は客室からの展望性重視のためガラス張りで、太陽光による業務への支障が出ないように赤外線、紫外線を遮断するガラスを使用した。通路部右側のコンソール上に車内放映用カメラを設置したが、カバーを設けて目立たなくさせた。

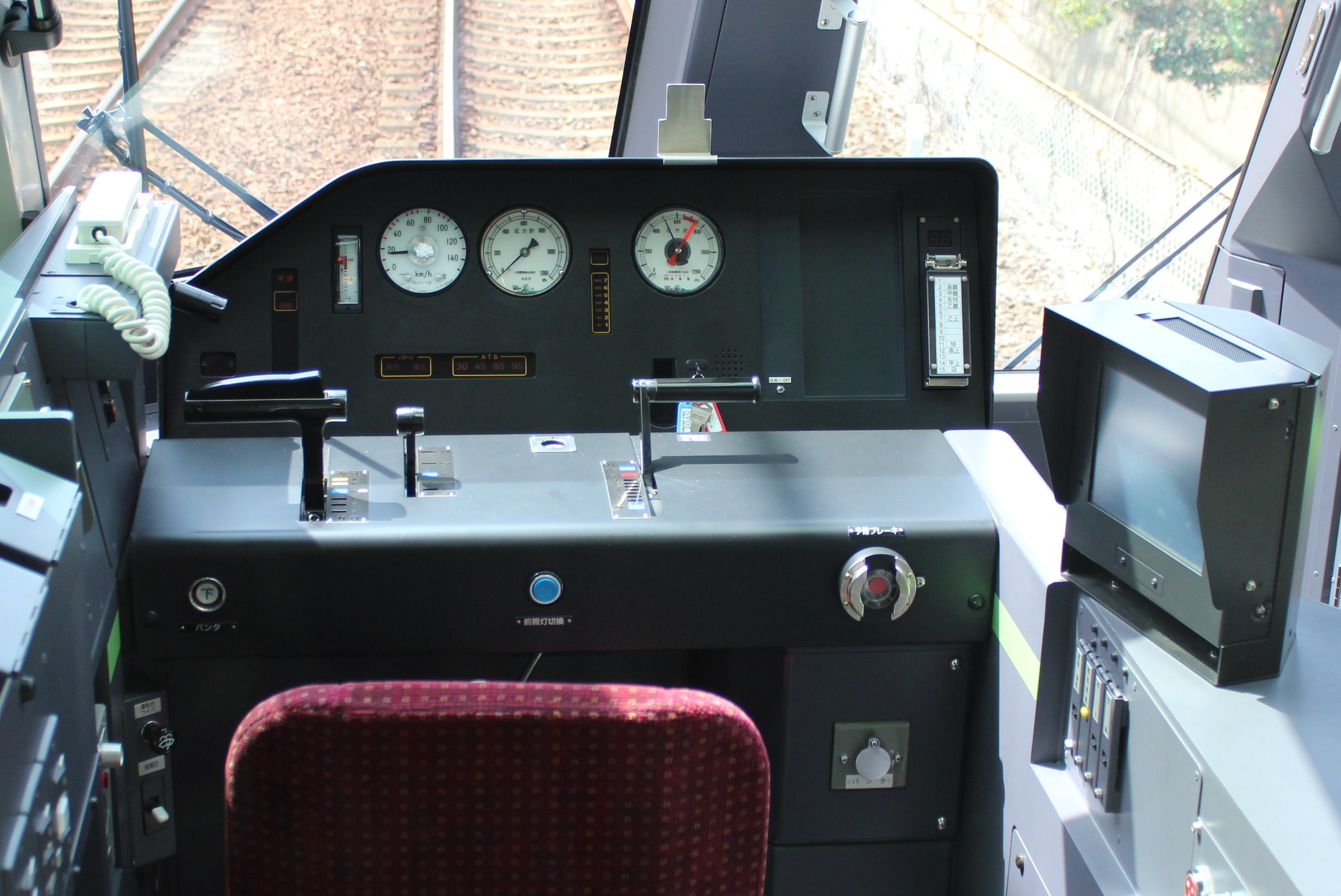
2ハンドルデスクタイプ
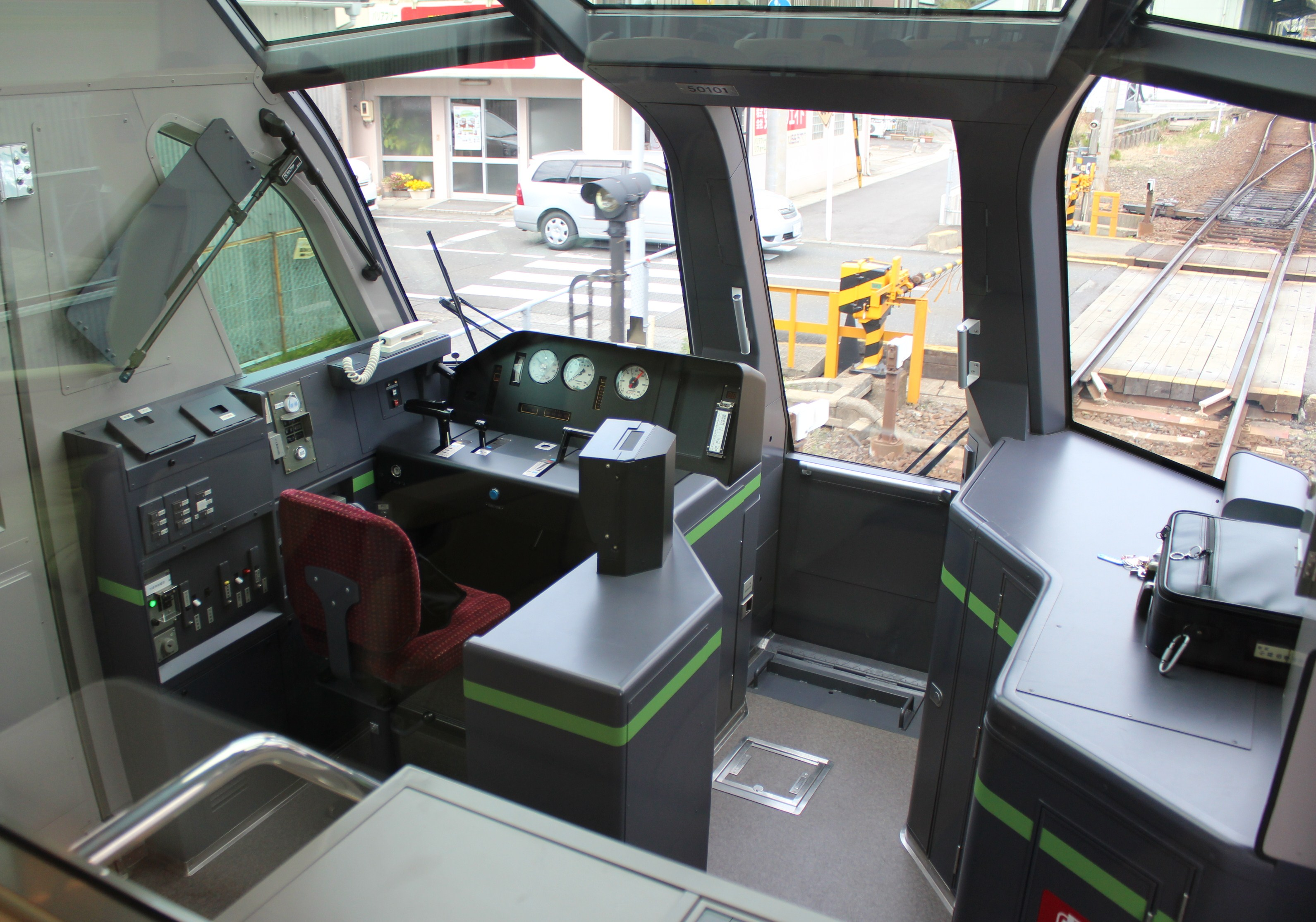
非常出口を兼ねた室内 そのための通路を設けている
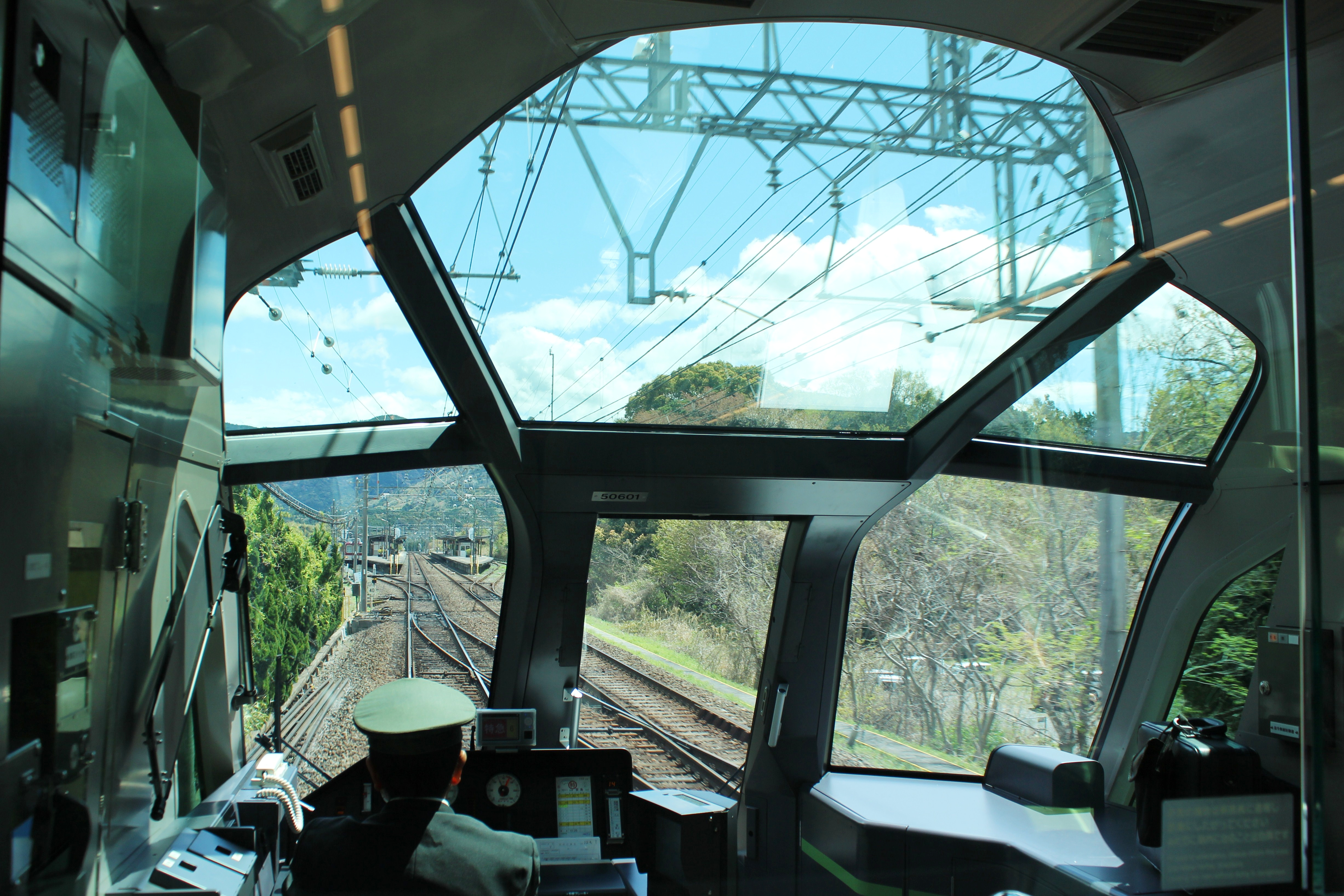
ガラスには赤外線と紫外線を遮断する機能を付加
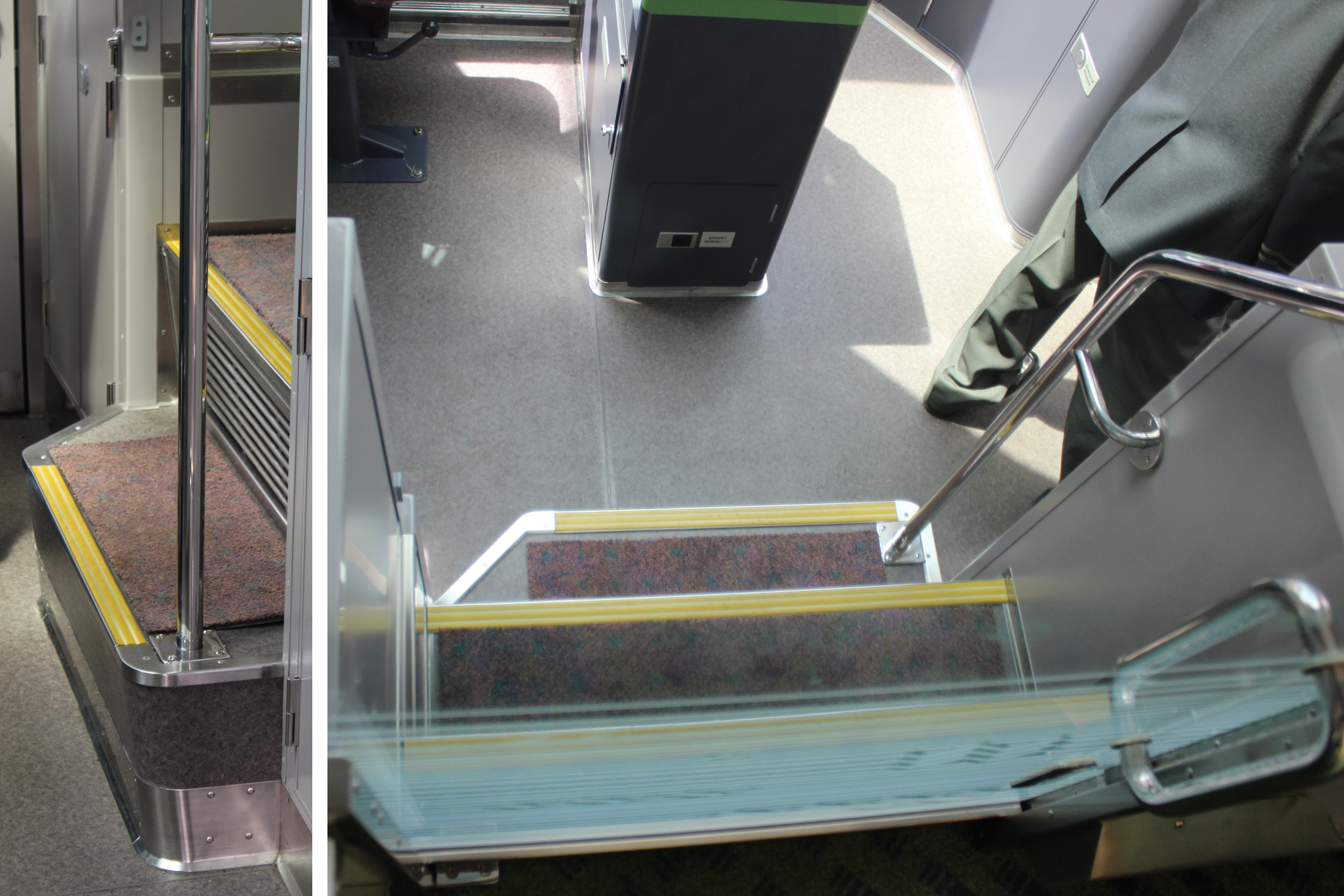
客室との連絡階段

## 編成
MT比3M3T（電動車3両・制御車2両・付随車1両）の6両編成で組成される。賢島方から展望車ク50600形、モ50500形、カフェ車両サ50400形、グループ席車両モ50300形、モ50200形、展望車ク50100形となっている。
組成内容は21020系に準じており、電動車、制御車、付随車の構成順序も同一である。ただし、機器システム上は大阪側4両と賢島側2両で分割可能な構成になっており、モ50500形の貫通路部分には入換用の簡易運転台が設けられている（サ50400形には設定がない）。従って、モ50500形 - サ50400形を繋ぐ連結器は密着式連結器（電気連結器付）で、それ以外の車両間は三管式半永久連結器である。なお、モ50200形とモ50500形の自重49.0tは軽量化が進んだ平成以降の電車としては重く、近鉄の現有車両では最大である。
編成の向きは他の特急車両と異なり、大阪難波・京都・近鉄名古屋発着に関わらず伊勢中川 - 賢島間においてク50600形が賢島方向を向くように、向きを統一している。
| 項目＼運転区間            | ← 大阪難波・京都・近鉄名古屋賢島 → | ← 大阪難波・京都・近鉄名古屋賢島 →                  | ← 大阪難波・京都・近鉄名古屋賢島 → | ← 大阪難波・京都・近鉄名古屋賢島 →      | ← 大阪難波・京都・近鉄名古屋賢島 →      | ← 大阪難波・京都・近鉄名古屋賢島 → |
| 形式                      | ク50100形 (Tc1)                    | モ50200形 (M1)                                      | モ50300形 (M2)                     | サ50400形 (T)                           | モ50500形 (M3)                          | ク50600形 (Tc2)                    |
| 号車 (大阪難波・京都発着) | 6                                  | 5                                                   | 4                                  | 3                                       | 2                                       | 1                                  |
| 号車 (近鉄名古屋発着)     | 1                                  | 2                                                   | 3                                  | 4                                       | 5                                       | 6                                  |
| 車両写真                  |                                    |                                                     |                                    |                                         |                                         |                                    |
| 搭載機器                  | SIV,CP,BT                          | ＞,VVVF                                             | ＞,VVVF                            |                                         | ＜,VVVF,＜                              | SIV,CP,BT                          |
| 自重                      | 44.0t                              | 49.0t                                               | 47.0t                              | 39.0t                                   | 49.0t                                   | 44.0t                              |
| 座席種別                  | プレミアム                         | プレミアム                                          | サロン・個室                       | カフェ                                  | プレミアム                              | プレミアム                         |
| 車体構造                  | ハイデッカー                       | 平床                                                | 平床                               | ダブルデッカー                          | 平床                                    | ハイデッカー                       |
| 定員                      | 27                                 | 30                                                  | 26                                 | （19 座席指定なし）                     | 26 + 2（車椅子用座席）                  | 27                                 |
| 車内設備                  | ロッカー◇ 車内販売準備室◇          | ◇多目的型トイレ・洗面所 ◇パウダールーム 自動販売機◇ | トイレ・パウダールーム◇ ◇喫煙室    | 車内販売準備室・厨房◇ ◇手洗いカウンター | 多目的型トイレ・洗面所◇ パウダールーム◇ | ◇ロッカー ◇車内販売準備室          |

- 形式欄のMはMotorの略でモーター搭載車（電動車）、TはTrailerの略でモーターを搭載しない車（付随車）、Tcのcはcontrollerの略で運転台装備車（制御車）。
- 搭載機器欄のVVVFは制御装置、SIVは補助電源装置、CPは電動空気圧縮機、BTは蓄電池、＞または＜はパンタグラフ（関節方向を示す）。
- 車内設備欄の◇は設備取付位置（左にあれば大阪、名古屋側に設置）
- 編成定員は138名（座席指定分）。

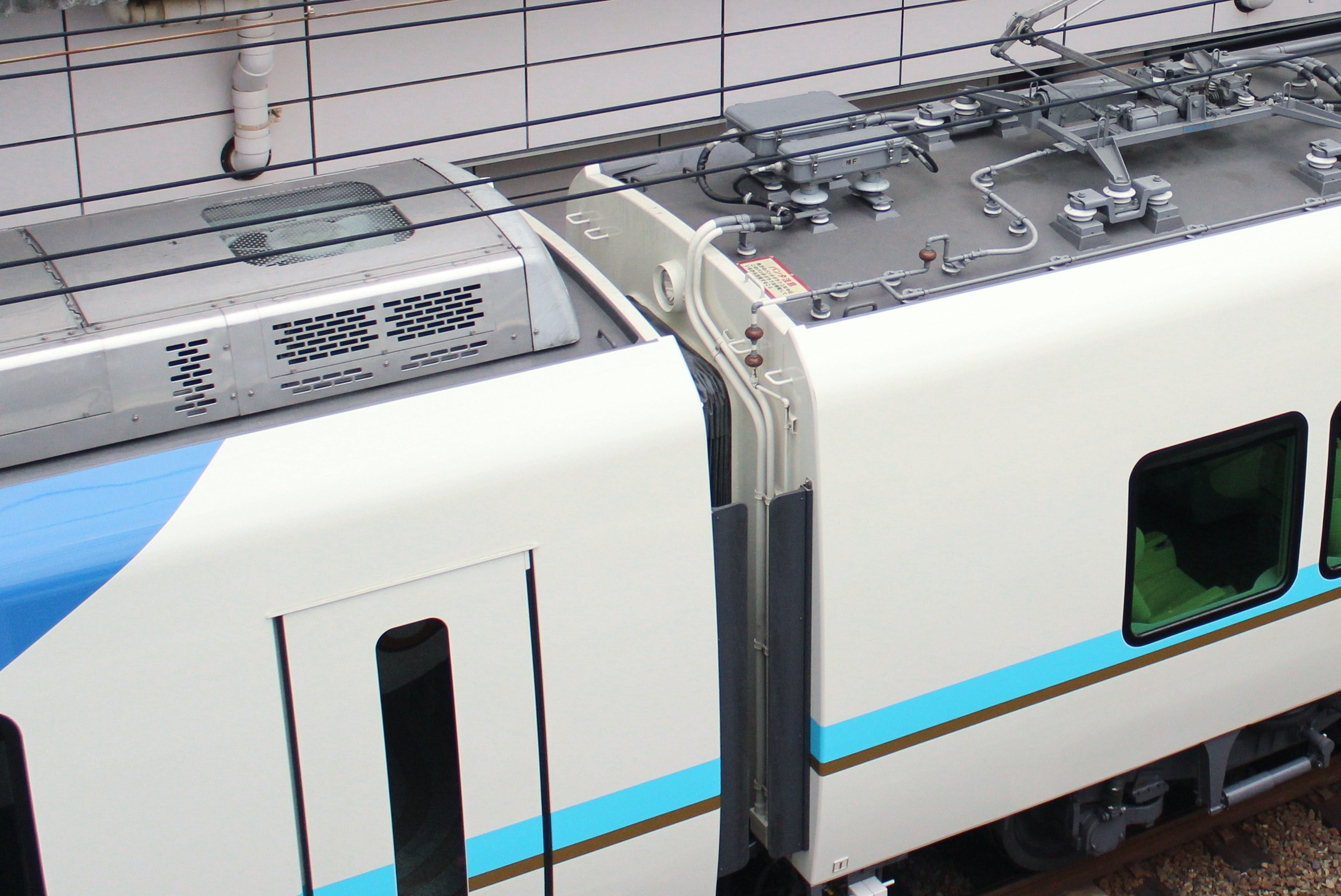
モ50500形の簡易運転台用ライト
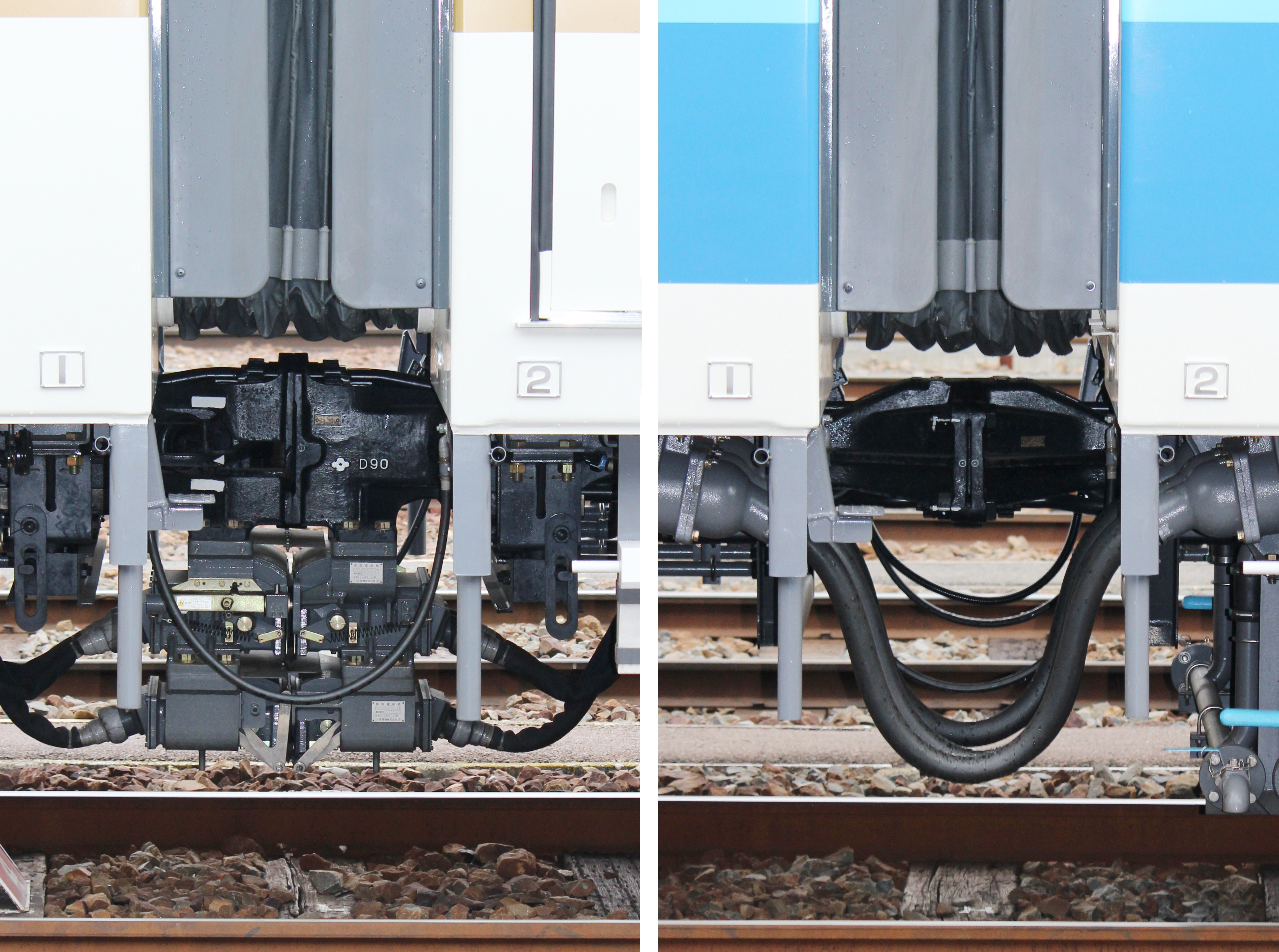
モ50500形とサ50400形の連結器は電気連結器付（右写真は半永久式）

## 運用
2019年4月1日現在、6両編成3本18両が高安検車区に配置されている。
導入当初は水曜日を除く週6日運転（ただし春休み・夏休み・ゴールデンウィーク・年末年始時は毎日運転）で大阪難波 - 賢島間 ・近鉄名古屋 - 賢島間を各1往復で運用を開始した。2012年のダイヤ変更で名阪甲特急は津駅に止まるようになったので津駅を通過する列車は一時的に消滅していたが、しまかぜで再び通過するようになった。2014年9月21日のダイヤ変更から、大阪難波発着を毎週火曜日、近鉄名古屋発着を毎週木曜日の運休日に変更した。同年10月10日から京都駅 - 賢島駅間で運用開始した（運休日は原則水曜日）。

### お召し列車

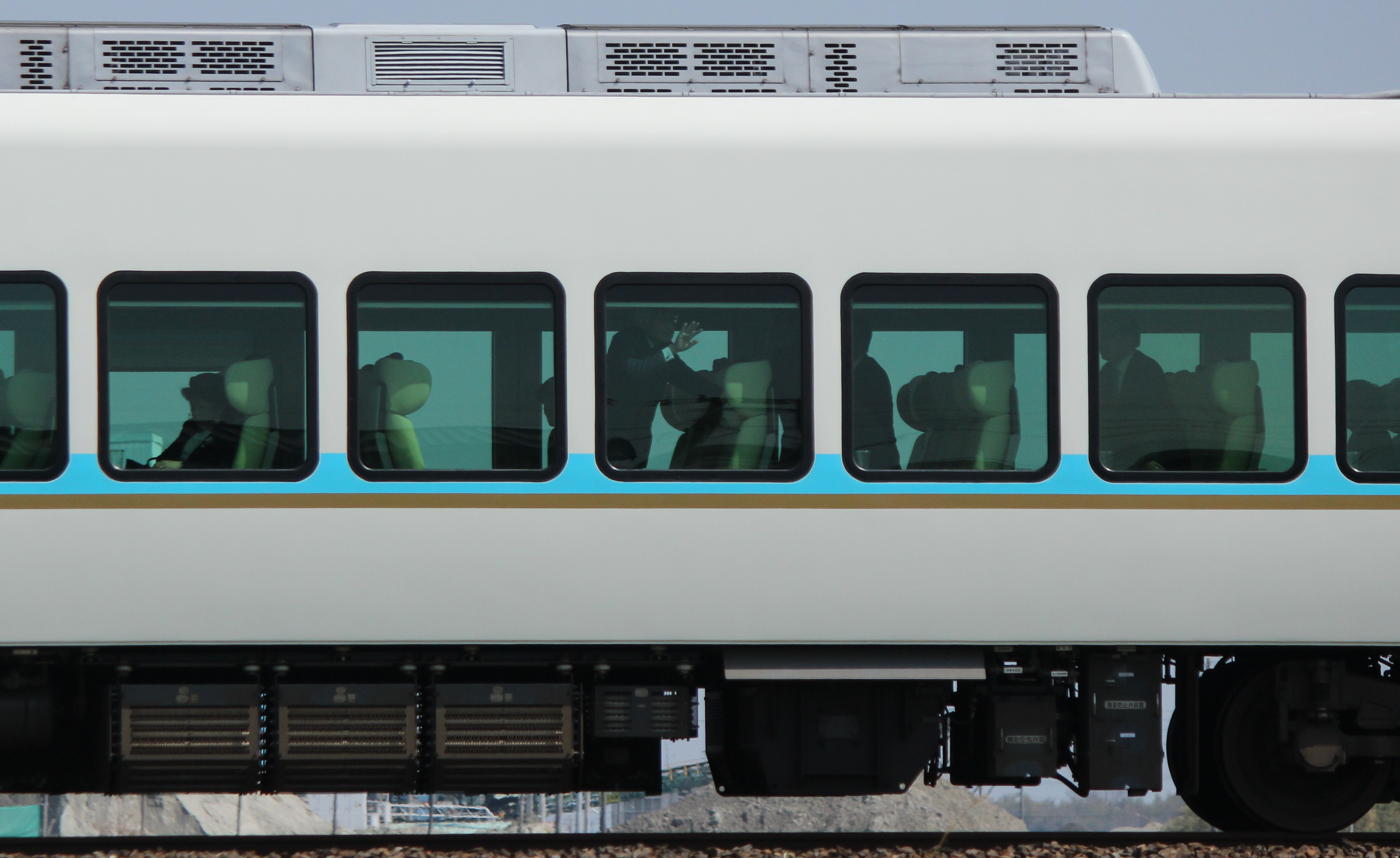
お召し列車

当該系列を使用したお召し列車は2014年3月、前年の伊勢神宮式年遷宮後の特別参拝のために運行された。天皇の伊勢行幸時には三種の神器の草薙剣と八尺瓊勾玉（璽）も御所より動座することから、御料車の隣りの車両を安置スペースとしてあてがった。日程は、往路が25日、復路が28日であった。
2014年11月15日・16日および2016年4月2日・4日の橿原神宮など奈良県への行幸の際は京都駅から橿原神宮前駅まで運行された。
2019年3月26日には橿原神宮参拝のために運行され、4月17日には天皇退位による一例の儀式としての伊勢神宮参拝のために運行された。

## 沿革

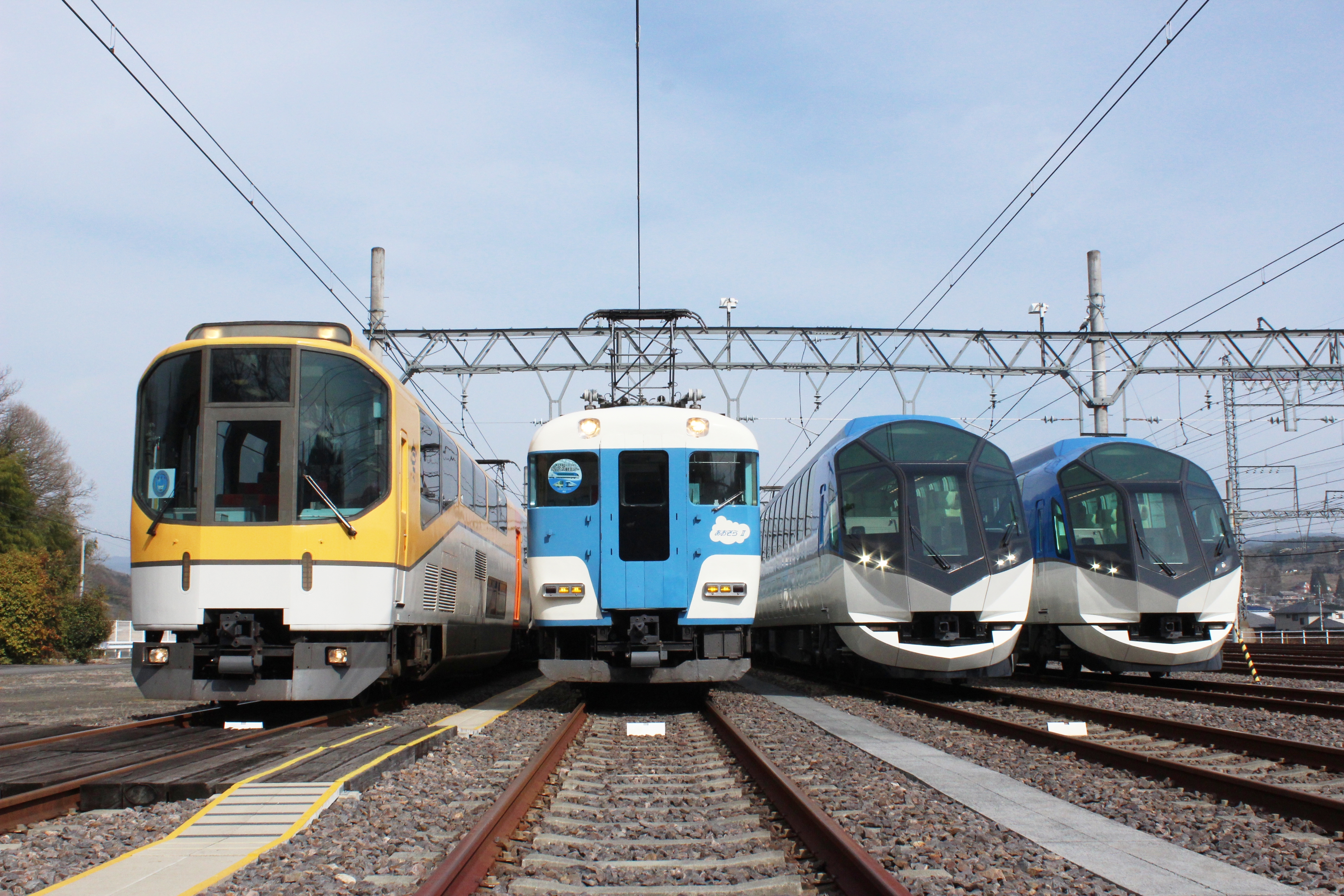
ラインナップ撮影会（2013年3月17日）

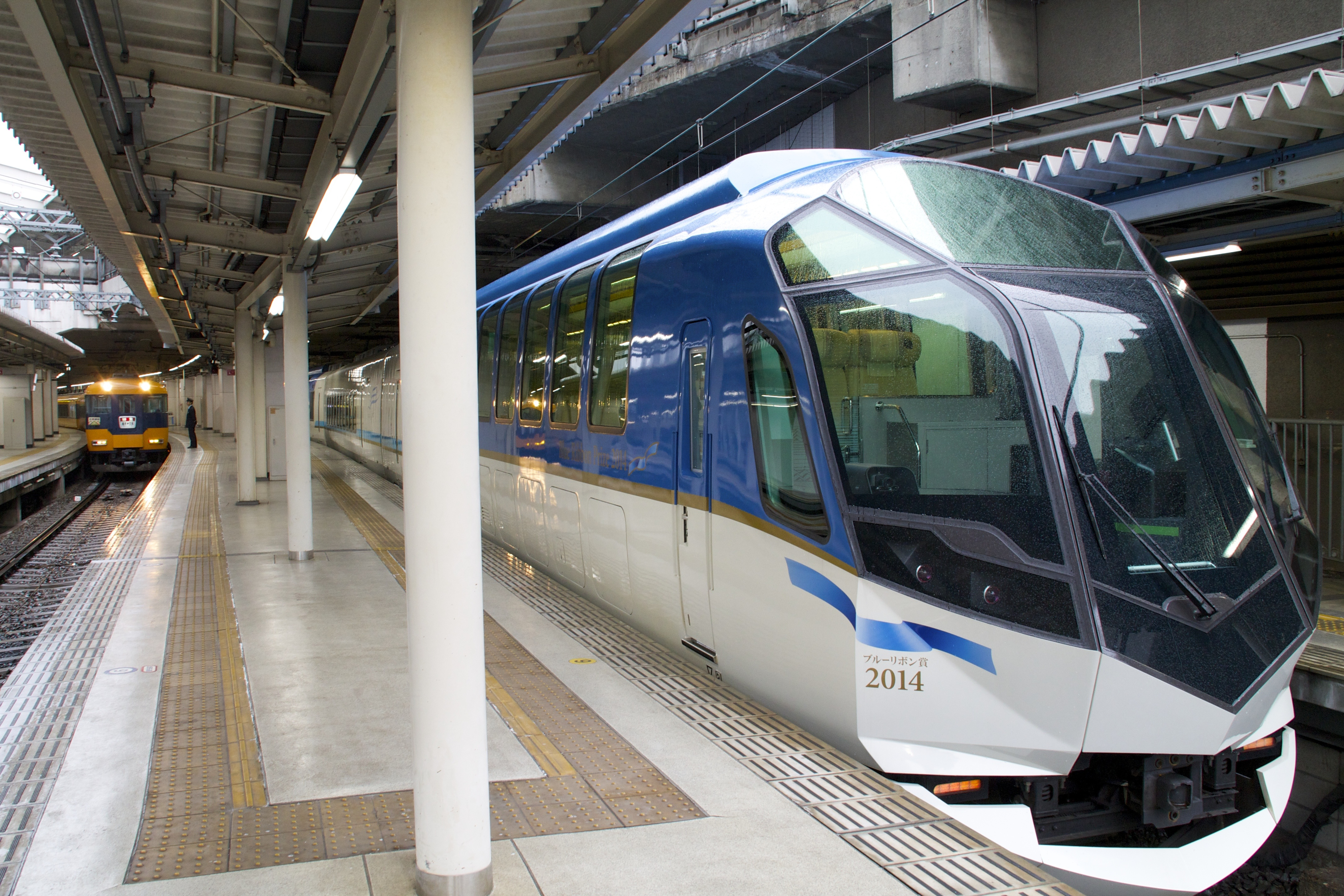
2014年10月から京都便も運行開始（京都駅）

- 2009年（平成21年） : 夏頃から新型観光特急の構想がもたれ[7]、翌2010年5月12日、近鉄社長の小林哲也は伊勢神宮の式年遷宮が執り行われる2013年を目途に、伊勢志摩方面に新型観光特急を導入することを記者会見で明らかにした[38]。

- 2011年（平成23年）7月1日 : 近鉄は、大阪、名古屋と伊勢志摩間に新型観光特急を2013年春を目途に導入と公式発表。同時に車両イラストも公表されたが、塗り分けが実車と異なって編成全体に渡って上半身ブルーの装いであった[2]。

- 2012年（平成24年）9月28日 : 近鉄は新型観光特急の車両愛称を「しまかぜ」とすることを発表。また建造中の実車をはじめて公表した[39]。

- 2012年9月27 - 29日 : 50101Fがメーカーの近畿車輛から高安工場へ陸送された[40]。その後、各種整備、構内試運転を経て同年11月7日より本線試運転を実施した[41]。50102Fも11月9日未明より搬入され[42]、12月19日から試運転を開始した[43]。
- 2013年（平成25年）1月13日 : TBS系列の特別番組『さんま・玉緒のお年玉あんたの夢をかなえたろかスペシャル』にて、近鉄の全面協力により「幼稚園児の近鉄電車の子供車掌が誕生する」という企画が行われ、営業運転開始前の本系列がロケ用の貸切列車として使用された。

- 2013年（平成25年）3月2日 : 無料試乗会を実施し、3月10日と16日には有料試乗会（大阪上本町(地上駅)、近鉄名古屋の両駅から賢島駅までの区間）、3月17日には青山町車庫にて20000系と15200系の同時展示によるラインナップ撮影会を実施した[28]。そのほかに、報道関係者向け試乗会を近鉄名古屋 - 宇治山田間で3月7日に[44]、大阪上本町 - 宇治山田間で3月8日に実施され[45]、また志摩市立鵜方幼稚園児79人を招待した試乗会を同じ8日に五十鈴川 - 賢島間往復で実施した[46]。

- 2014年（平成26年）8月19 - 21日に50103Fが搬入され、9月8日に高安‐京都間で試運転が行われた[47]。同月25日から営業を開始のうえ捻出された既存の編成を1編成ずつ工場に入場させて50103Fに仕様を合わせる工事が施工された[6]。